# Araméens (Antiquité)
Pour les articles homonymes, voir Araméen (homonymie).

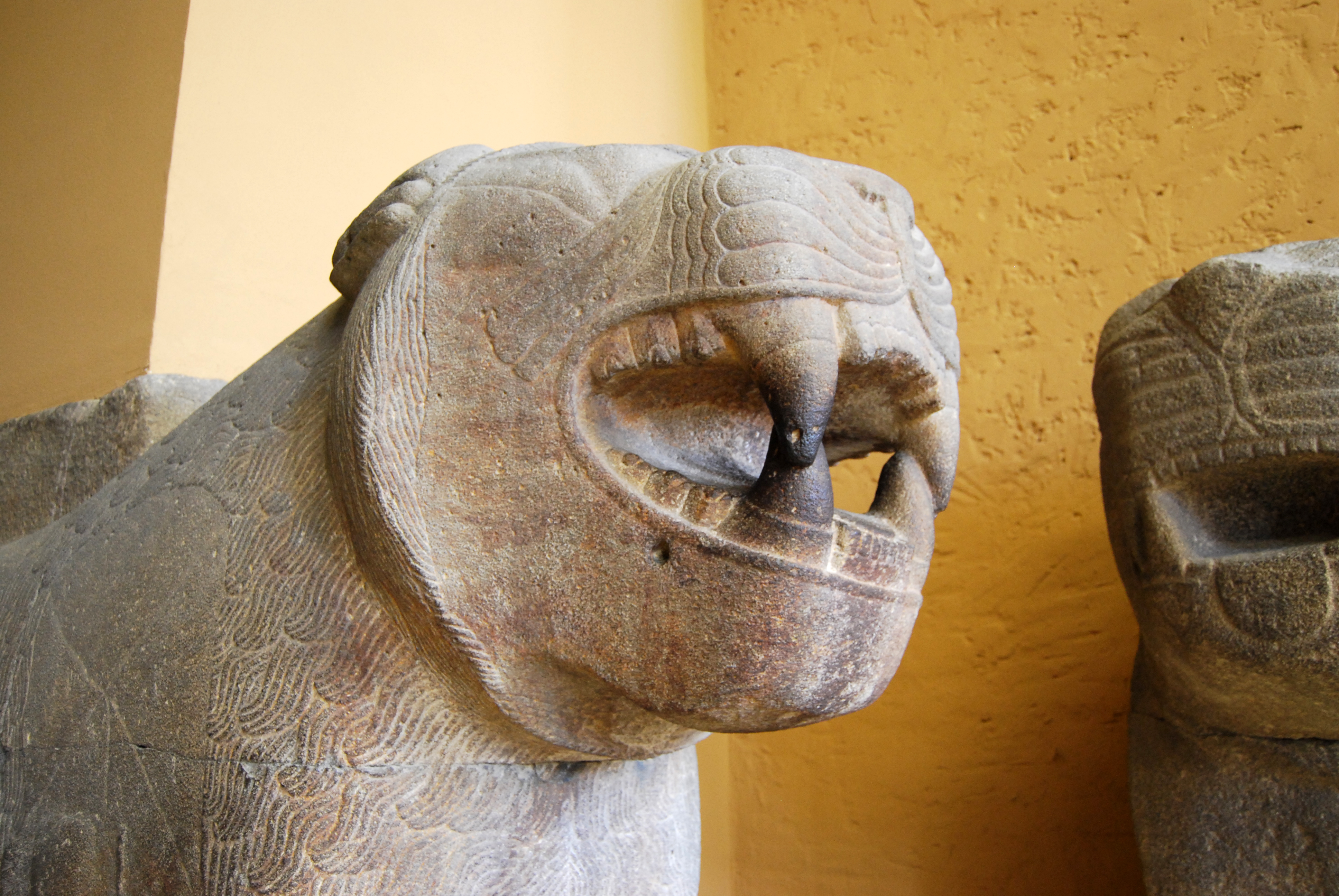
Détail d'une statue de lion gardien de porte provenant de la citadelle de Zincirli (Turquie), l'ancienne Sam'al. Musée de Pergame (Berlin).

Les Araméens sont un ensemble de groupes ethniques du Proche-Orient ancien qui habitaient des régions de la Syrie et du nord de la Mésopotamie à la fin du IIe millénaire av. J.-C. et au Ier millénaire av. J.-C.
Ils apparaissent en Syrie au XIIe siècle av. J.-C., sous la forme de tribus nomades ou semi-nomades ennemies des Assyriens. Dans les deux siècles suivants, période troublée et mal documentée dans tout le Moyen-Orient, ils fondent des royaumes centrés sur des villes fortifiées, dominées par une acropole où sont érigés des palais et temples décorés de sculptures et bas-reliefs, caractéristiques de la Syrie des premiers siècles du Ier millénaire av. J.-C. (qui correspond à l'âge du fer). La culture araméenne de la Syrie de cette période est souvent entremêlée avec celle de royaumes dits « néo-hittites », surtout présents à l'ouest dans l'ancienne sphère d'influence des Hittites. Elle intègre un ensemble de traditions héritées de la Syrie des phases précédentes (l'âge du bronze), ce qui est aussi une indication du fait que les Araméens, loin d'être des envahisseurs, sont issus de cette région. La langue araméenne, de type sémitique, s'écrit sous la forme d'un alphabet qui dérive de celui des Phéniciens voisins. Les populations araméennes connaissent une expansion vers les régions voisines (en particulier l'Assyrie, la Babylonie et le Levant sud).
Au IXe siècle av. J.-C., les royaumes araméens de Syrie subissent les offensives des Assyriens, qui placent progressivement la région sous leur coupe. Ils leur opposent une résistance acharnée, s'exposant à une répression impitoyable. Au VIIIe siècle av. J.-C., la pression de l'Assyrie est de plus en plus forte, et les royaumes araméens sont transformés l'un après l'autre en provinces assyriennes. Dans le même temps, les déportations pratiquées par leurs vainqueurs accélèrent la dispersion des populations qui parlent l'araméen dans les différentes parties du Proche-Orient et de la Mésopotamie, aboutissant à la diffusion de la langue araméenne. Les populations araméennes passent ensuite sous la domination des empires de Babylone (612-539 av. J.-C.) puis de Perse (539-331 av. J.-C.). La langue araméenne connaît alors une expansion encore plus large, devenant la langue la plus parlée de la Mésopotamie et du Levant méridional, et la lingua franca du Proche-Orient.
Au début de notre ère, de nouvelles dénominations apparaissent à côté d'« Araméens », pour désigner des populations du Moyen-Orient qui parlent des langues araméennes, le « syriaque » notamment. Les langues araméennes (syriaque, judéo-araméen, mandéen, etc.) restent dominantes en Syrie et dans plusieurs régions du Proche-Orient comme la Judée, puisqu'elles ont été à peine bousculées par l'essor du grec depuis la période hellénistique. Elles restent les plus parlées dans cette partie du monde pendant plusieurs siècles, jusqu'à ce qu'elles soient supplantées par l'arabe.

## Origines
Le terme Aram apparaît pour la première fois dans une inscription du roi assyrien Tiglath-Phalazar Ier (1114-1076 av. J.-C.), qui mentionne une victoire contre les « Ahlamû du pays d'Aram » ou les « Ahlamû-Araméens », lors d'une campagne dans les régions situées entre les pays de Suhu et de Karkemish, donc le long du cours moyen de l'Euphrate, et même au-delà du fleuve. Il s'agit alors de groupes de populations tribales vivant dans ces régions, peut-être des groupes semi-nomades occupant les zones de steppes à l'écart des zones les plus peuplées. Le terme Ahlamû, attesté depuis le début du IIe millénaire av. J.-C., désigne ce type de populations, et pas un peuple en particulier. Quant à celui d’Aram, il pourrait alors déjà désigner un peuple, ou bien une région, cela est discuté. Quoi qu'il en soit ces mêmes populations se retrouvent dans les textes relatant les guerres des rois assyriens suivants, à commencer par Assur-bel-kala (1073-1056). Cette phase voit s'amorcer un recul de l'Assyrie, en grande partie imputable aux offensives de plus en plus pressantes des Araméens. 

« En me confiant en Assur mon Seigneur je pris mes chars et mes guerriers et je m'engageai dans le désert. J'allai chez les Ahlamû Armayû, ennemis d'Assur mon Seigneur. En un seul jour je razziai du pays de Suhu à la ville de Karkemish du pays de Hatti ; je leur infligeai une défaite ; j'en ramenai des prisonniers, des biens et possessions sans nombre. Le reste de leurs troupes avait fui devant les armes furieuses d'Assur mon Seigneur et avait franchi l'Euphrate, je franchis l'Euphrate derrière eux sur des flotteurs de cuir ; je conquis, je livrai aux flammes, je détruisis et je démolis six de leurs villes sises au pied du mont Bishri ; j'en amenai des prisonniers, des biens et possessions en ma ville d'Assur. »

— La première rencontre entre Assyriens et Araméens, inscription de Tiglath-Phalazar Ier.
Du point de vue archéologique, la période prend place au début de l'âge du Fer I, phase qui va d'environ 1200 à 1000/900 av. J.-C. (caractérisée en Syrie par une poterie peinte monochrome), et reste assez mal connue. En particulier les conditions de la transition entre l'âge du Bronze final et le début de l'âge du Fer sont très débattues : c'est une période d'effondrement, qui voit la fin des grands empires du Bronze récent (Hittites, Nouvel Empire égyptien, royaume médio-assyrien) et de plusieurs royaumes syriens au passé vénérable (Ougarit, Alalakh), le tout en lien avec l'émergence des Araméens, et aussi les autres changements majeurs survenus à cette époque, comme le phénomène des « Peuples de la mer », qui ne semble pas affecter la Syrie intérieure ni la Haute Mésopotamie, mais essentiellement les régions côtières du Levant. Si elle est vue comme une période de bouleversements, il existe des continuités sur plusieurs sites, comme Karkemish et Hama, la Syrie occidentale intérieure semblant moins affectée par les changements. Le site le mieux connu de Syrie centrale pour cette phase, Tell Afis, détruit à la fin du Bronze récent, est repeuplé durant le Fer I.

Les Araméens sont manifestement des descendants de populations ouest-sémitiques occupant ces régions depuis de nombreux siècles durant l'âge du bronze, et non des envahisseurs. Ainsi que le résume A. Berlejung : « Aujourd'hui, les chercheurs préfèrent considérer les Araméens comme un groupe local autochtone en Syrie, qui a participé activement (et, rétrospectivement, avec succès) au changement des conditions sociales qui caractérise la transition de l'âge du bronze récent à l'âge du fer. Les Araméens n'étaient pas des envahisseurs mais les descendants directs des groupes de population syriennes de l'âge du bronze et les héritiers de leur culture. » 
Aussi le phénomène est-il difficile à étudier et à caractériser. On attribue généralement des origines « semi-nomades » à ces populations, c'est-à-dire un mode de vie reposant à la fois sur le nomadisme pastoral et l'agriculture, partagé entre la sédentarité et le nomadisme, coexistant avec le monde des villes et villages des sédentaires, dirigés par les administrations des royaumes de la région. Ce mode de vie est présent dans la Haute Mésopotamie, la Syrie et le reste du Levant depuis plusieurs siècles, mais mal documenté donc difficile à saisir. L'emphase est généralement mise sur ces origines semi-nomades des Araméens, qui seraient alors l'élément le plus dynamique des sociétés syriennes, le plus en mesure de résister à la domination assyrienne. Ils s'appuient manifestement sur un dynamisme démographique qui leur permet d'investir les régions les plus urbanisées et d'intégrer des composantes urbaines et rurales sédentaires. En tout cas ces groupes se constituent en de nouvelles entités politiques à la suite de l'effondrement de beaucoup de royaumes de l'espace syrien, après la chute de la grande puissance dominant la partie occidentale de la région auparavant, les Hittites, et du recul progressif des Assyriens dans la partie orientale.

## Les royaumes araméens de Syrie

### Sources

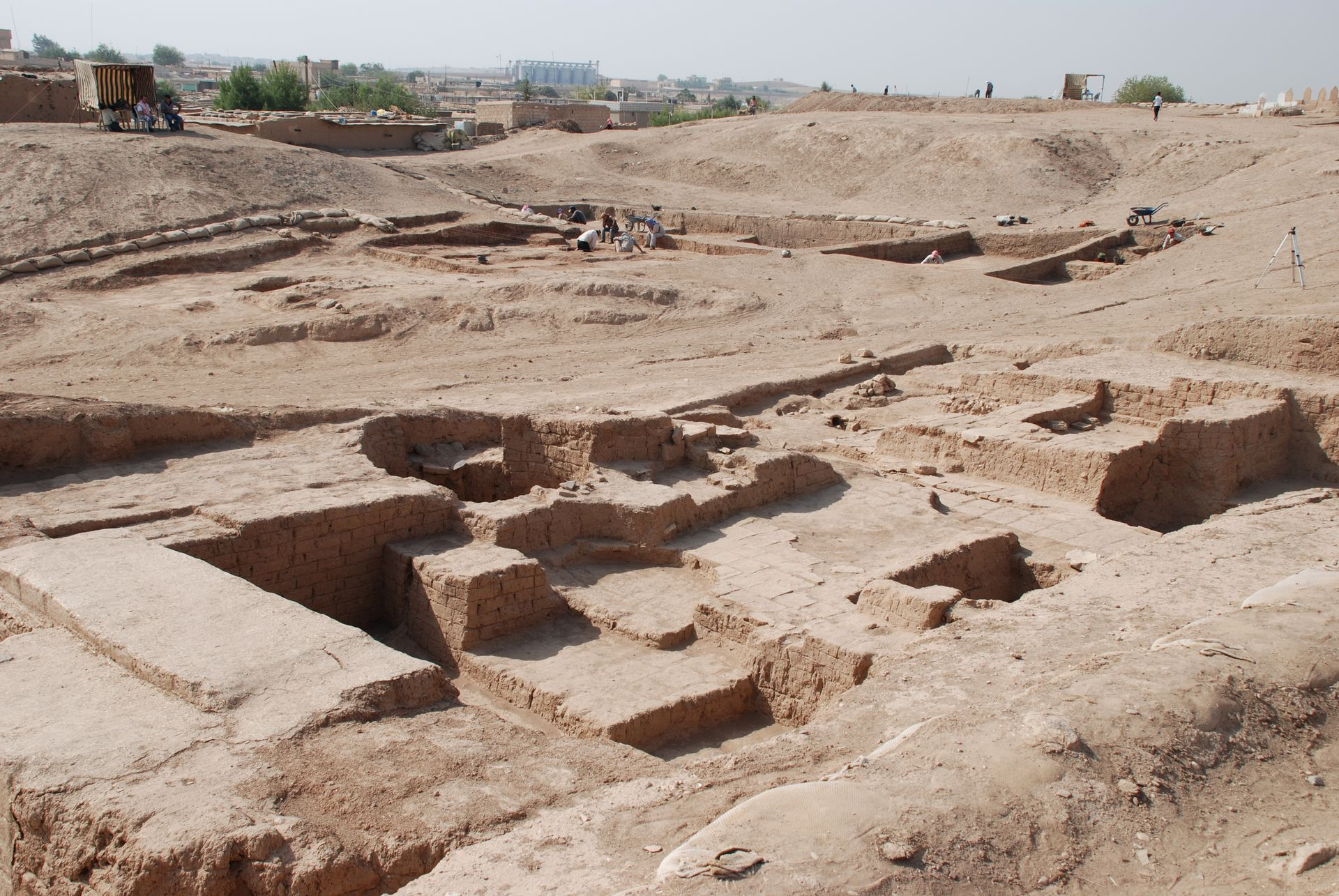
Ruines de Tell Halaf, l'antique Guzana. Syrie.

Les sources écrites permettant de reconstituer l'histoire des Araméens de Syrie proviennent essentiellement d'Assyrie : ce sont surtout les inscriptions et annales des rois assyriens qui commémorent leurs victoires contre des entités politiques araméennes. Les inscriptions laissées par les rois araméens eux-mêmes, ainsi que celles laissées par les rois néo-hittites fournissent d'autres informations appréciables, mais elles sont moins nombreuses. La Bible offre quelques éclairages sur les relations entre les royaumes d'Israël et de Juda et celui de Damas.
L'archéologie comble en certains points les manques de la documentation écrite. Les fouilles de sites araméens ont commencé au début du XXe siècle avec les chantiers ouverts à Tell Halaf, Tell Fekheriye (en), Zincirli, Tell Tayinat et Hamath. Elles se sont concentrées sur les zones des palais et des temples, les « citadelles » de ces sites, aussi dans une certaine mesure les murailles, délaissant les villes basses et donc les espaces domestiques et artisanaux, et les espaces ruraux. De plus la stratigraphie était peu prise en considération, et la séquence chronologique céramique n'avait pas été établie. Les fouilles et prospections qui ont lieu dans les dernières décennies du XXe siècle et le début du XXIe siècle ont permis de mieux connaître cette dernière. De nouveaux sites comme Tell Afis et Tell Qarqur ont été fouillés, ou ont repris sur des sites déjà explorés durant la première phase, comme Tell Fekheriye, Tell Halaf, Til Barsip, Tell Tayinat, Sam'al/Zincirli, aussi Alep.

### Expansion et formation des États araméens
L'expansion araméenne qui a lieu au XIe siècle av. J.-C. est très peu documentée, les sources écrites provenant d'Assyrie, puissance dominant la Haute Mésopotamie avant cela, dont le rythme et l'ampleur du recul sont discutés. Dans les régions occidentales de la Syrie, le processus n'est pas attesté par des sources écrites.
Les sources écrites assyriennes sont quasiment les seules à documenter la situation politique de la Syrie durant le XIe siècle av. J.-C., et elles le font de moins en moins puis plus du tout. Une chronique assyrienne très postérieure aux faits caractérise la fin de règne de Tiglath-Phalazar Ier comme une période de famine, avec des cas de cannibalisme, tandis que les Araméens s'emparent de nombreuses villes assyriennes. Ils poussent des habitants de l'Assyrie à fuir dans les régions montagneuses à l'est d'Arbèle, qui échappent par la suite à la domination assyrienne, laquelle n'est rétablie qu'au début de l'époque néo-assyrienne quand les descendants des exilés sont ramenés en Assyrie (par Assur-dan II). Les textes de Dunnu-sha-Uzibi (Giricano) sur le cours supérieur du Tigre, datés des années 1069/68 témoignent d'une situation similaire, dans une région soumise aux assauts des Araméens et bientôt perdue par l'Assyrie ; là encore il y aurait eu des fuites, si on en juge par une inscription d'Assurnasirpal II évoquant le rapatriement de descendants d'exilés assyriens après la reconquête de la région en 882. Ces troubles pourraient être liés à une période de climat plus sec, qui aurait durement touché ces régions habituellement suffisamment arrosées par les pluies, qui auraient influé les déplacements des Araméens qui vivaient dans les régions les plus vulnérables aux aléas climatiques, qui se seraient alors tournés vers les régions mieux pourvues en eau des cours supérieur du Tigre et du Khabour d'où elles auraient délogé les sujets de l'Assyrie qui y vivaient qui se serait réfugié dans les montagnes voisines où ils auraient échappé au contrôle du pouvoir assyrien. Quelles qu'en soient les causes, les avancées des Araméens sont de plus en plus pressantes et les armées assyriennes sont manifestement sur le recul. En tout cas les rois assyriens de l'époque sont bien moins prolixes sur leurs expéditions que leurs prédécesseurs, et aucune campagne militaire assyrienne n'est connue pour la période 1030-930. Les textes plus tardifs semblent indiquer selon E. Frahm que les pertes territoriales les plus importantes s'effectuent entre 1030 et 970. 
D'autres nuancent l'ampleur du recul assyrien, en particulier dans la partie centrale de la Haute Mésopotamie, autour du Khabour et de ses affluents. Le gros des pertes territoriales s'y serait produit durant la première moitié du Xe siècle av. J.-C. et pas avant, et des points d'appui auraient été préservés dans la vallée du Khabur. Cela ressort de textes du XIe siècle av. J.-C. mis au jour sur les sites de cette région, Tell Taban et Tell Bderi, qui éclairent un peu ces âges obscurs et indiqueraient selon H. Kühne la présence d'entités politiques dans une situation de semi-vassalité avec l'Assyrie, constituant une sorte de tampon entre le cœur de ce pays et les Araméens, situé au niveau du Khabur inférieur, qui n'aurait jamais été vraiment soumis par des Araméens, leur progression étant alors redirigée plus au nord vers le cours supérieur du Khabur et au sud le long de l'Euphrate. Les textes assyriens ne mentionnent pas de royaumes araméens dans la région du Khabur pour ces époques, et il n'est pas clair qu'il s'en soit constitué dans cette région avant le Xe siècle av. J.-C. Cela relativiserait l'ampleur de la débâcle assyrienne et la solidité des entités politiques araméennes attestées au voisinage de l'Assyrie durant la période suivante. 
Dans les régions situées plus à l'ouest entre Syrie du nord et Anatolie, les royaumes héritiers de l'empire hittite, ou « néo-hittites », (avec des dynasties aux noms louvites), Karkemish et Melid (Malatya), ne disparaissent pas à la fin de l'âge du Bronze, et subsistent durant les temps obscurs, après avoir fait face aux offensives de Tiglath-Phalazar. Plusieurs de leurs rois des XIe – Xe siècle av. J.-C. sont attestés par des inscriptions qu'ils ont laissées, et entreprennent un programme monumental ambitieux, servant sans doute de modèles et peut-être de moteurs à la reprise de l'urbanisation et des institutions, plusieurs dynasties émergeant pour remplir le vide laissé par l'effondrement de l'empire hittite et d'autres royaumes de Syrie occidentale (comme Ougarit et Alalakh). De la même manière que l'Assyrie fait barrage à l'expansion araméenne à l'est, ces entités semblent avoir bloqué sa progression vers l'ouest, au moins à cette période. T. Bryce considère quant à lui que, malgré l'image belliqueuse qu'ont les Araméens dans les sources de leurs adversaires Assyriens, il se pourrait que le processus d'implantation araméenne à l’œuvre en Syrie à partir de la fin du XIe siècle av. J.-C. se soit fait dans un contexte plutôt pacifique.
L'archéologie atteste de son côté de la mise en place d'un processus de ré-urbanisation en Syrie durant la période de transition entre le Fer I et II (en gros au Xe siècle av. J.-C.), qui est caractérisée par l'apparition d'une céramique rouge lustrée. Mais ce processus est là encore mal compris dans le détail car la documentation est limitée. Cette phase de forte croissance voit une reprise de l'urbanisation, avec la planification de quartiers domestiques, de secteurs monumentaux décorés avec soin. Selon S. Mazzoni ces traits se mettraient en place au plus tôt à la fin du Xe siècle av. J.-C., peut-être au début du suivant. Elle évoque pour cette période une « consolidation louvite » d'un côté, et une « expansion araméenne » de l'autre. En effet comme vu plus haut la présence de capitales fortifiées, d'abord au nord/nord-ouest, donc dans la sphère culturelle hittite-louvite, puis dans les autres parties de la région (à dominante araméenne) par la suite. Cela est le résultat de la présence de royaumes plus ou moins centralisés et urbanisés, beaucoup étant de nouvelles créations. Peu de sites présentent de continuité avec les phases antérieures, et il s'agit surtout des centres dynamiques des régions occidentales et centrales (Karkemish et Zincirli, Hama et Tell Afis, le temple du dieu de l'Orage à Alep, Tell Ain Dara). Un cas exemplaire de refondation dans la partie orientale, la Djézireh, est celui de Tell Halaf, alors appelée Guzana, qui devient la capitale du Bit Bahiani/Palê, qui connaît une croissance à partir du Xe siècle av. J.-C. après avoir été faiblement occupée durant le millénaire précédent. En tout cas la toponymie change beaucoup par rapport à la période précédente, ce qui indique un renouvellement important du peuplement. Et aux côtés des sites urbains de nouveaux villages émergent, formant un réseau peu dense.

### Géopolitique de la Syrie araméenne
Ce n'est qu'à partir du début du IXe siècle av. J.-C. que les Assyriens reprennent fermement pied dans ces régions, et font alors face à ces entités politiques qui se sont manifestement constituées au sortir de la période d'effondrement des grandes puissances du l'âge du Bronze, dans des conditions qui restent inconnues. Les Araméens ont en tout cas considérablement étendu leur présence. Il apparaît que les royaumes araméens n'ont jamais constitué un ensemble uni ou même homogène, même au moment où la menace assyrienne se fait plus aigüe, formant une mosaïque complexe intégrant des éléments ethniques divers et mélangés, et en permanence en contact avec d'autres royaumes dominés par d'autres peuples et cultures. 
En Syrie même, se trouvent alors des royaumes qui sont couramment divisés en deux groupes, essentiellement en fonction de l'ethnie qui les domine (mais ne constitue pas forcément le gros de leur population) :
- des royaumes araméens, dominés par une élite ouest-sémitique, parlant un dialecte araméen, plus développés à l'est, mais pas seulement ;
- des royaumes dits « néo-hittites », dont les souverains portent des noms louvites ou hittites, plus marqués par l'héritage de l'ancien royaume hittite, plus développés dans la partie occidentale.

La Syrie occidentale est la plus marquée par la cohabitation de populations araméennes et « néo-hittites ». Plusieurs royaumes situés vers la frange littorale sont ainsi considérés comme mixtes : Que, Unqi/Pattina, Sam'al. Au cours de la période, des dynasties araméennes parviennent à s'imposer dans des royaumes antérieurement de culture louvite, Sam'al et Hamath. D'une manière générale il semble que l'élément araméen soit alors le plus dynamique démographiquement et culturellement, se mêlant souvent aux fonds syrien ou louvite/hittite présents antérieurement. 

Carte des États néo-hittites et araméens vers 900-800 av. J.-C.

Les États araméens les plus puissants sont situés en Syrie centrale et occidentale, dans l'ancienne sphère hittite, au contact des royaumes néo-hittites, ayant sans doute émergé avant ceux qui se sont formés plus à l'est dans l'espace anciennement dominé par l'Assyrie. Plusieurs d'entre eux peuvent d'ailleurs aussi bien être rangés selon l'époque dans la catégorie des royaumes araméens que néo-hittites en fonction de la dynastie qui y règne.
- Bit Adini (en) occupe une position stratégique sur le Moyen-Euphrate, son territoire allant jusqu'au Balikh à l'est, sous le règne de son seul souverain connu, Ahuni fils d'Adini, rival coriace des Assyriens dans les années 860-850, qui a pour capitale Til Barsip (Tell Ahmar)[23].
- Le Bit Agusi (en) se développe en Syrie centrale, autour du territoire appelé Yahan(u), attesté dès la seconde moitié du Xe siècle av. J.-C. et dont l'existence est probablement plus ancien ; il prend son essor après la fin du Bit Adini, sous son souverain fondateur et éponyme, Gusi ; le royaume apparaît dans plusieurs conflits contre des royaumes voisins, en particulier à l'époque d'Attam-shukhi Ier dans les dernières décennies du IXe siècle av. J.-C., et de son dernier roi, Mati'el (ou Mati'ilu), au milieu du VIIIe siècle av. J.-C. ; sa capitale est Arpad (site de Tell Rifa'at), et il domine également Alep et Ain Dara[24].
- Sam'al (ou Bit Gabbari, ou Yadiya) situé dans les contreforts orientaux de l'Amanus, est un royaume comprenant une population mixte araméenne et louvite (néo-hittite), dont les rois portent aussi bien des noms louvites qu'araméens, et ce sans doute au sein d'une même dynastie. Il est d'ailleurs entouré de royaumes néo-hittites (Karkemish, Gurgum, Pattina, Adana) avec lesquels il est manifestement en conflits à plusieurs reprises, et il est possible que le fait qu'on trouve une dynastie d'origine manifestement araméenne à sa tête dans un pays majoritairement louvite soit à l'origine de l'instabilité qui y règne durant les deux siècles de son existence. Ce royaume devient rapidement un client des Assyriens, ce qui provoque divers troubles à sa tête, se traduisant par des coups d'Etat. La capitale de ce royaume, Sam'al, correspond à l'actuel site de Zincirli, l'un des mieux connu de la période, qui a livré de nombreuses sculptures et des inscriptions[25].

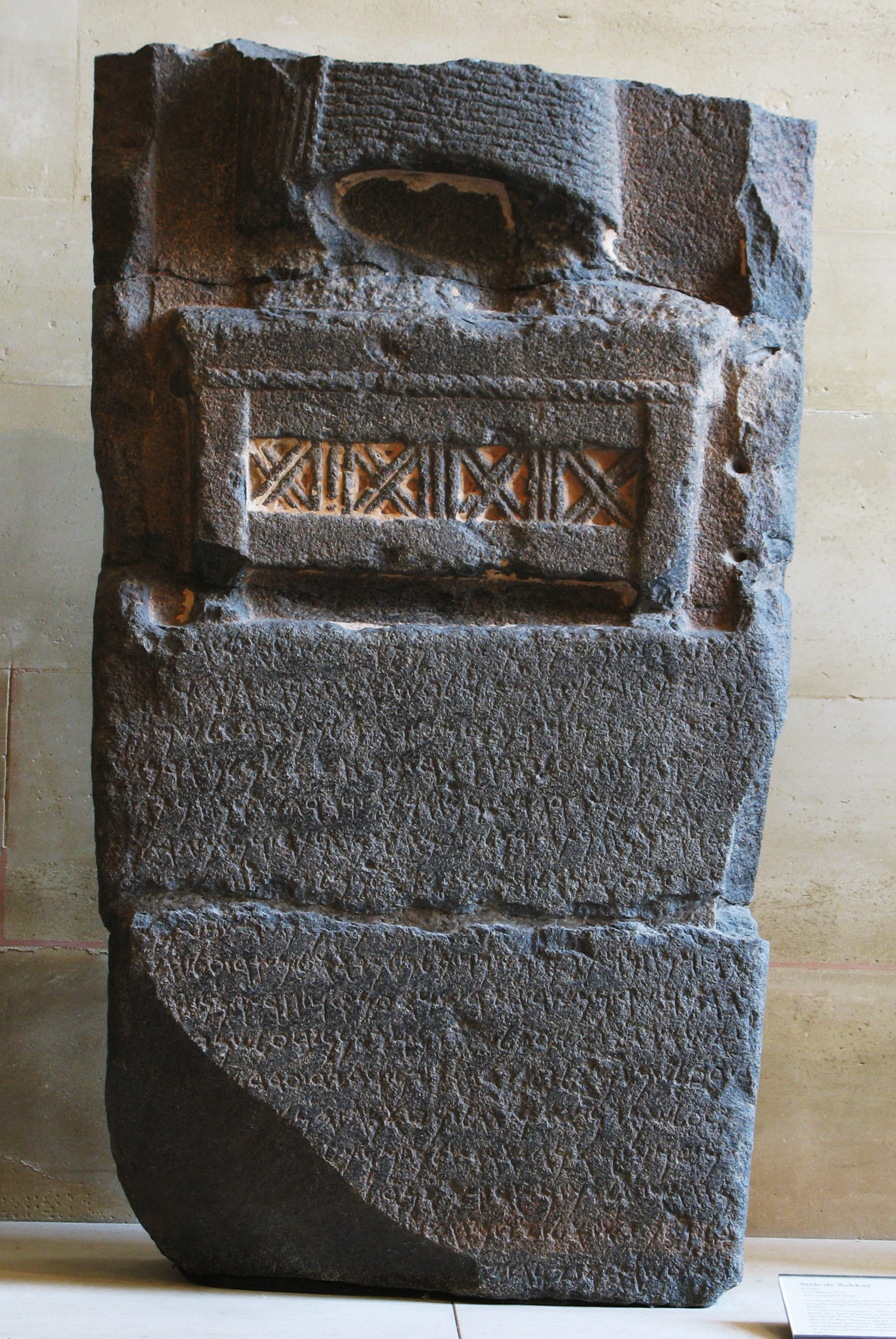
La stèle de Zakkur, roi de Hamath, début du, musée du Louvre.

- Le royaume de Hamath (actuelle Hama) autour de la vallée de l'Oronte, est dominé au IXe siècle av. J.-C. par une dynastie aux noms louvites, puis au début du VIIIe siècle av. J.-C. son trône est investi par un roi araméen, Zakkur, connu par la stèle inscrite qu'il a laissée, qui mentionne comment il a dû lutter pour conserver le pouvoir face à une coalition de royaumes voisins (tant araméens que néo-hittites). Il étend le royaume au nord en incorporant le pays de Lu'ash, et fonde une nouvelle capitale, Hazrak (Tell Afis). Ce royaume est aussi connu par les fouilles de divers sites qu'il dominait, en plus de Tell Afis : Hama, Tell Qarqur, Tell Matsuma et Tell Mishrife (Qatna)[26].
- le royaume de Damas (aussi appelé Aram) plus au Sud, se forme dans le courant du Xe siècle quand s'y installe une dynastie araméenne. La Bible rapporte ses divers conflits avec Israël. Dans les sources assyriennes, un des royaumes les plus puissants de Syrie, son roi Hadad-ezer (Adad-idri) dirigeant la vaste coalition que Salmanazar III affronte à Qarqar (en 853). Son successeur Hazael étend le royaume, notamment au sud comme l'indique la stèle de Tel Dan, avant de tomber face à l'Assyrie, puis après lui Bar-Hadad est encore en mesure de mener une coalition contre le royaume mésopotamien. Les échecs répétés face à l'Assyrie affaiblissent le royaume, qui semble même passer par la suite sous la coupe d'Israël, avant son intégration à l'Assyrie[27].

Dans la Djézireh se trouvent les entités formées à partir des anciennes provinces assyriennes, plus tardivement, et aussi celles qui font face les premières à la reconquête assyrienne, qui les empêche d'atteindre plus de puissance et de stabilité. Bit Bahiani (en) est le mieux connu grâce aux fouilles de sa capitale Guzana (Tell Halaf), aussi celles de Tell Fekheriye. Il s'agit surtout d'une documentation architecturale et artistique, et sa chronologie reste mal établie. Ainsi la période de règne de Kapara, l'auteur des plus importantes constructions à Tell Halaf, est incertaine, d'autant plus que dans ses inscriptions il se dit roi du pays de Palê, inconnu par ailleurs ; on le situe généralement quelque part dans la seconde moitié du IXe siècle av. J.-C., mais M. Novák le place au milieu du Xe siècle av. J.-C. En tout cas Guzana fait partie des premiers pays araméens à être transformés en province assyrienne, même si une dynastie araméenne semble rester en place durant le IXe siècle av. J.-C.. Au nord-est, Nisibe et Bit Zamani (en) qui se trouvent dans la région du Tur-Abdin, donc au voisinage direct de l'Assyrie. 
La région du Moyen-Euphrate est quant à elle divisée en trois entités principales, du nord-ouest au sud-est le long de l'Euphrate : le pays de Laqê (ou Laqû), où se trouve le royaume de Bit Halupe (capitale Sûru sur le Khabur ; il comprend aussi la ville de Sirqu) ; le royaume de Hindanu (du nom de sa capitale), moins étendu mais situé stratégiquement au sortir de la route caravanière conduisant à Tadmor (Palmyre) ; le pays de Suhu (ou pays de Suhu et de Mari), qui va jusqu'à la frontière avec la Babylonie (au niveau des villes de Idu et Rapiqu), dont la capitale est une ville également nommée Sûru, et qui dispose d'autres villes comme Anat (l'île de 'Anah), sa principale place forte, et Harradum (Khirbet ed-Diniyeh), dont les rois (aux noms et à la culture plutôt babyloniens) mentionnent dans leurs inscriptions des affrontements contre des tribus araméennes qui devaient évoluer dans les espaces de steppes alentours.
Les récits des campagnes assyriennes fournissent donc une trame chronologique générale pour la période, et occupent généralement la place la plus importante dans les reconstructions des historiens. À côté de cela, l'histoire des différentes entités araméennes reste souvent mal comprise, et l'objet de débat. Si des noms de souverains sont connus grâce à leurs inscriptions, il est souvent complexe de dater précisément leur règne s'ils n'apparaissent pas dans les sources assyriennes, et de connaître les événements politiques et militaires qui n'ont pas de rapport avec l'Assyrie. Un des documents jetant la lumière sur l'histoire militaire des royaumes syriens de l'époque est la stèle de Zakkur, mise au jour à Tell Afis et datée du début du VIIIe siècle av. J.-C. Zakkur est le souverain de Hamath (ou Lu'ash) qui l'a faite inscrire, pour y commémorer une victoire contre une coalition de rois araméens et néo-hittites, peut-être formée parce qu'il avait usurpé le trône ; on sait par une inscription assyrienne qu'il a eu un conflit frontalier avec le Bit Agusi dans le règlement duquel l'Assyrie est intervenue. 

« Stèle qu'a placée Zakkur, roi de Hamath et de Lu'ash pour Ilu-wer (son seigneur). Je suis Zakkur, roi de Hamath et de Lu'ash ; je suis un homme humble. Mais Baal-shamayin m'a (appelé) et il s'est tenu avec moi et Baal-shamayin m'a fait régner sur Hazrak. Alors Bar-Hadad, fils d'Hazael, roi d'Aram, réunit contre moi (seize ?) rois : Bar-Hadad et son armée, Bar-Gusi et son armée, le roi de Que et son armée, le roi d'Unqi et son armée, le roi de Gurgum et son armée, le roi de Melid et son armée [...] sept rois, eux et leur armée. Alors tous ces rois mirent le siège contre Hazrak et ils élevèrent un rempart plus haut que son rempart et ils creusèrent un fossé plus profond que son fossé. Alors je levai les mains vers Baal-shamayin et Baal-shamayin m'exauça. Baal-shamayin me parla par l'intermédiaire de voyants et par l'intermédiaire de devins et Baal-shamayin me dit : « Ne crains pas, car c'est moi qui t'ai fait régner et c'est moi qui me tiendrai avec toi et c'est moi qui te délivrerai de tous ces rois qui ont dressé contre toi un siège » [...]. »

— Inscription de la stèle de Zakkur.
D'autres documents en araméen remarquables, les traités de Sfire, conclus entre un certain Barga'ya, roi de KTK (non identifié avec certitude) et Mati'el du Bit Agusi, à l'issue d'un conflit entre les deux ; l'Assyrie y semble impliquée, en tout cas ce même Mati'el conclut un traité vers la même période avec le roi Assur-nerari V,. Enfin plusieurs inscriptions provenant de Sam'al renvoient à une situation politique interne instable, et les menaces des royaumes voisins, qui l'incitent à se placer sous la protection assyrienne.
Aux marges de la Syrie, les principaux royaumes néo-hittites se trouvent entre le nord-ouest de la Syrie et le sud-est de l'Anatolie : Karkemish, Melid (Malatya), Kummuhu (en) (la Commagène), Gurgum. Ils sont en contact avec un royaume puissant qui émerge au même moment en Anatolie orientale, l'Urartu. Au Sud les Araméens rentrent en contact avec les Phéniciens qui dominent le littoral libanais, et aussi les Israélites qui occupent les terres intérieures du Levant méridional. Le royaume de Damas est documenté par la Bible, car il étend son influence plus au Sud, vers le royaume d'Israël avec lequel il est à plusieurs reprises en conflit, étendant sa domination peut-être jusqu'à Gath vers les années 840-830. La stèle de Tel Dan, datée du IXe siècle av. J.-C., commémore la victoire d'un roi de Damas (Hazaël ?) contre Israël et Juda ; le site de Tel Dan semble alors refondé par Damas afin de servir de fort pour contrôler ses marges méridionales.

### Organisation politique, sociale et économique
Les royaumes araméens sont souvent nommés d'après un ancêtre réel ou légendaire, suivant la formulation « Maison de X » (byt/bīt X), reprenant un principe qui semble issu du milieu tribal ; ainsi Bit Adini est la Maison dont l'ancêtre fondateur est Adinu. Comme souvent dans un système tribal, cela n'implique pas forcément que ce soit une même lignée descendante de cet ancêtre qui dirige, puisqu'il y a des changements dynastiques qui se font au sein d'une même Maison. En fait la dénomination de Maison est surtout employée par les Assyriens pour désigner les entités politiques araméennes qu'ils affrontent. Dans leurs propres textes, les rois araméens préfèrent une désignation géographique, peut-être parce qu'elle permettait d'intégrer leurs sujets non-araméens et extérieurs au vieux système tribal.

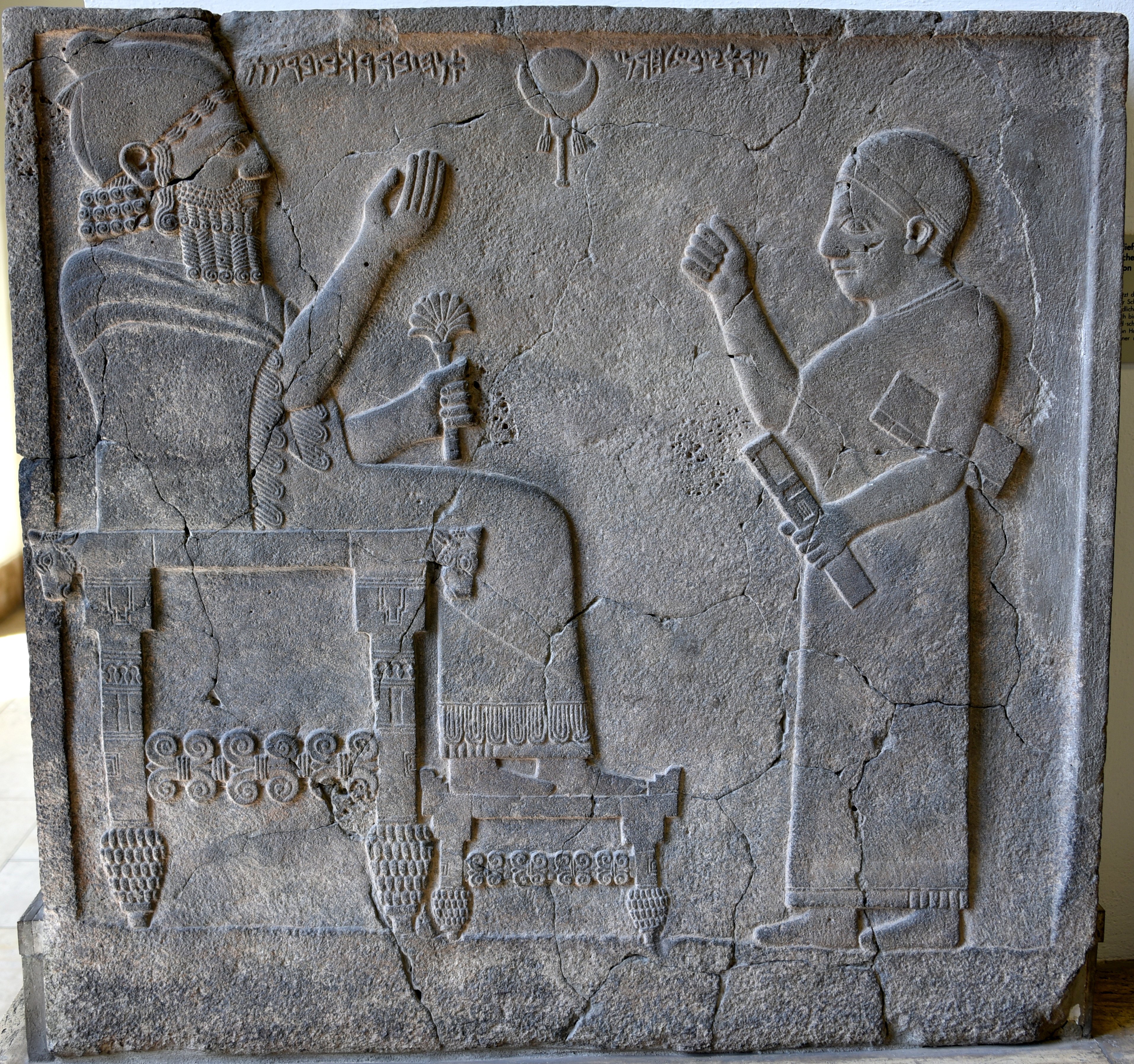
Stèle représentant le roi Bar-Rakkab de Sam'al (Zincirli), Pergamon Museum.

Les souverains des royaumes araméens portent le titre de mlk, qui désigne traditionnellement le roi dans les langues ouest-sémitiques. Ils reprennent l'idéologie royale traditionnelle syro-mésopotamienne qui veut que le souverain doive sa fonction à l'élection divine, et c'est pour cela qu'ils se font généralement représenter en compagnie de symboles divins. Le dieu de l'Orage Hadad est comme aux périodes principales celui qui revient le plus souvent parmi les divinités donnant la royauté, aux côtés d'El, Shamash, Baal-shamin, là aussi des divinités du fonds religieux syrien. Certains dieux semblent par ailleurs avoir la fonction de divinités tutélaires dynastiques et familiales, par exemple Rakkab-el à Sam'al à l'époque du roi Hayyan, qui le présente comme le « Seigneur de la Maison » (bʿl byt). Le principe dynastique est également fort, et se manifeste dans le culte des rois défunts. Dans leurs inscriptions, les rois araméens commémorent leurs constructions, et mettent en avant le fait que leurs réalisations surpassent celles de leurs prédécesseurs, et des victoires militaires. Une fois la domination assyrienne implantée, mais avant les annexions, l'idéologie assyrienne exerce une influence forte, avec l'adoption du costume assyrien dans les représentations royales, et l'élévation du roi assyrien à un statut de seigneur quasi-divin. Tant qu'ils restent loyaux, ils disposent d'une grande latitude dans leurs affaires internes, et certains semblent même voir leur pouvoir renforcé après être devenu vassaux de l'Assyrie, comme Bar-Rakkab de Sam'al qui ne cache pas sa proximité avec les rois Assyriens. Le risque de révolte à leur encontre est probablement plus limité une fois qu'ils ont le soutien de la grande puissance, même si cela les expose aussi au risque de devenir la cible de révoltes anti-assyriennes.
Les monarques araméens sont entourés d'une élite qui les appuie dans la direction du royaume, désignée suivant plusieurs termes aux contours flous. Certains textes parlent de « frères » (ʾḥ) constituant leur entourage proche ; il s'agit certes en partie de leurs véritables frères ou demi-frères, mais aussi d'autres personnes de leur cercle rapproché, peut-être leur tribu. D'autres inscriptions parlent d'« amis » (mwddy), qui semblent désigner un groupe de conseillers, de « nobles » (rabīn) constituant l'élite du royaume, qui ont accès au palais royal, terme qui renvoie plus aux pratiques et à l'influence assyriennes, ou de serviteurs du roi (ʿbd mlk), tous ces termes désignant des hauts dignitaires, sans rôle précis. Les inscriptions mentionnent des titres officiels de personnes faisant partie de la haute administration et de l'état major, mais leur rôle exact est difficile à déterminer.
Le siège du gouvernement est le palais (hekalaʾ ; le terme peut aussi désigner un temple). La formule architecturale choisie pour la construction des palais araméens (et néo-hittites) est plutôt simple, ne poursuivant pas les organisations complexes autour de cours intérieures présentes dans la Syrie de l'âge du Bronze, mais privilégiant une organisation tripartite avec au centre une salle principale, sans doute la salle du trône. C'est probablement ce type d'édifice que les textes assyriens appellent bit hilani. Ce type de palais est bien connu par les exemples de Tell Tayinat (Kunulua) et Zincirli (Sam'al), mais se repère aussi à Karkemish, Tell Halaf (Guzana), Tell Shaikh Hassan al Rai (en), Tell Fekheriye (en) (Sikani). Plusieurs d'entre eux disposent d'une entrée monumentale avec colonnes et sculptures, et de bas-reliefs monumentaux décorant l'extérieur, mais en revanche il ne s'en trouve pas à l'intérieur, à la différence des palais assyriens.
Les populations des royaumes dirigés par les dynasties araméennes sont manifestement très diverses ethniquement. Du reste il en va de même pour ceux dirigés par des dynasties néo-hittites (louvites), et cela explique sans doute pourquoi on ne voit pas de différences claires entre la culture matérielle des différentes entités politiques syriennes de l'époque, quelle que soit l'origine ethnique de leurs rois. Le milieu des scribes, très lié aux élites, est le reflet du multilinguisme puisqu'en plus de l'araméen on trouve des inscriptions en hiéroglyphes hittites et phénicien (voir plus bas) ; la compétence des scribes semble reconnue et valorisée socialement. 
Les structures sociales sont mal connues, la base étant sans doute la famille nucléaire comme en Assyrie et en Syrie après les annexions assyriennes. De même la condition féminine dans cette société patriarcale n'est pas évoquée par des textes. Avec la récurrence des conflits, des captifs sont réduits en esclavage, comme l'évoquent les inscriptions des rois araméens et assyriens ; un commerce des esclaves est attesté par des actes de cession datés de l'époque d'intégration à l'Assyrie.
La base économique des royaumes araméens est agricole et pastorale, mais peu d'informations sur ces activités nous sont parvenues. Les inscriptions assyriennes mentionnant le pillage et le tribut des pays araméens évoquent souvent des greniers remplis de céréales récoltés, la livraison de vin, la viticulture étant une activité importante en Haute Mésopotamie et au Levant, et aussi des chevaux, moutons, chèvres, bœufs, ânes, et également du bois de cèdre du Liban. L'élevage du cheval semble être une spécialité de certains Araméens de Syrie, notamment dans la région d'Arpad. Les paysans et pasteurs des royaumes araméens échappent largement à la documentation épigraphique comme archéologique, là encore il faut se référer à la documentation d'époque d'intégration assyrienne (par exemple le Recensement de Harran) pour avoir quelques éléments éventuellement transposables à l'époque d'indépendance.
Les villes araméennes sont « volontiers implantées sur d'importantes voies de passage (Tigre, Euphrate, Oronte), (...) aussi souvent situées à proximité de la steppe et des grandes zones de pâture où la présence de nomades ou de semi-nomades est de tout temps importante. » (C. Kepinski et A. Tenu). Ce sont les lieux de résidence des élites, les sièges de l'administration, notamment les capitales dominées par les palais royaux. Les grandes cités de la Syrie araméenne (Guzana, Arpad) devaient au mieux comprendre une dizaine voire une douzaine de milliers d'âmes, sans doute pas plus. D'après ce qui ressort des fouilles de plusieurs de ces villes, elles semblent marquées par une forme de planification de l'urbanisme, les possibilités d'aménagement dépendant notamment de la présence d'habitats antérieurs. Ainsi Tell Afis (en), l'antique Hazrak, dispose d'un tell principal de forme irrégulière formé par les occupations de l'âge du Bronze ; l'acropole occupe la partie la plus élevée. D'autres villes sont des refondations avec une planification plus visible : Tell Halaf (Guzana) a une forme rectangulaire, défendue par une motte et une muraille sur trois côtés, une rivière protégeant le nord, où se trouve la citadelle, ce qui renvoie à un modèle urbanistique assyrien ; Zincirli (Sam'al), Tell Rifa'at (Arpad), Arslan Tash (Hadatu) et Tell Ahmar (Til Barsip) ont en revanche une forme circulaire ou semi-circulaire, qui semble dans plusieurs cas (au moins celui du premier) être dus à une planification datée de l'âge du Fer. Le système de fortifications fait l'objet de nombreuses préoccupations en cette période de violences régulières, ce qui explique aussi les difficultés rencontrées par les Assyriens pour les prendre : les fortifications sont épaisses, souvent précédées de fossés, parfois doublées comme à Zincirli, et défendues par des tours disposées à des intervalles réguliers, tandis que les portes disposent de contreforts, parfois de chicanes. Les citadelles fortifiées dominent les villes araméennes ; c'est une caractéristique de la Haute Mésopotamie, de la Syrie et de l'Anatolie. Elles sont généralement situées sur un côté, sauf à Zincirli où elle est au centre. Sur ce dernier site et à Guzana, qui sont les seuls exemples bien connus, on ne trouve qu'une porte d'accès (quoi qu'il y ait un passage caché dans la seconde, sans doute pour l'évacuer). Les entrées et passages principaux sont souvent décorés, exprimant la puissance de l'élite dominante, et l'accès à cette partie de la ville est sans doute très contrôlé et interdit à la majeure partie de la population. La citadelle est souvent divisée en deux parties, puisqu'il faut franchir une seconde porte pour accéder à l'espace principal, selon un modèle qui semble dérivé de Karkemish. La première partie comprend les temples, la seconde le palais royal.
La société urbaine est plus diverse que celle des campagnes, et devait notamment s'y trouver les artisans qualifiés qui ont rapidement été recherchés par les Assyriens. Les trouvailles archéologiques indiquent que les villes araméennes sont impliquées dans des circuits d'échanges à longue distance et aussi la distribution des productions à une échelle régionale ou locale, dans la transformation des produits agricoles ou de la laine, et également dans la diffusion de la technologie du fer qui est alors en plein essor. Les listes de tributs et de butin des Assyriens permettent de compléter la connaissance des productions artisanales araméennes, ou du moins des biens qui sont échangés dans les villes araméennes : ils ont une prédilection pour ce qu'il y a plus luxueux comme les étoffes de qualité (lin teint en pourpre), les objets en ivoire dont l'analyse stylistique révèle l'existence de plusieurs traditions locales, et plus largement le mobilier intégrant plusieurs matériaux prisés (métaux, ivoire, bois) ou bien les matériaux bruts de luxe (or, ivoire, cèdre), ainsi que le vin déjà évoqué. En revanche peu d'espaces domestiques (à Tell Matsuma) et artisanaux (à Tell Mishrife) ont été fouillés.

### Écritures, langues et textes

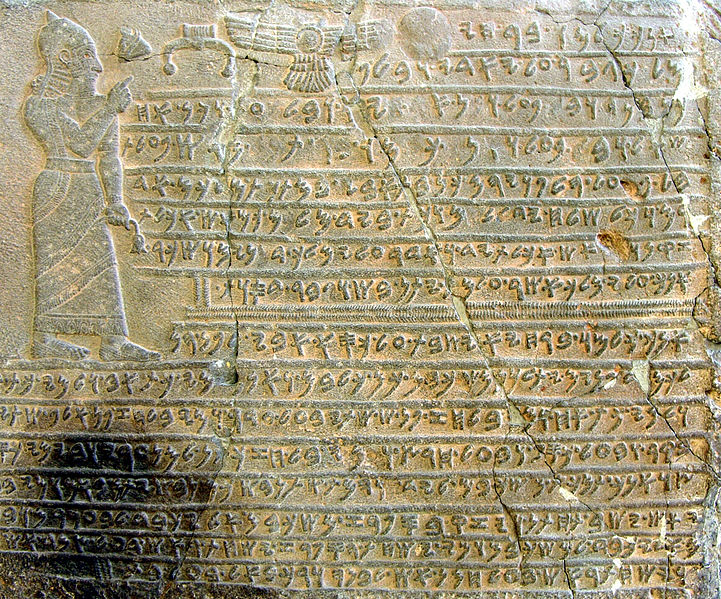
Inscription en phénicien du roi Kilamuwa de Sam'al,, Pergamon Museum.

La Syrie de l'âge du Fer est un terrain partagé entre plusieurs écritures transcrivant plusieurs langues : l'écriture cunéiforme traditionnellement écrit dans la région durant l'âge du Bronze reste pratiqué, pour transcrire l'akkadien (dans sa variante assyrienne) et parfois l'araméen, mais il est en net recul et pratiqué essentiellement dans la sphère assyrienne ; les hiéroglyphes hittites, transcrivant le louvite, sont privilégiées pour les inscriptions officielles des royaumes néo-hittites ; l'alphabet phénicien, transcrivant les langues ouest-sémitiques, avant tout le phénicien, est aussi présent. C'est ce dernier qui va être utilisé par les Araméens pour transcrire leur langue et élaborer leur propre forme d'alphabet.
L’alphabet araméen est en effet clairement dérivé du phénicien : les plus anciennes inscriptions en araméen ont une écriture semblable à celle de l'alphabet phénicien dans sa variante de Byblos, et il acquiert progressivement ses propres caractéristiques au point qu'on peut parler d'un alphabet araméen à proprement parler à la fin du IXe siècle av. J.-C., dont les variantes évoluent vers une graphie plus cursive, reprise dans l'alphabet araméen impérial. On attribue notamment aux Araméens le fait d'avoir enrichi le répertoire des alphabets ouest-sémitiques de signes servant à transcrire les voyelles longues ({h}, {y}, {w}).
La langue araméenne, dite « ancienne » pour les époques qui nous concernent, est une langue sémitique du groupe occidental, voisine mais distincte des langues « cananéennes » contemporaines du Levant (phénicien, hébreu) et aussi de l'ugaritique parlé en Syrie occidentale durant le Bronze récent. Cette langue s'est sans doute formée durant l'âge du Bronze dans la Syrie, mais on ne sait ni où, ni quand, ni comment parce qu'elle n'était pas écrite. La plus ancienne attestation écrite de cette langue est une inscription bilingue araméen-assyrien de Tell Fekheriye, datée d'environ 850, dans laquelle cette langue est écrite en alphabet phénicien. L'araméen le plus représenté pour ces époques est celui pratiqué dans la partie centrale de la Syrie, présent dans les inscriptions de Hama et Sfire, aussi Damas. La langue des inscriptions de Sam'al du VIIIe siècle av. J.-C., royaume où auparavant le phénicien servait pour les inscriptions officielles, présente à la fois des traits araméens et cananéens, ce qui la rend difficile à classer (on parle parfois de « sam'alien ») ; par la suite elle est supplantée par un araméen de type syrien central.

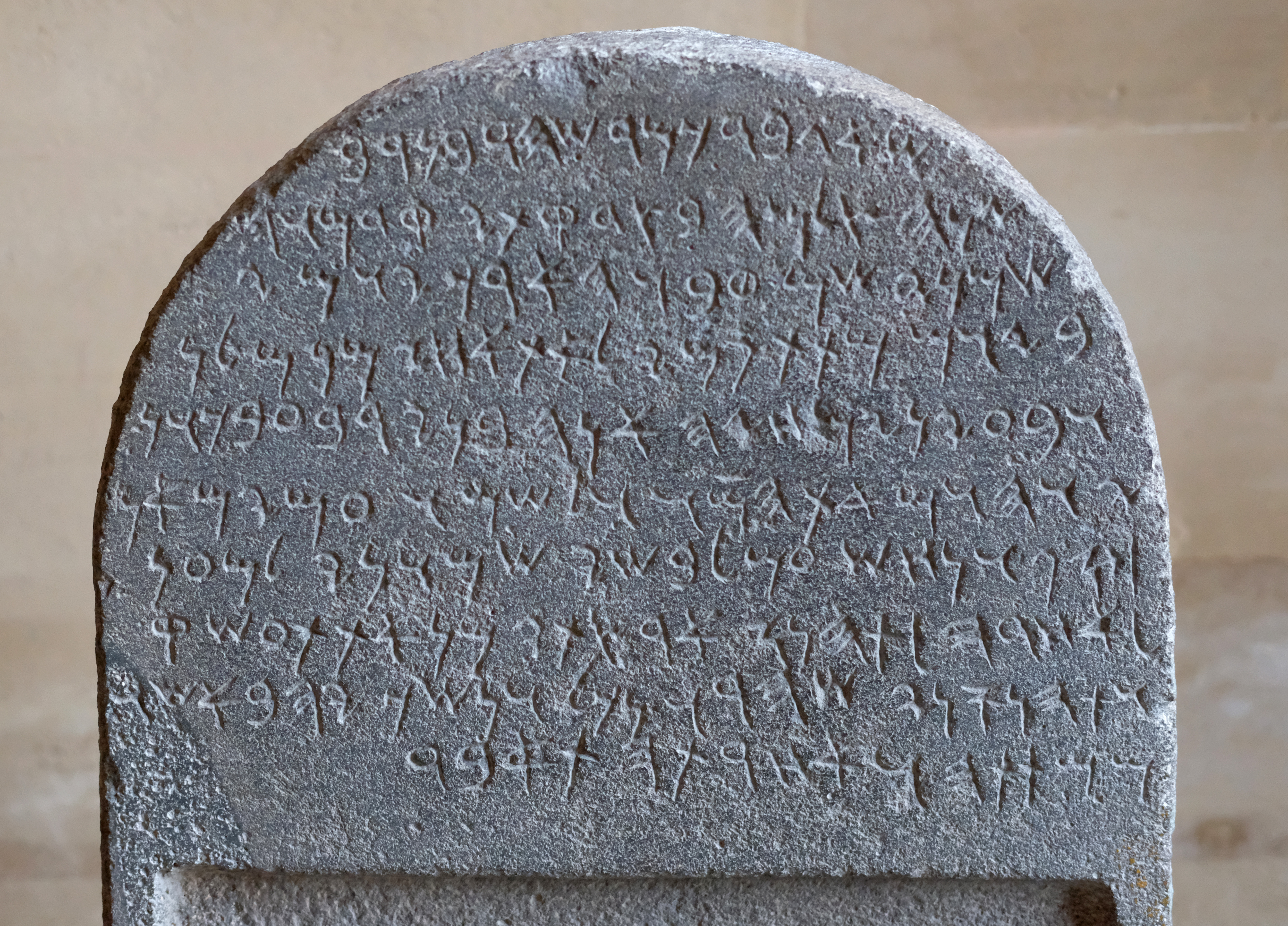
Inscription de la stèle funéraire de Si'gabbor, début du, Neirab, musée du Louvre.

Le corpus de textes en araméen ancien est limité, et dominé par des inscriptions officielles de rois araméens. Parmi les plus anciennes, datées du IXe siècle av. J.-C. se trouvent les inscriptions de Tell Fekheriye et Tell Halaf, ainsi que la stèle de Melqart et celle de Tel Dan commanditées par des rois de Damas. Du siècle suivant datent les inscriptions araméennes de Sam'al, la stèle de Zakkur provenant du royaume de Hamath, les traités de Sfire ; de la même époque date une stèle mise au jour à Bukan en Azerbaïdjan iranien, donc en dehors d'un contexte ethnique araméen. Les textes officiels sont écrits pour glorifier le roi qui les a commandités, reprenant en grande partie la rhétorique des inscriptions assyriennes : elles le présentent comme un personnage pieu, qui respecte les dieux, construit des temples pour eux, et aussi combat sous leurs ordres, et avec leur appui, lors d'une guerre juste face à des ennemis présentés sous un jour négatif, ce qui garantit son triomphe ; elles mettent aussi en avant le fait que le roi surpasse ses prédécesseurs, réalise des choses qu'aucun n'avait fait avant lui. Les stèles funéraires de Neirab et celle de Kuttamuwa de Sam'al, datées du VIIIe siècle av. J.-C., sont quant à elles à inscrire dans le contexte d'un culte aux défunts. De l'époque de domination assyrienne datent des textes administratifs et juridiques écrits sur tablette, aussi un ostrakon d'Assur de nature épistolaire. Enfin les « belles-lettres » sont représentées par un seul texte, le Roman d'Ahiqar, texte de sagesse qui relate les mésaventures d'Ahiqar, ministre à la cour assyrienne, et comprend une série de proverbes dans la tradition de la littérature sapientiale mésopotamienne ; il est connu par une copie sur papyrus du Ve siècle av. J.-C. retrouvée à Éléphantine en Égypte, mais daté d'époques antérieures sur des critères linguistiques : les proverbes pourraient remonter au VIIIe siècle av. J.-C., tandis que le récit narratif daterait du VIIe siècle av. J.-C. ou VIe siècle av. J.-C.

### Religion

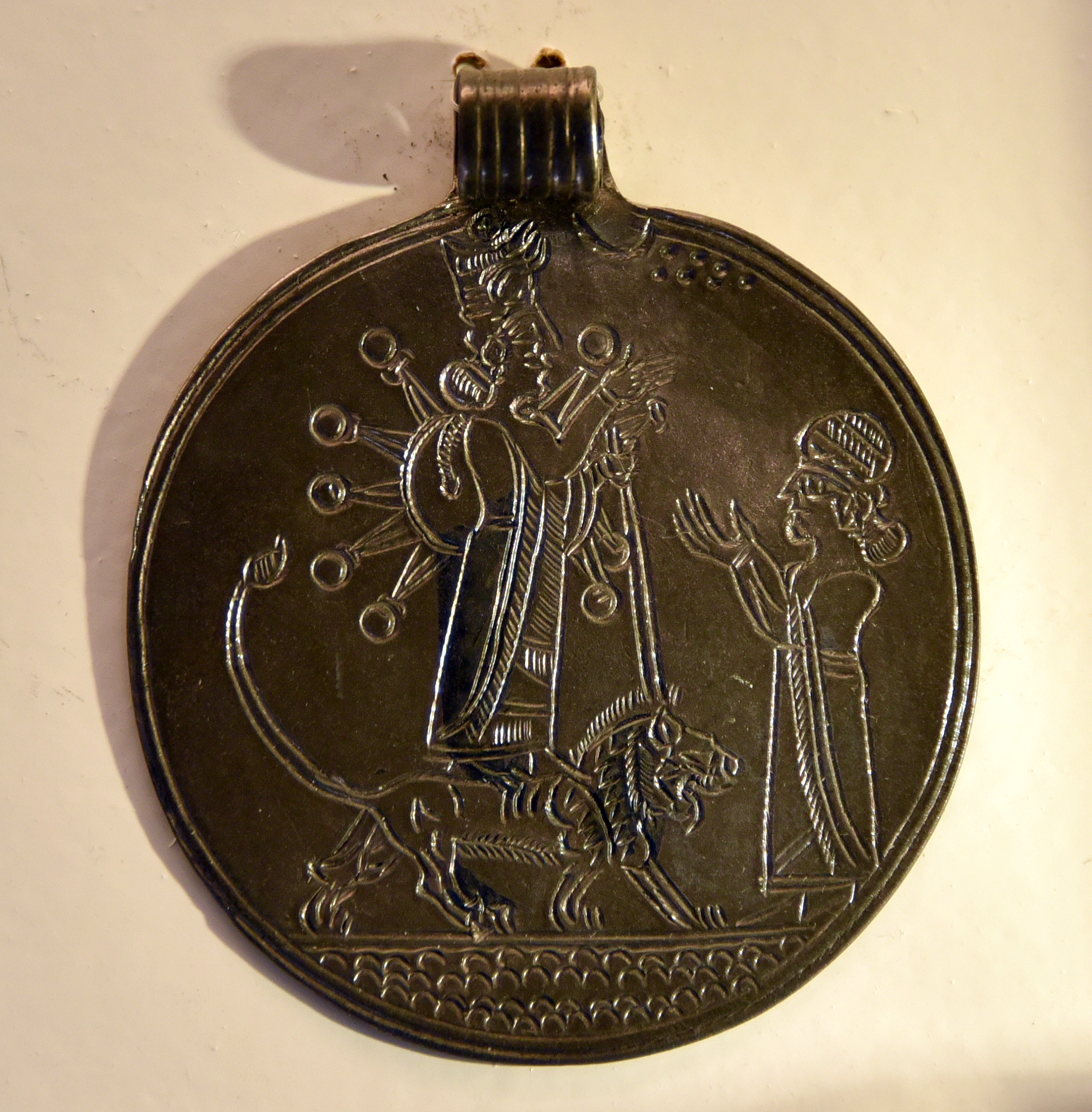
Pendentif en argent représentant la déesse Ishtar/Astarté sur son lion, face à un dévot, dans un style assyrien. Zincirli, Pergamon Museum.

Comme pour le reste de leur culture, la religion des Araméens est ancrée dans le contexte ouest-sémitique, renvoyant aux religions de la Syrie des périodes antérieures (surtout connues par les textes de Mari et d'Ougarit), recevant des influences extérieures (depuis la Mésopotamie, l'Anatolie) et également marquée par des particularismes locaux. Comme le souligne H. Niehr, « il n'y a jamais eu de religion panaraméenne, pas plus qu'il n'y a eu de royaume araméen global. Au contraire, il existe de nombreux panthéons locaux différents qui, en fonction de leur localisation en Syrie, ont été exposés à différentes influences. Les influences assyro-babyloniennes, louvites et phéniciennes sont toutes apparentes dans la culture araméenne en Syrie. » La religion araméenne peut être reconstruite grâce à des sources écrites de provenance variée (écrits des royaumes araméens, de Phénicie, d'Assyrie, d'Israël), l'analyse des noms personnels (qui sont souvent théophores, c'est-à-dire qu'ils sont construits autour du nom d'une divinité), l'archéologie et l'art, sources qui sont présentes à des degrés divers selon les régions araméennes.
La principale divinité des panthéons ouest-sémitiques de Syrie est depuis l'âge du Bronze le dieu de l'Orage, divinité qui commande les pluies qui sont souvent cruciales dans ces contrées pour l'agriculture. À cette période, il porte le nom de Hadad (Tarhunt en pays louvite). Il se décline en différentes entités locales, la plus importante étant Hadad d'Alep, mais Hadad de Guzana est important dans la Djézireh et Hadad de Damas est le grand dieu du panthéon de ce royaume. Hadad est souvent invoqué en premier dans les inscriptions royales, les traités de paix, et figure aux premiers rangs dans les représentations iconographiques, car il est le dieu pourvoyeur de la royauté par excellence, et aussi une divinité patronne des armées. Baal-shamayin (ou Baalshamin), le « Seigneur des Cieux », originaire des pays phéniciens, est une autre divinité aux aspects régaliens et guerriers prononcés ; il est le dieu tutélaire du roi Zakkur de Hamath, celui qui l'a placé sur le trône, d'après son inscription. À Sam'al, le dieu dynastique est Rakkab-el. Les Instructions d'Ahiqar, qui mentionnent plusieurs divinités, font une bonne place à El, dont le nom peut aussi se lire comme « dieu » en tant que nom commun, mais qui désigne aussi en Syrie et au Levant une divinité bien individualisée, et aussi à Shamash, le dieu-soleil, divinité de la justice. Le dieu-lune Sîn/Si' est également important, associé aux troupeaux (il fournit aux pasteurs nomades une lumière et une orientation pour les guider la nuit) et à la divination ; son principal lieu de culte est Harrân. Les principales déesses sont la déesse Astarté/Ishtar, la planète Vénus, associée à l'amour et la guerre, et la déesse de la fertilité Kubaba (Cybèle), en particulier au contact de la sphère culturelle anatolienne d'où elle est originaire ; à Hamath on trouve mention d'une déesse nommée Pahalatis dans les inscriptions en louvite, ce qui semble une transposition du terme ba'alat (« Dame », « Maîtresse », féminin de ba'al, « Seigneur »), qui est la parèdre du dieu de l'Orage.
Les divinités de la Syrie araméenne ont leur lieu de culte principal dans un temple. Celui du dieu Hadad d'Alep a été mis au jour dans les années 2000. Il mesure 40 × 40 mètres, constitué d'une vaste salle de culte principale, précédée d'une antichambre ; la présence d'un escalier et d'un mur épais indique qu'il dispose d'un étage, et se présente donc comme un « temple-tour », ce qui est très peu courant dans la région. Le décor est constitué de bas-reliefs remarquables, datés de diverses époques : les plus anciens datent de l'époque hittite (XIVe – XIIIe siècle av. J.-C.), d'autres du XIe siècle av. J.-C., et les plus récents des alentours de 900 av. J.-C., juste avant la destruction du temple et son abandon. L'influence artistique hittite y est très forte, mais les plus récents témoignent aussi d'une inspiration mésopotamienne. Le temple de Tell Ain Dara, dont la divinité principale n'est pas identifiée avec certitude, est également bien connu par les fouilles. C'est un temple de 38 × 32 mètres, de type in antis (où les murs latéraux dépassent le mur de la façade vers l'extérieur) organisé autour d'une pièce allongée qui conduit à un vestibule puis au saint des saints, comme il s'en trouve en Syrie du nord pour l'âge du Bronze. Son décor est constitué de statues de sphinx et lions gardiens d'entrée, et de stèles sculptées en bas-relief représentant des personnages divins et créatures fantastiques, dont les plus anciens remontent là encore au Bronze récent et au Fer I (v. 1300-1000 av. J.-C.). Le temple de Tell Tayinat est quant à lui une construction de l'époque araméenne/néo-hittite daté du VIIIe siècle av. J.-C., ce qui le distingue des précédents qui s'ancrent dans une tradition plus ancienne, peut-être parce qu'il s'agit d'un temple dynastique et non du temple principal de la divinité tutélaire locale. Il reprend lui aussi le modèle du temple à salle allongée in antis, les deux colonnes de l'entrée ayant pour socle des sculptures de lions en pierre. Le temple de Hadad de Damas qui se trouve manifestement sous la Grande Mosquée des Omeyyades n'a pas pu être fouillé, mais un fragment de bas-relief du VIIIe siècle av. J.-C. y a été découvert, réemployé dans un mur des niveaux hellénistiques.

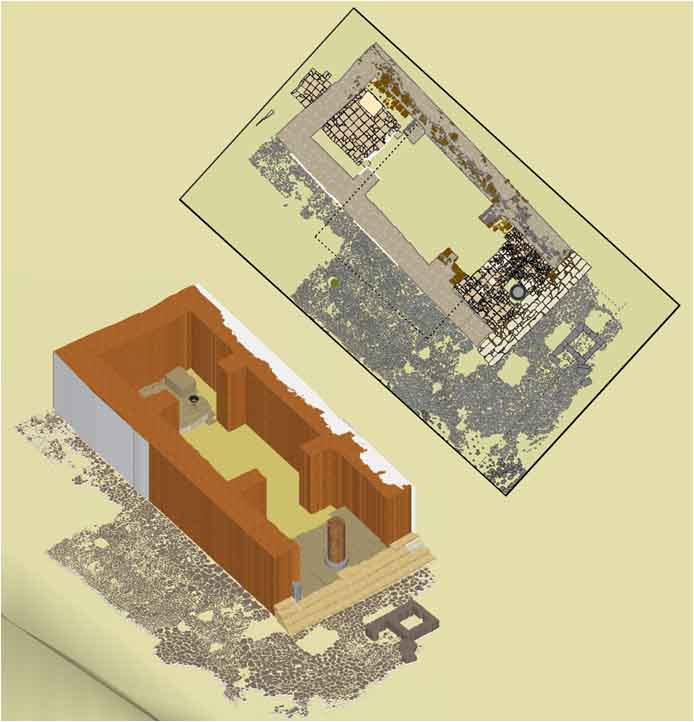
Plan et vue isométrique du temple de Tell Tayinat.
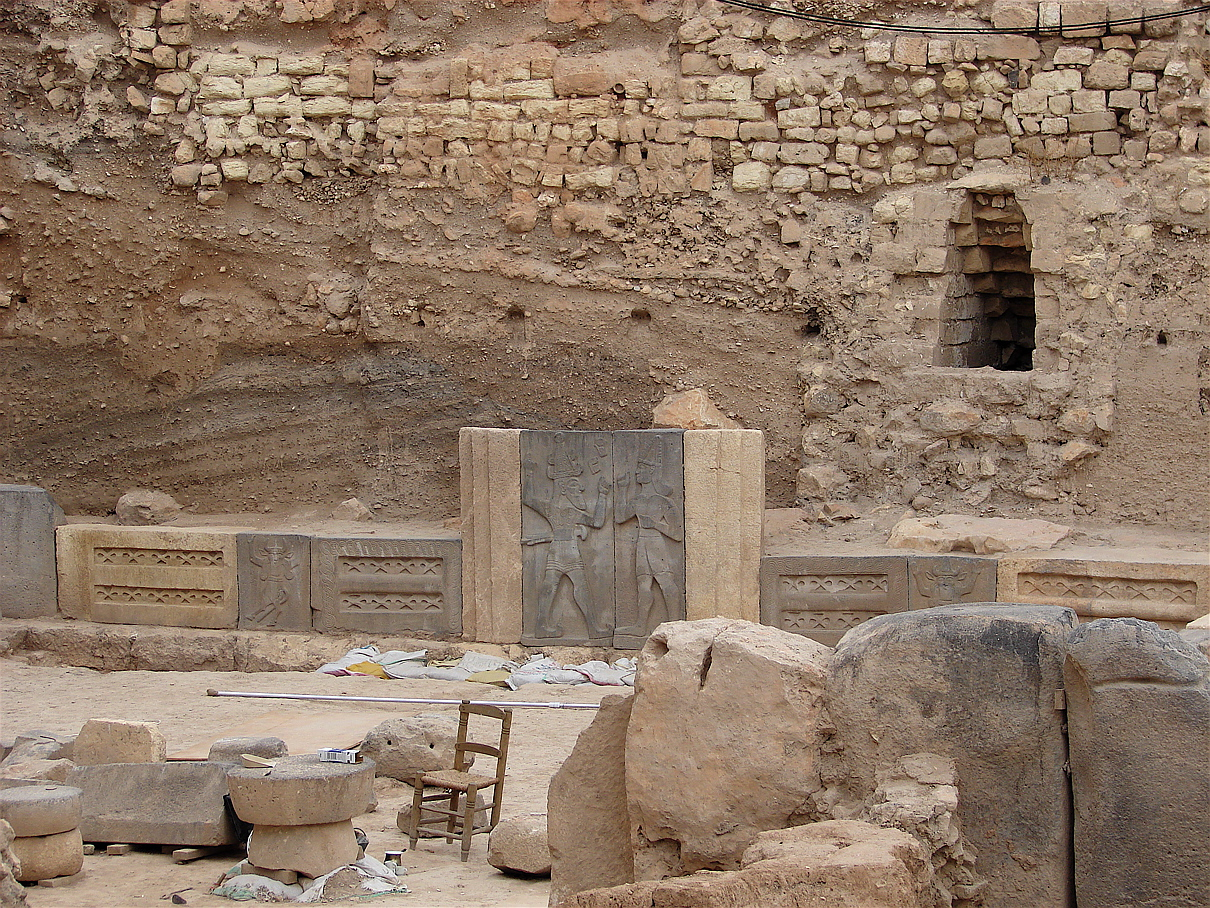
Les ruines du temple du dieu Hadad d'Alep, avec leurs bas-reliefs.
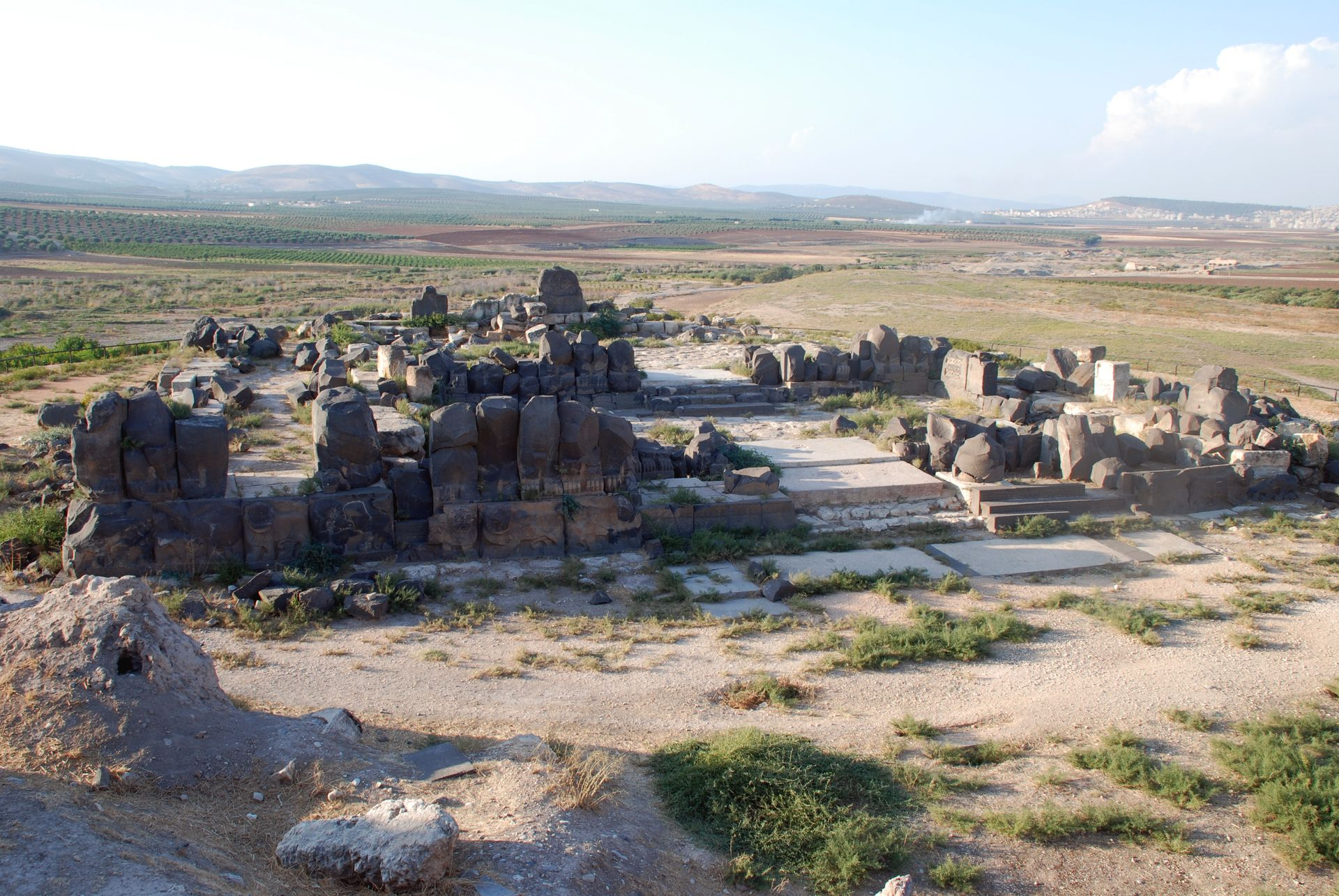
Les ruines du temple de Tell Ain Dara.
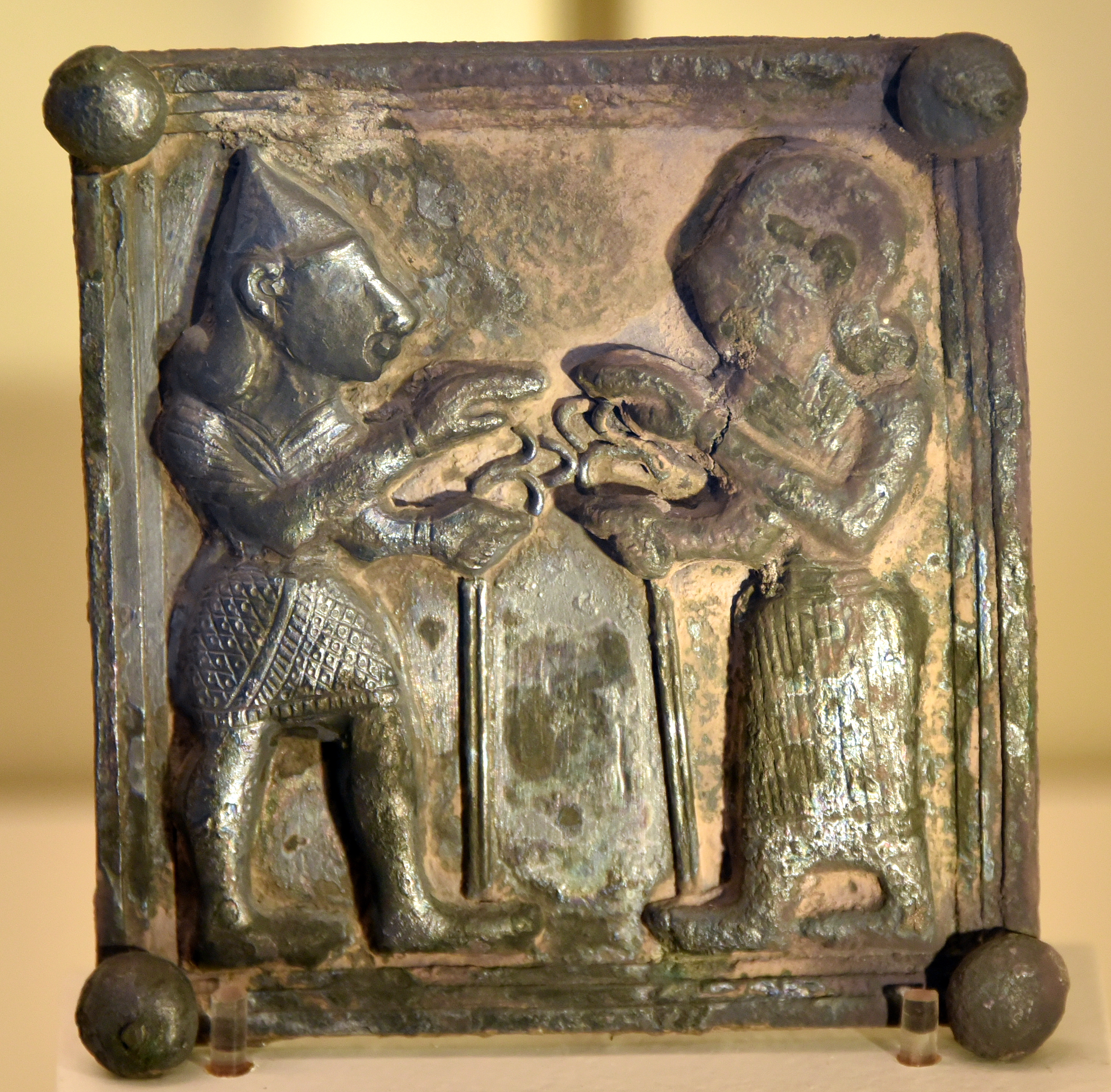
Plaque en argent représentant une scène de culte. Zincirli (Sam'al), IXe – VIIe siècle av. J.-C. Pergamon Museum.

Le prophétisme est attesté par plusieurs inscriptions royales, dans la droite ligne de la Syrie des périodes antérieures et aussi des régions voisines (Assyrie, Israël). Des personnes inspirées par une divinité transmettent un message de ce dernier à destination du roi, sur un sujet cultuel ou militaire ; ils peuvent apparemment solliciter eux-mêmes le message de la divinité. Par exemple dans la stèle de Zakkur des « voyants » (ḥzyn) et « messagers » (ʿddn) assurent le roi qu'il a la protection du dieu Baal-shamayin face à ses ennemis. D'autres formes de divination semblent transparaître dans des sources, mais cela reste peu clair.
Des nécropoles de sites araméens ont été fouillées (Hama, Tell Soukas, Tell Shiouq Fawqani). Dans la continuité la période précédente, la crémation est pratiquée aux côtés de l'inhumation, en Syrie comme dans le reste du Levant (Phénicie, Palestine) ; les cendres sont disposées dans des urnes, qui sont enterrées. 
Le culte des ancêtres est documenté sur plusieurs sites, ce qui constitue là encore une continuité par rapport aux cultures syriennes de l'âge du bronze, avec aussi des liens dans le monde hittite. En particulier le culte royal est à l'origine de découvertes remarquables, associant architecture, art et épigraphie. Ils consistent en des banquets donnant lieu à l'exécution de sacrifices par les descendants vivants des défunts, devant des représentations de ceux-ci, leurs « images » (ṣlmʾ), orientées vers l'est, le soleil levant, ce qui explique pourquoi le dieu-soleil apparaît à plusieurs reprises dans un contexte funéraire. Des statues, des stèles et des plaques en métal provenant de plusieurs sites araméens représentent de tels banquets funéraires. À la différence des périodes antérieures, le culte ancestral est documenté en dehors du cercle royal, même si la documentation la plus importante concerne les rois. 

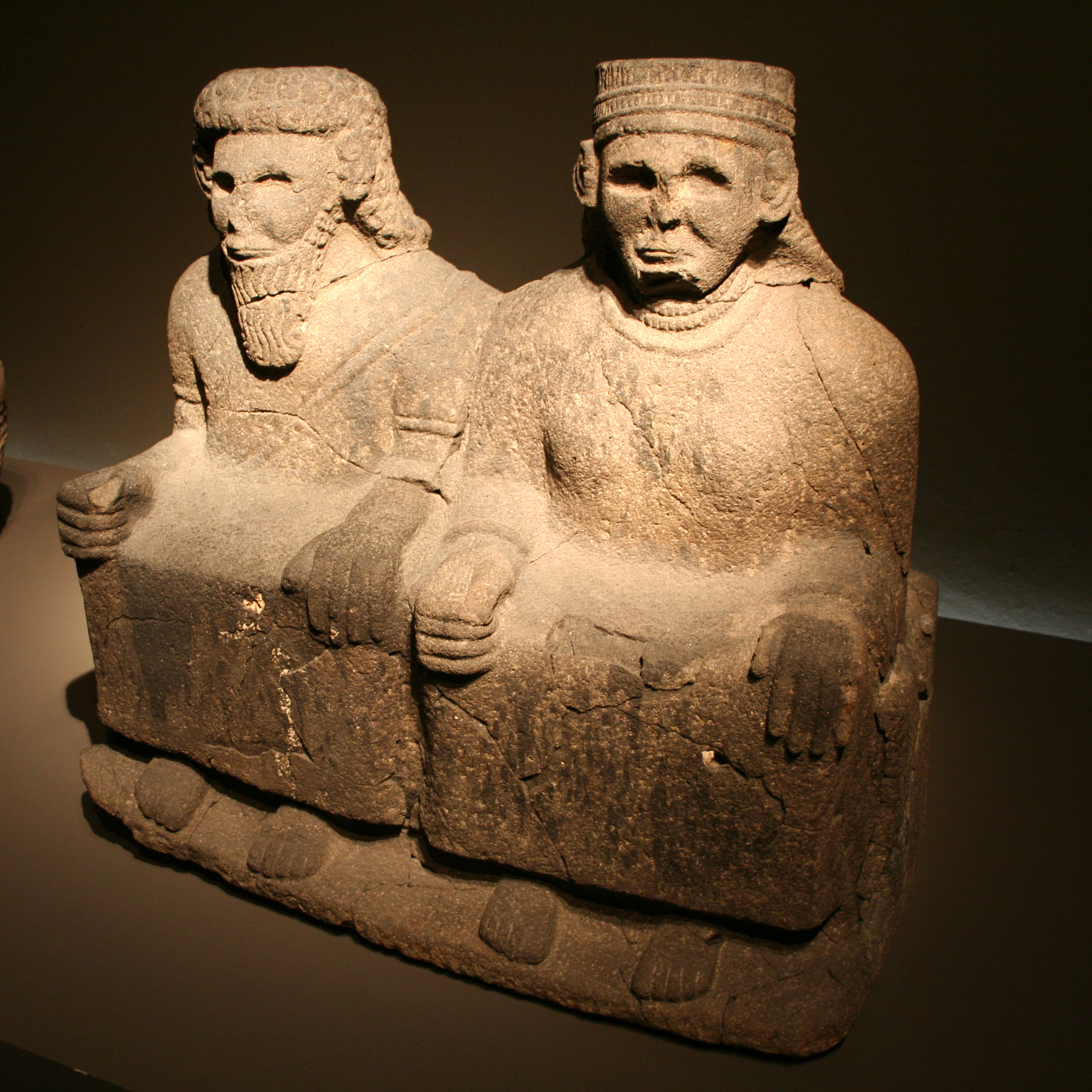
Le couple royal de la chambre de culte de Tell Halaf. Pergamon Museum.

Le palais de Tell Halaf (Guzana) disposait de plusieurs chambres funéraires servant pour l'inhumation et le culte ancestral des rois, formant en tout deux complexes. Les défunts étaient incinérés puis leurs restes enterrés dans une chambre fermée. Le culte avait lieu dans des chapelles où se trouvait la statue servant d'image du défunt, devant laquelle étaient disposées les offrandes. Cette configuration est similaire à celle des nécropoles royales syriennes de l'âge du bronze (Ebla, Qatna). Un troisième complexe lié au culte ancestral, appelé Kultraum par les archéologues, est organisé autour d'une cella de 15 × 4,50/4,80 mètres, disposant d'une entrée à l'est, donnant sur un petit vestibule et d'autres pièces ; la cella comprend un piédestal central sur lequel se trouvait la statue d'un couple, probablement de statut royal, avec des statuettes, et un autre piédestal à sa gauche comprenait une statue d'un homme, interprété couramment comme un dieu.
Les rois de Sam'al (Zincirli) disposent d'une nécropole à Gershin, construite par Panamuwa I, sept kilomètres au nord de la capitale, où ont été retrouvées cinq statues inscrites, la plupart en état fragmentaire. Les rois régnants devaient organiser le culte de leurs prédécesseurs, en faisant réaliser leurs images. Mais le déroulement de ces rituels n'est pas documenté dans un contexte royal. Les informations les plus précises proviennent d'un temple construit par Kuttamuwa, un dignitaire de Sam'al, mis au jour dans la ville même, qui dispose d'une annexe servant à son culte funéraire où a été retrouvée une stèle inscrite expliquant le déroulement de ces rituels : on y apprend qu'une stèle (nṣb) est installée dans une chambre cultuelle, au cours d'une cérémonie d'inauguration durant laquelle on sacrifie des animaux à plusieurs divinités et à l'esprit (nbš) du défunt ; puis les rites sacrificiels funéraires doivent être accomplis une fois par an par ses descendants. 

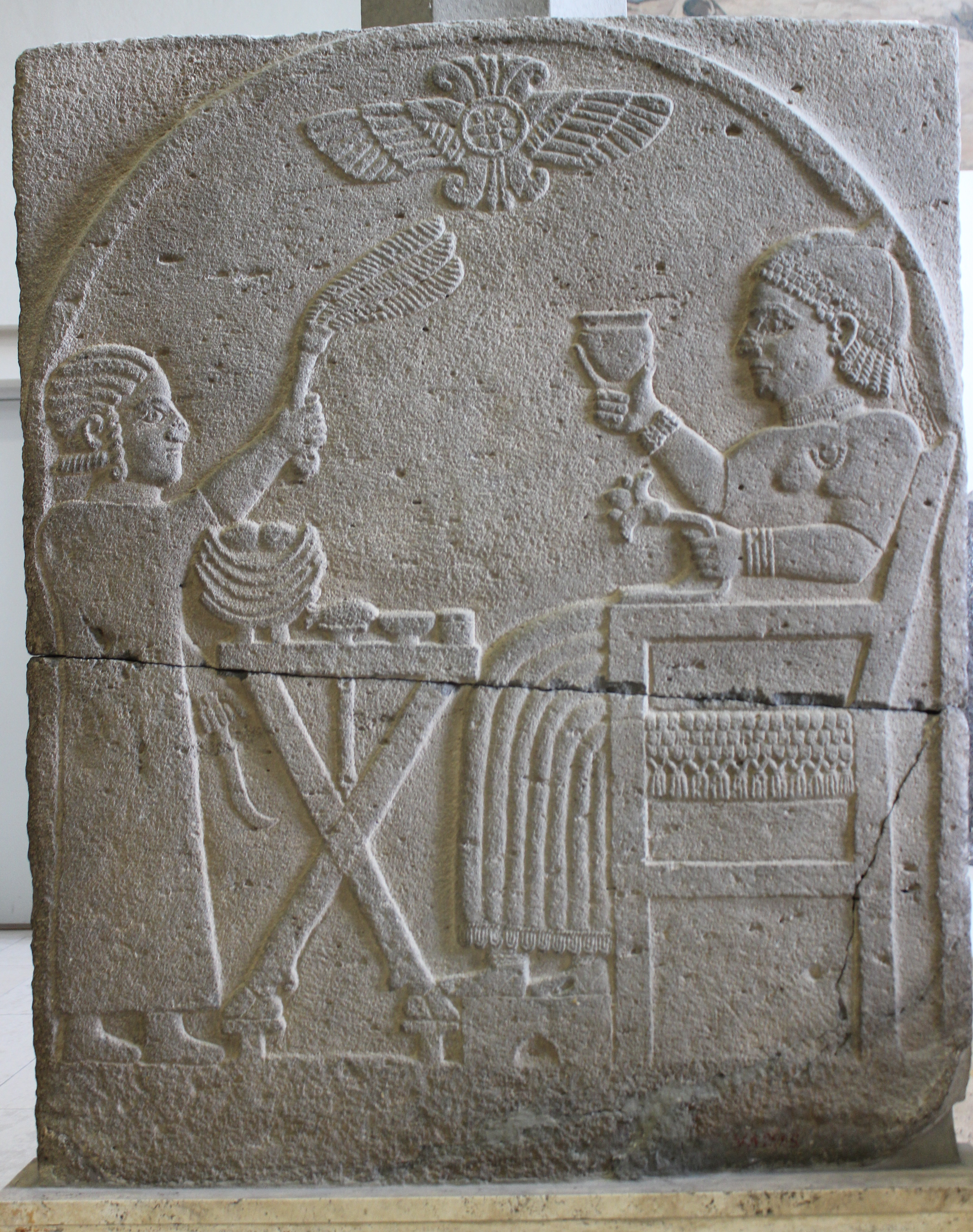
Stèle funéraire représentant la défunte assise buvant, devant une table où sont disposés les mets du banquet funéraire, avec un serviteur l'éventant. Zincirli, Pergamon Museum.
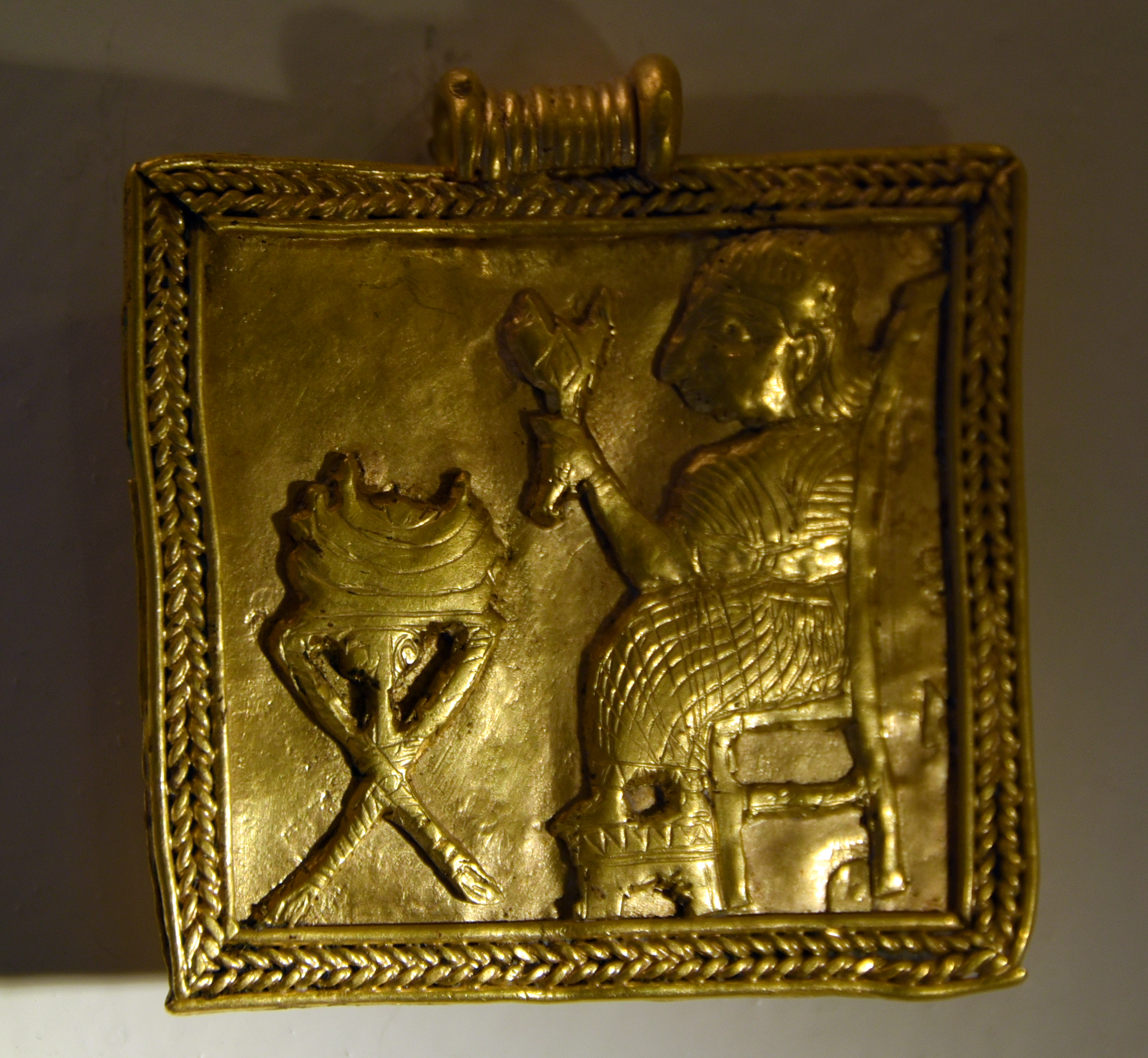
Plaque en or représentant un banquet funéraire. Zincirli, Pergamon Museum.
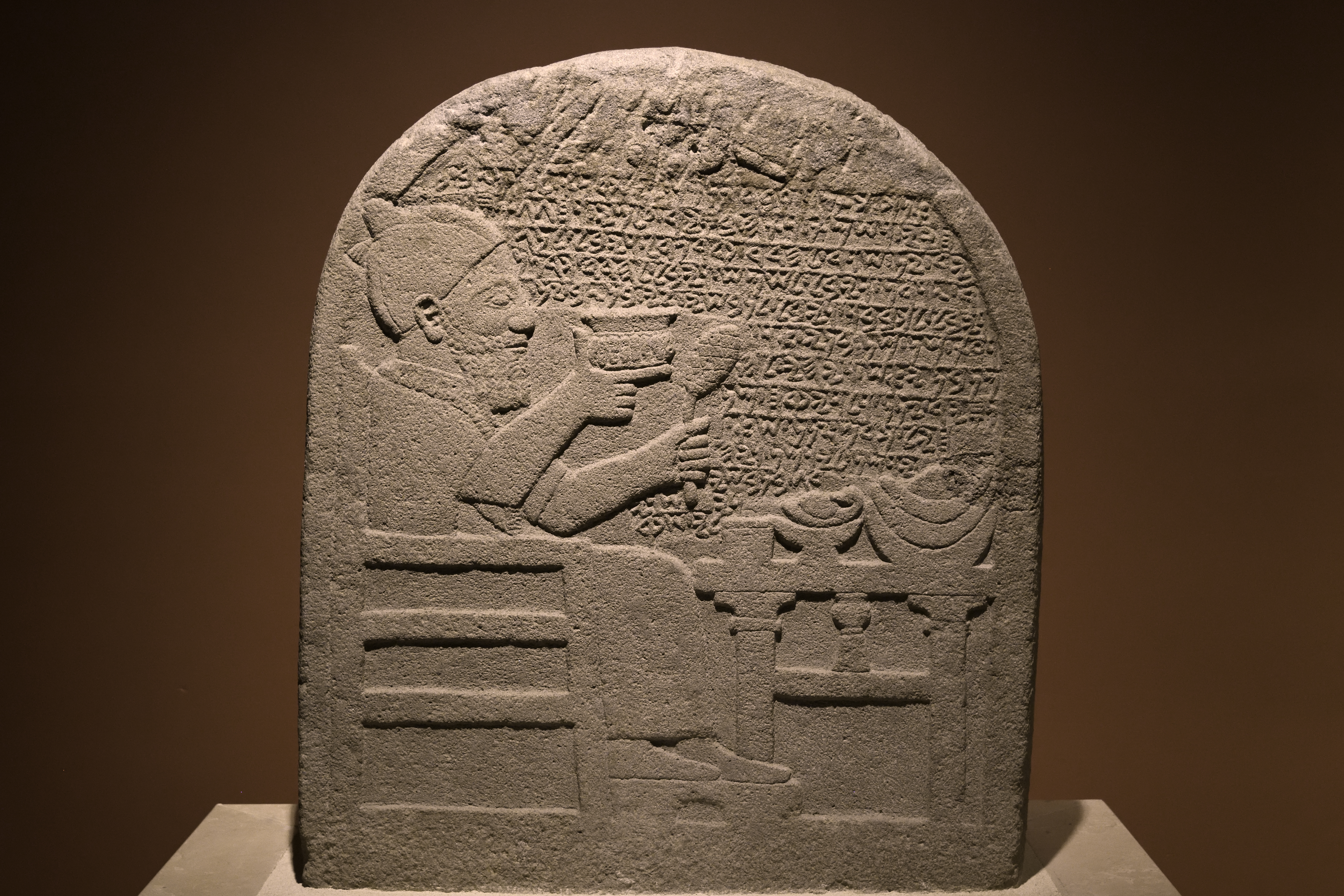
Stèle funéraire de Kuttamuwa. Zincirli, musée d'archéologie de Gaziantep.

À Neirab ont été mises au jour des tombes avec stèles funéraires inscrites, de prêtres du dieu-lune.

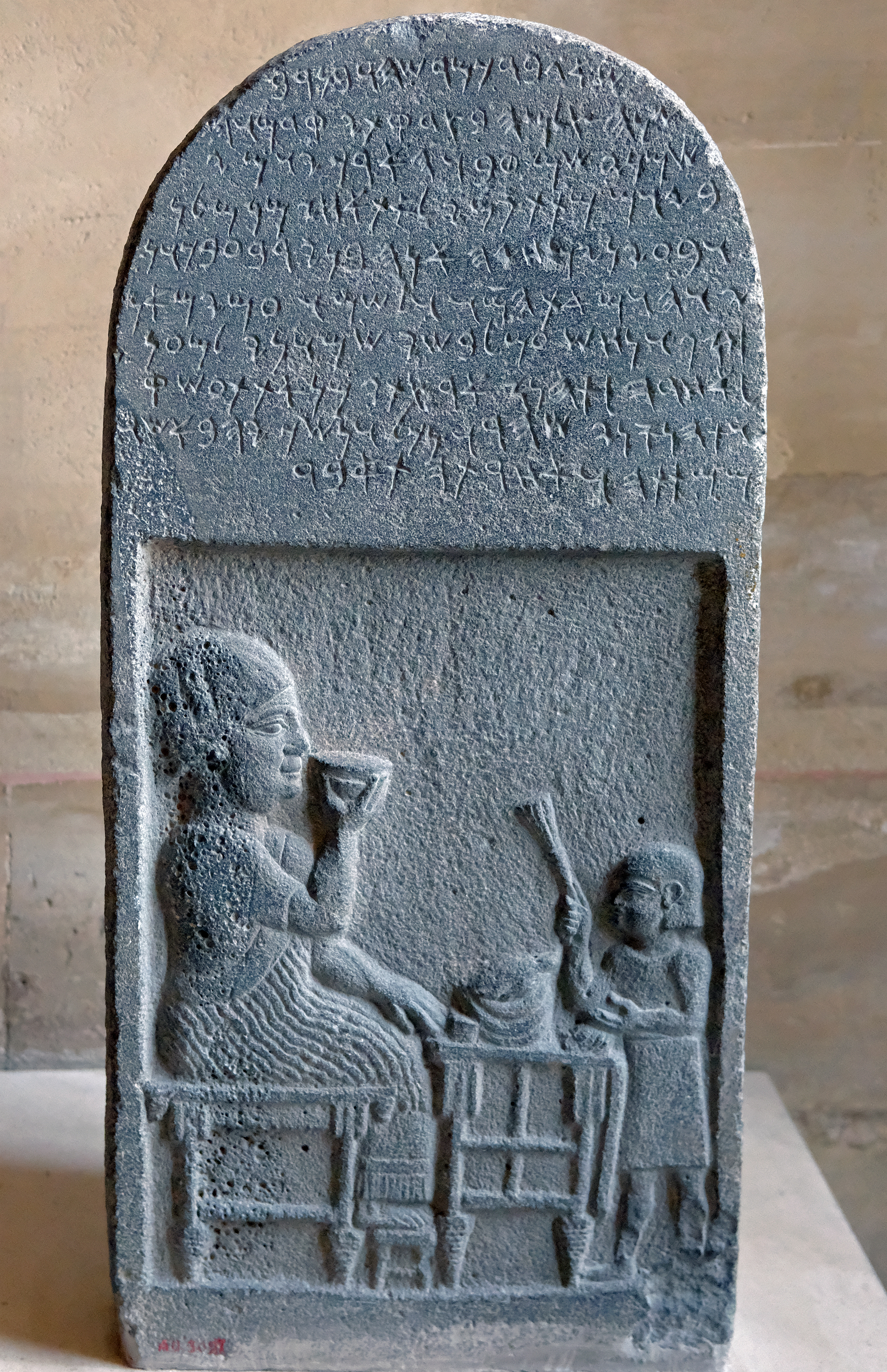
Stèle funéraire de Si'gabbor. Neirab, Musée du Louvre.
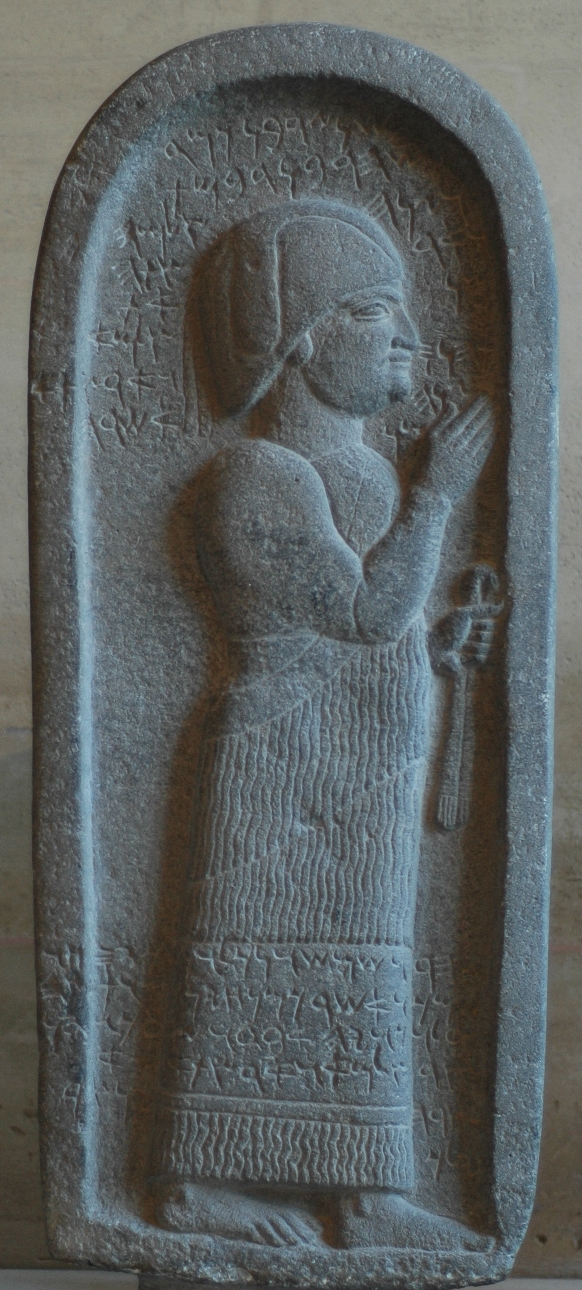
Stèle funéraire de Sin-zera-ibni. Neirab, Musée du Louvre.

### Art
L'art araméen peut être circonscrit à l'art identifié sur les sites dominés par des élites majoritairement araméennes. Mais en raison du contexte culturel déjà évoqué, il ne peut être isolé de celui des cités néo-hittites qui ont généralement connu un développement antérieur et ont servi de source d'inspiration à l'art des cités araméennes, expliquant en particulier l'importance de l'héritage hittite dans cet art. La mixité ethnique de la Syrie de l'âge du bronze empêche de pouvoir distinguer la production d'artistes araméens et néo-hittites, puisqu'ils ont pu exercer leur métier sur des mêmes sites, ce qui signifie qu'une œuvre d'art retrouvée sur un site dominé par des élites araméens n'est pas forcément faite par un artiste araméen. De ce fait l'art des royaumes araméens et souvent étudié conjointement à celui des royaumes néo-hittites. À cela s'ajoute l'existence d'une diversité régionale, les pays araméens comme néo-hittites n'ayant jamais été unifié, ce qui fait que leur art n'a pas le caractère uniforme que peut avoir l'art assyrien de la même période. L'expansion assyrienne a du reste des conséquences sur les évolutions de l'art araméen, notamment sur la sculpture, tandis que des influences phéniciennes et égyptiennes sont également perceptibles.
La caractéristique principale de l'art araméen et néo-hittite est la sculpture monumentale ornant un espace public : des orthostates sculptés de bas-reliefs, et des statues monumentales disposées aux portes les plus importantes. Ces réalisations sont rarement remplacées par les nouvelles créations, qui sont généralement disposées ailleurs. Cet art est souvent lié à des cérémonies publiques, et semble destiné à créer et raffermir le lien entre les élites dirigeantes et leurs sujets, créant une identité et une mémoire collectives. C'est un art manifestement dérivé de celui des pays hittites de l'âge du bronze, repris et prolongé par les cités louvites, avant tout Karkemish et Malatya, puis diffusé dans le reste de la Syrie. 
Les deux ensembles monumentaux les plus importants mis au jour dans des sites araméens sont ceux de Zincirli (Sam'al) et de Tell Halaf (Guzana, capitale du Bit Bahiani).
À Tell Halaf le programme monumental le plus important est celui du roi Kapara, dont la datation est débattue, entre le milieu du Xe siècle av. J.-C. et le VIIIe siècle av. J.-C., qui érige un palais sur le site, où le décor sculpté orne les façades nord et sud, la première bordant une esplanade qui devait donner lieu à des cérémonies publiques. L'analyse de cet art est d'autant plus complexe qu'il est possible que des orthostates aient été transportés d'un bâtiment antérieur, et disposées de façon alternée suivant leur matériau, basalte et calcaire, pour créer un contraste, plutôt que suivant un principe thématique. Ces reliefs représentent des sujets divers, relevant des domaines du rituel, du mythologique, du militaire, du quotidien, de l'animalier. Les portes sont gardées par des sphinx et lions monumentaux, et le portail d'entrée du palais comprend trois colonnes monumentales sculptées, représentant des divinités.

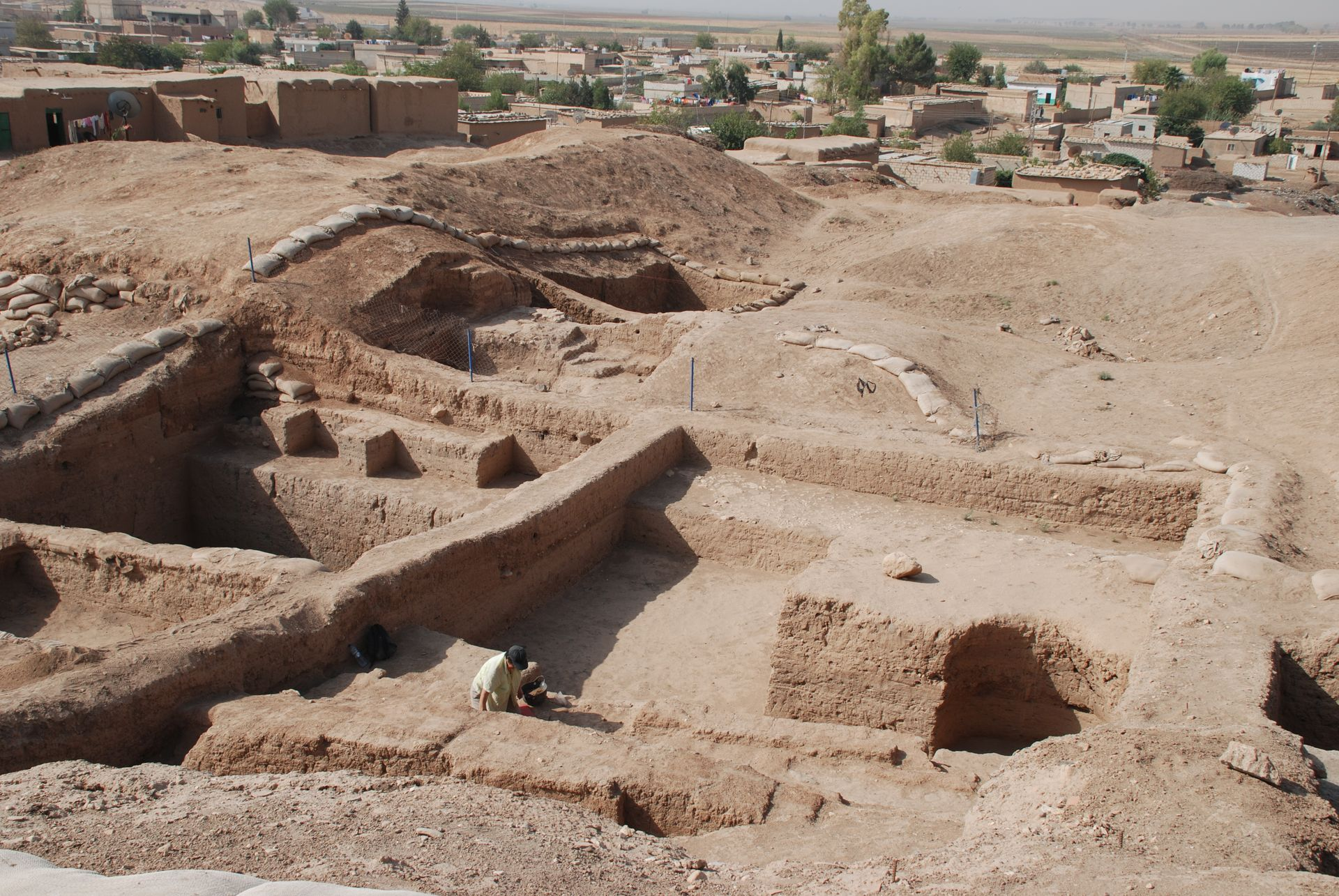
Ruines du palais ouest araméen à Tell Halaf.
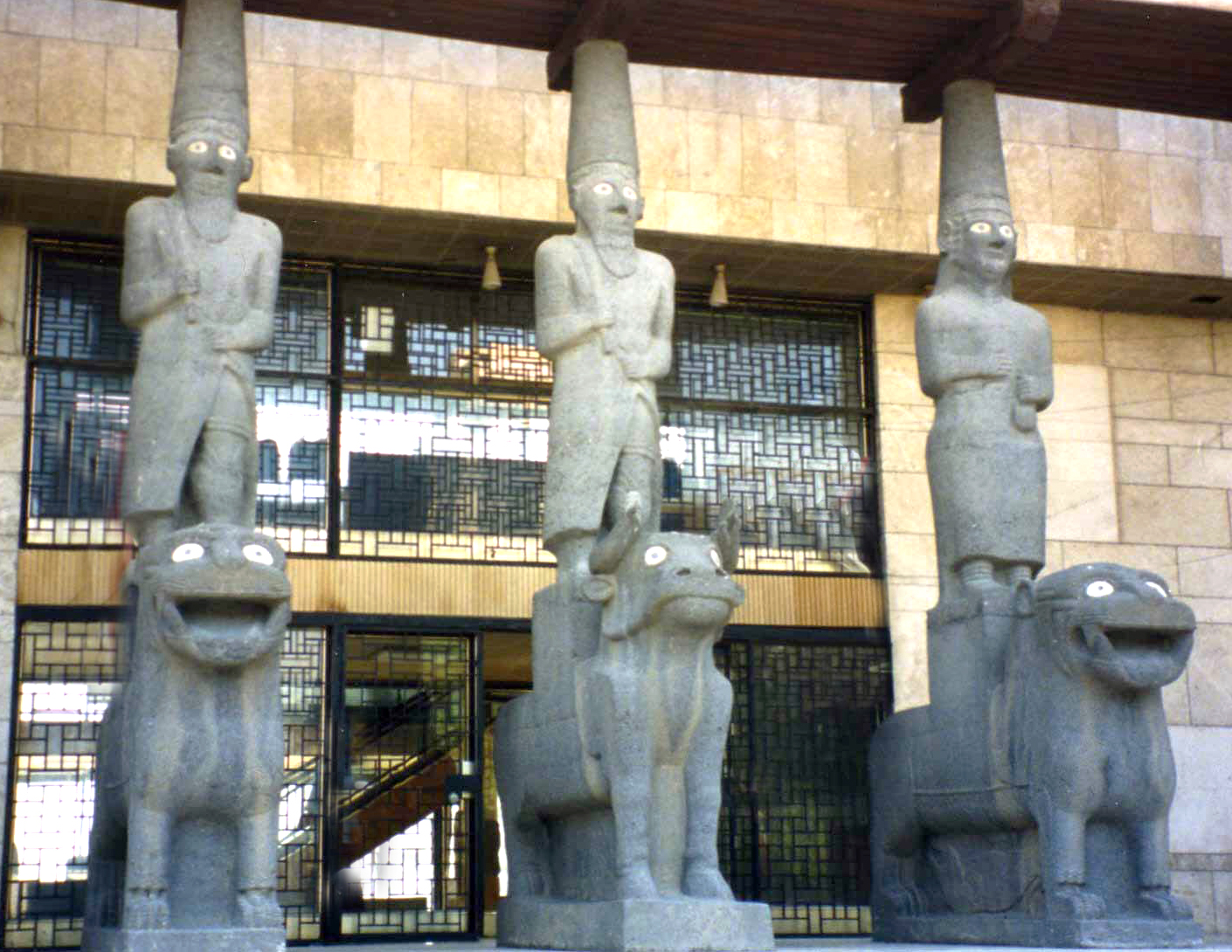
Reconstitution hypothétique du portique du « temple-palais » de Tell Halaf, Musée national d'Alep (2008).
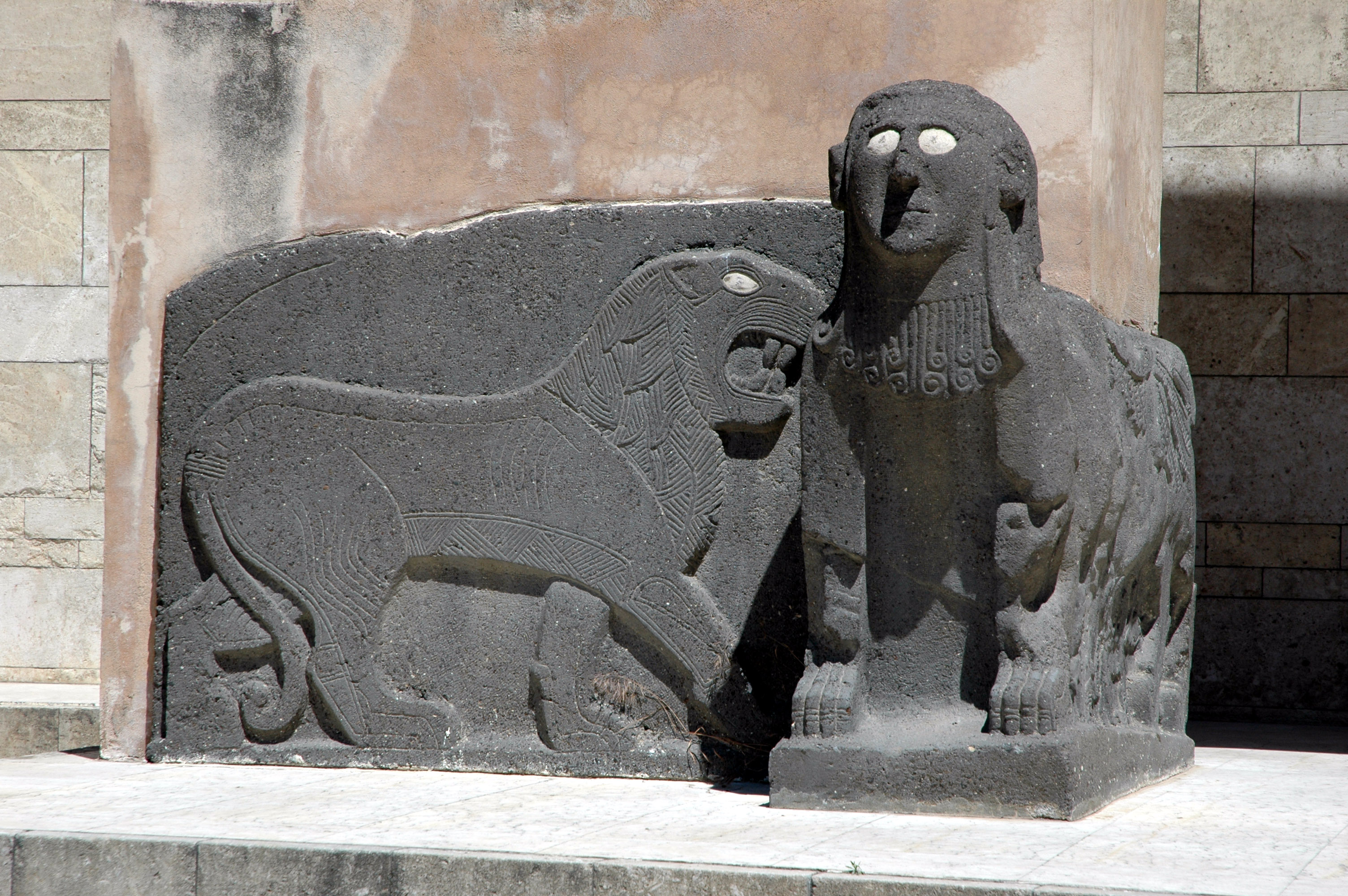
Sphinx et lion. Musée national d'Alep.
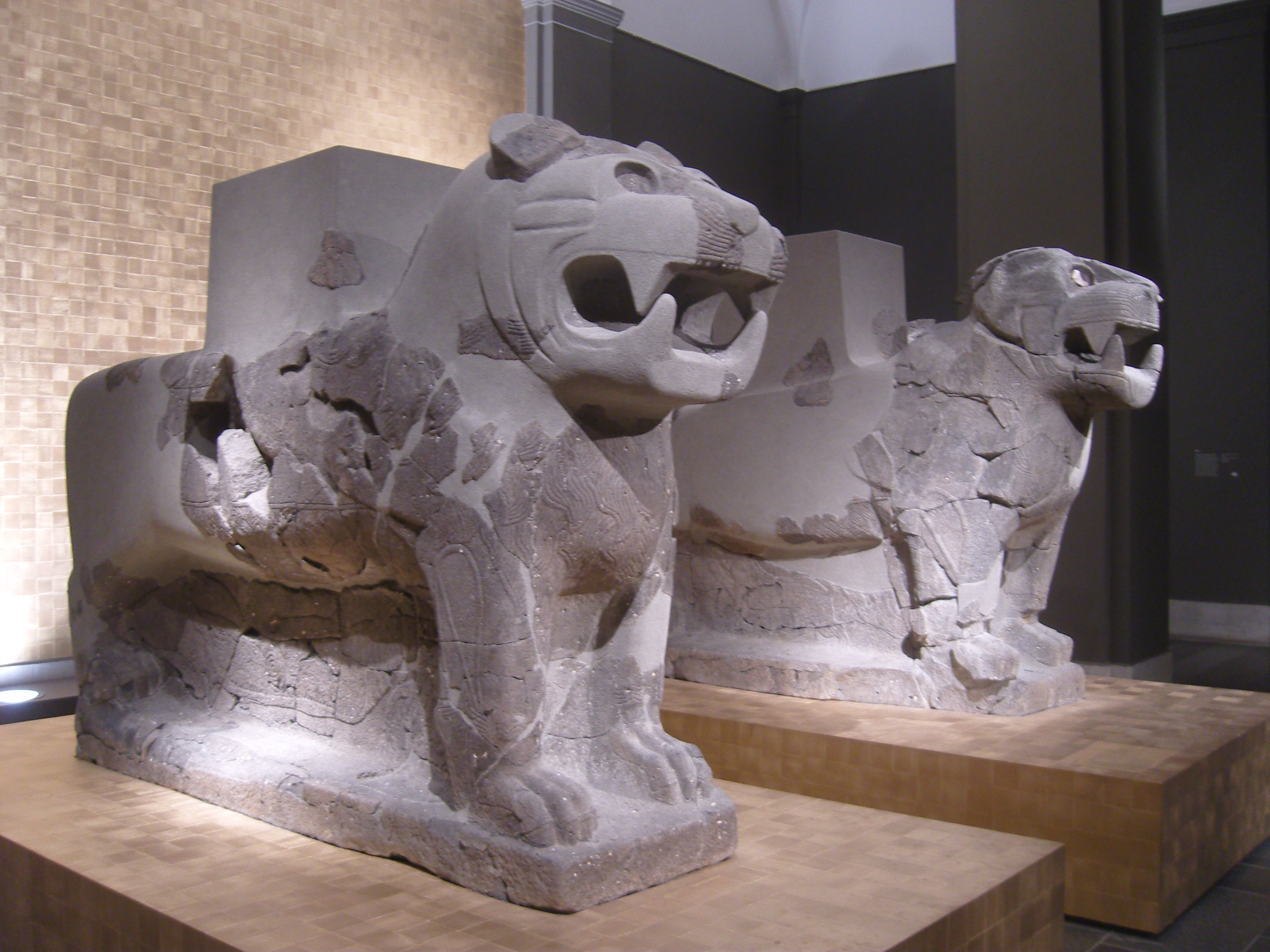
Paire de statues colossales de lions gardiens de portes. Pergamon Museum.
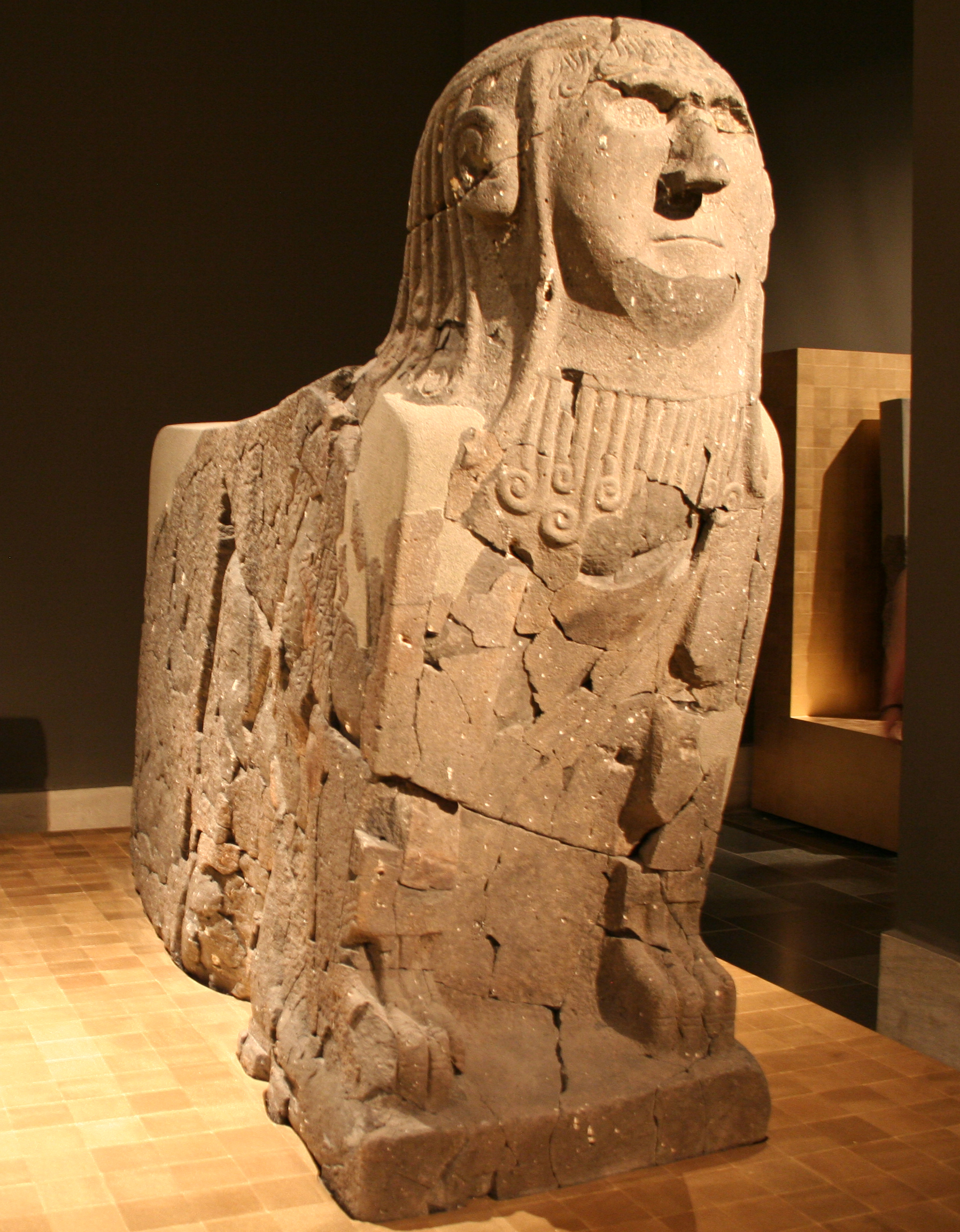
Statue colossale de sphinx. Pergamon Museum.
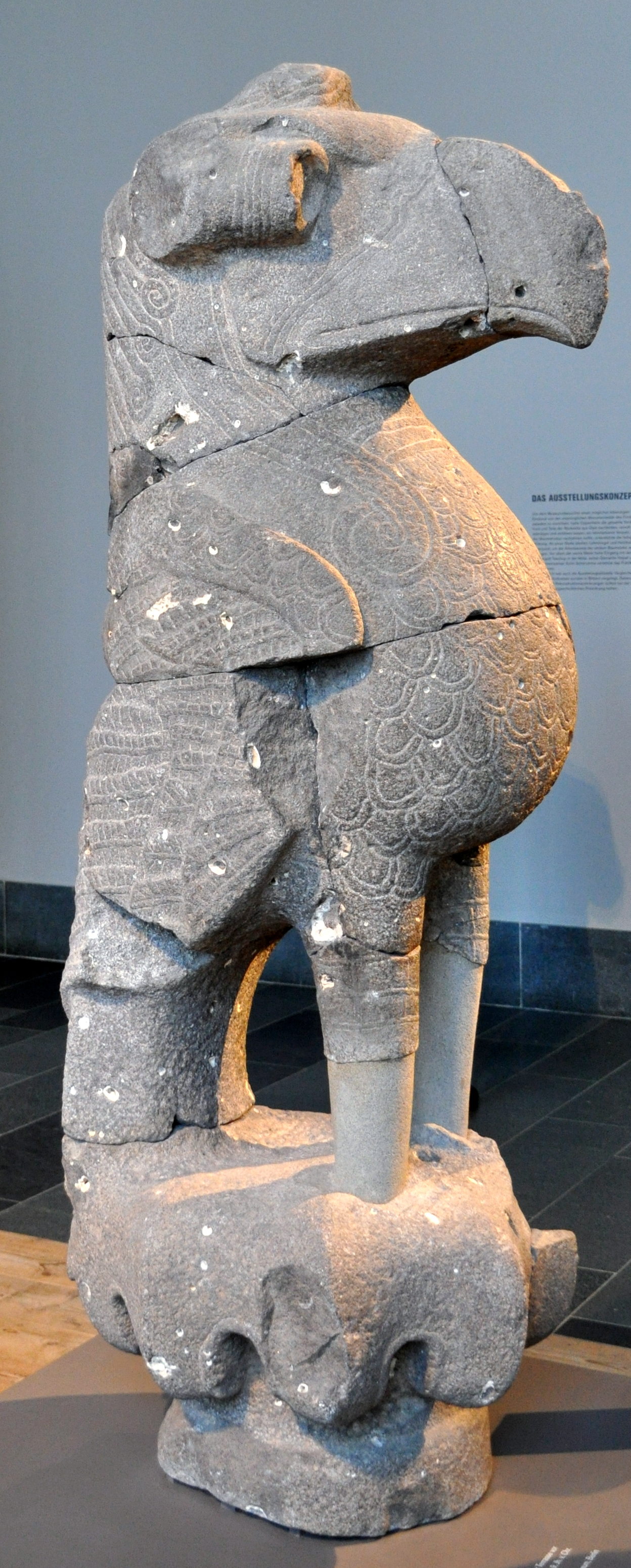
Statue colossale d'un oiseau, Tell Halaf. Pergamon Museum.
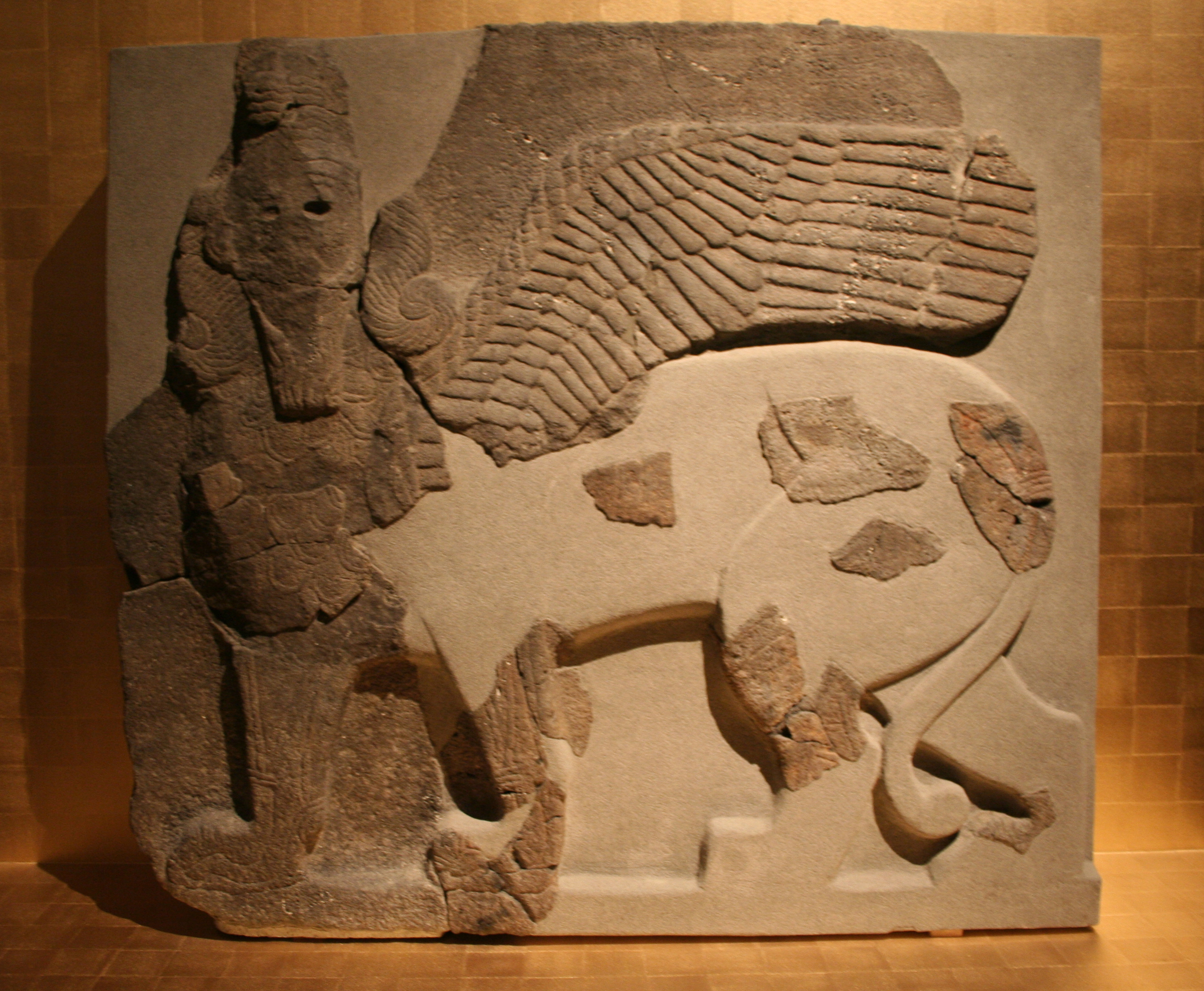
Fragment de lion androcéphale ailé, Tell Halaf. Pergamon Museum.

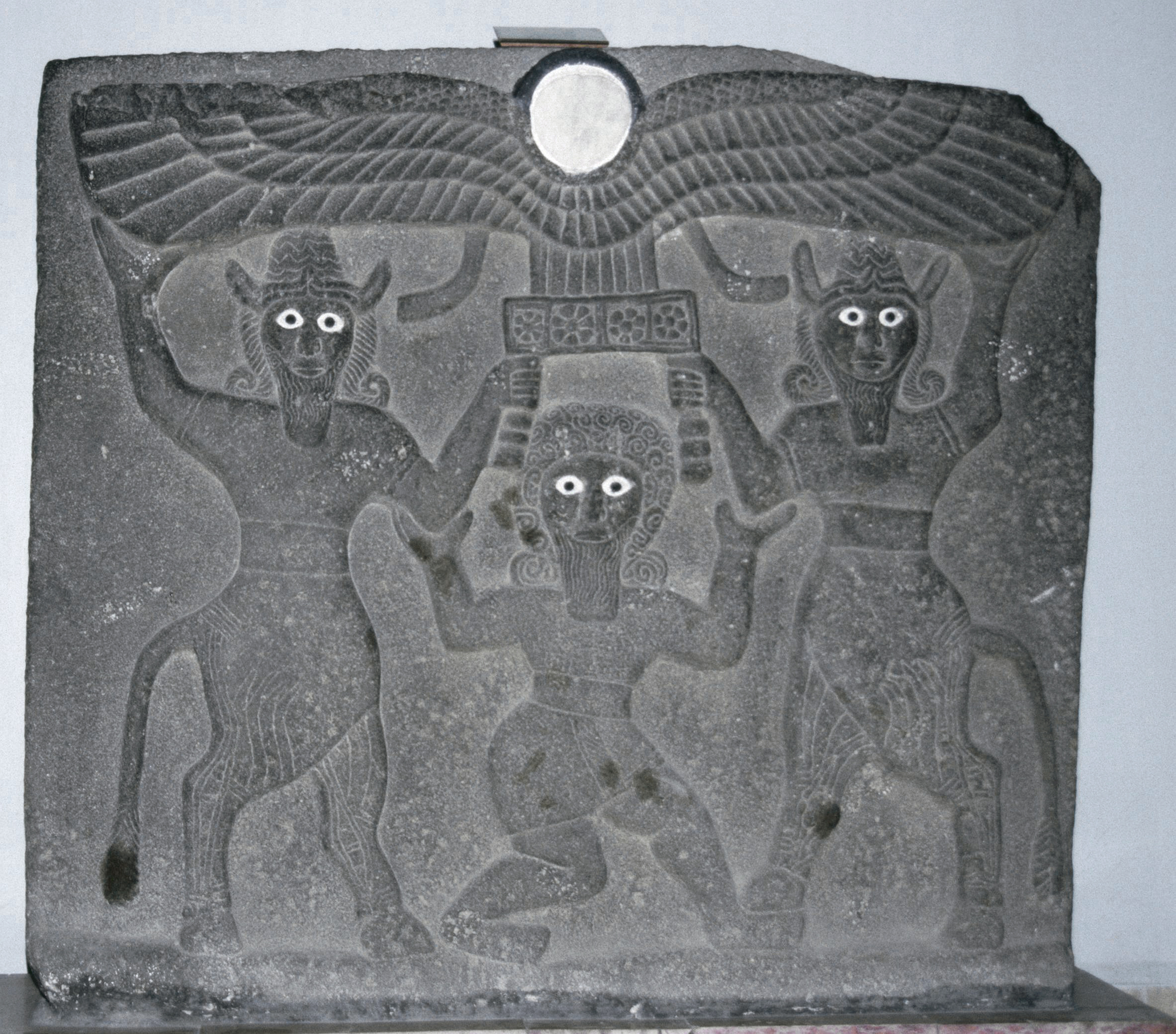
Représentations d'hommes-taureaux tenant un disque ailé. Musée national d'Alep.
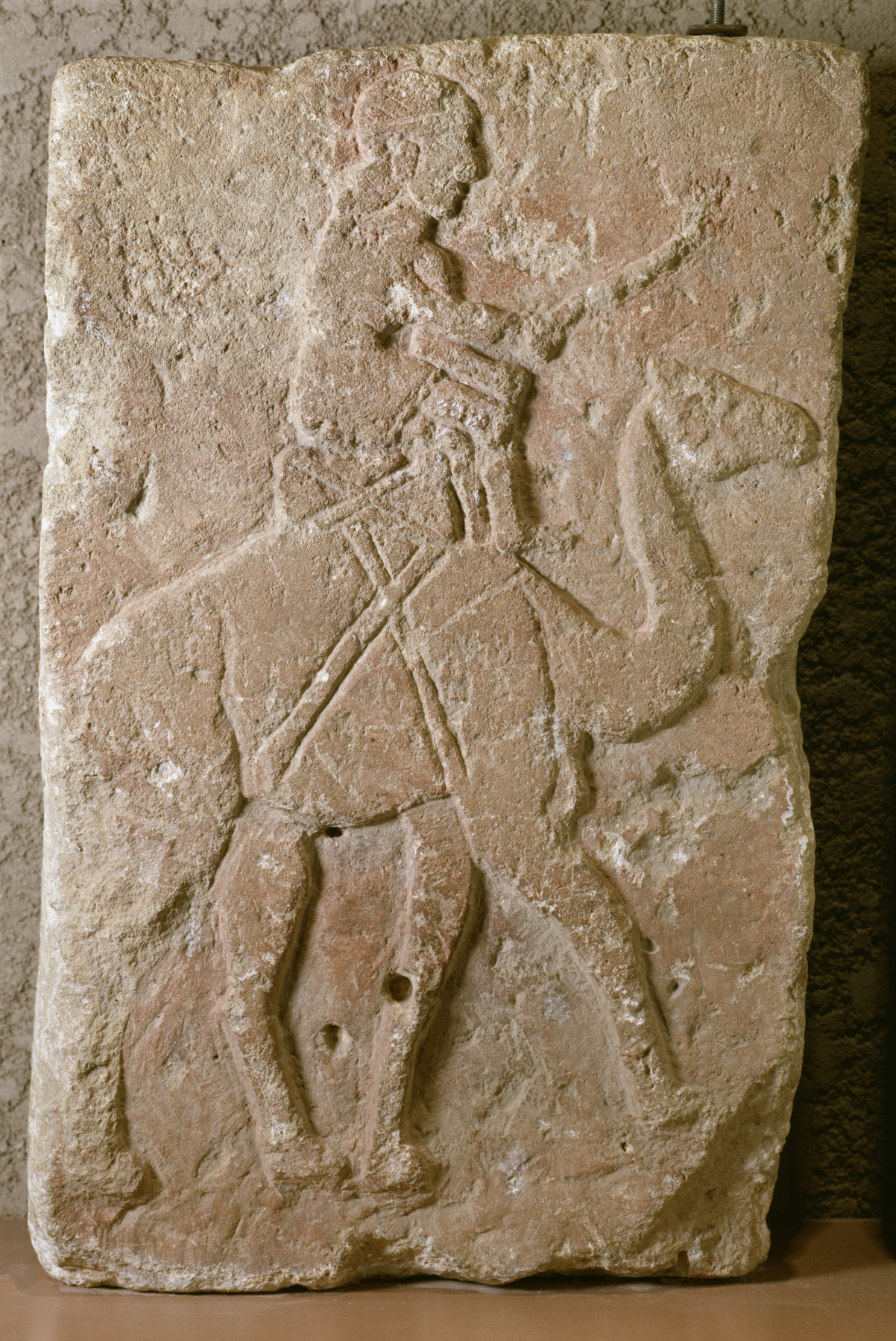
Homme monté sur un dromadaire. Walters Art Museum.
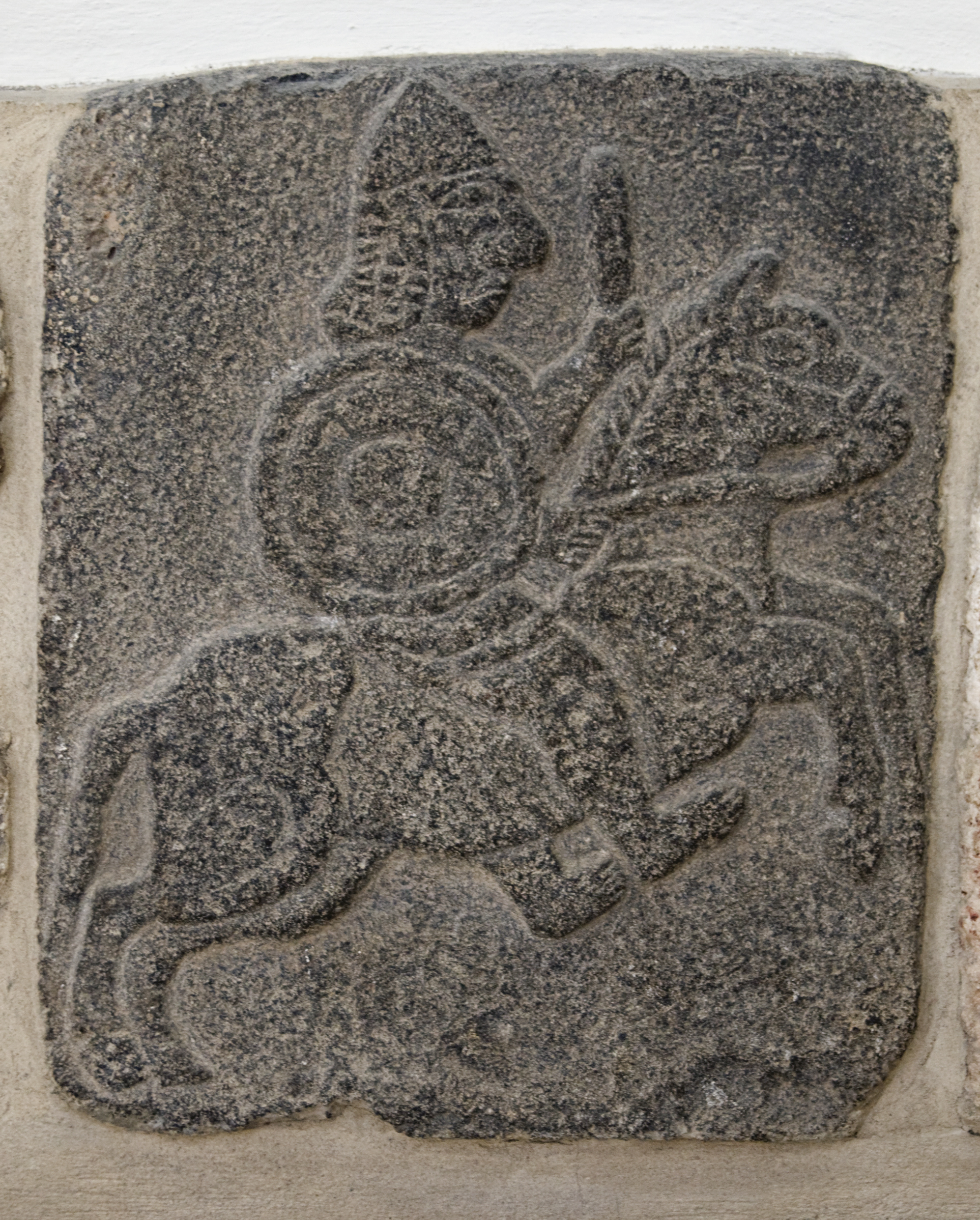
Cavalier, bas-relief sur orthostate de Tell Halaf. Pergamon Museum.
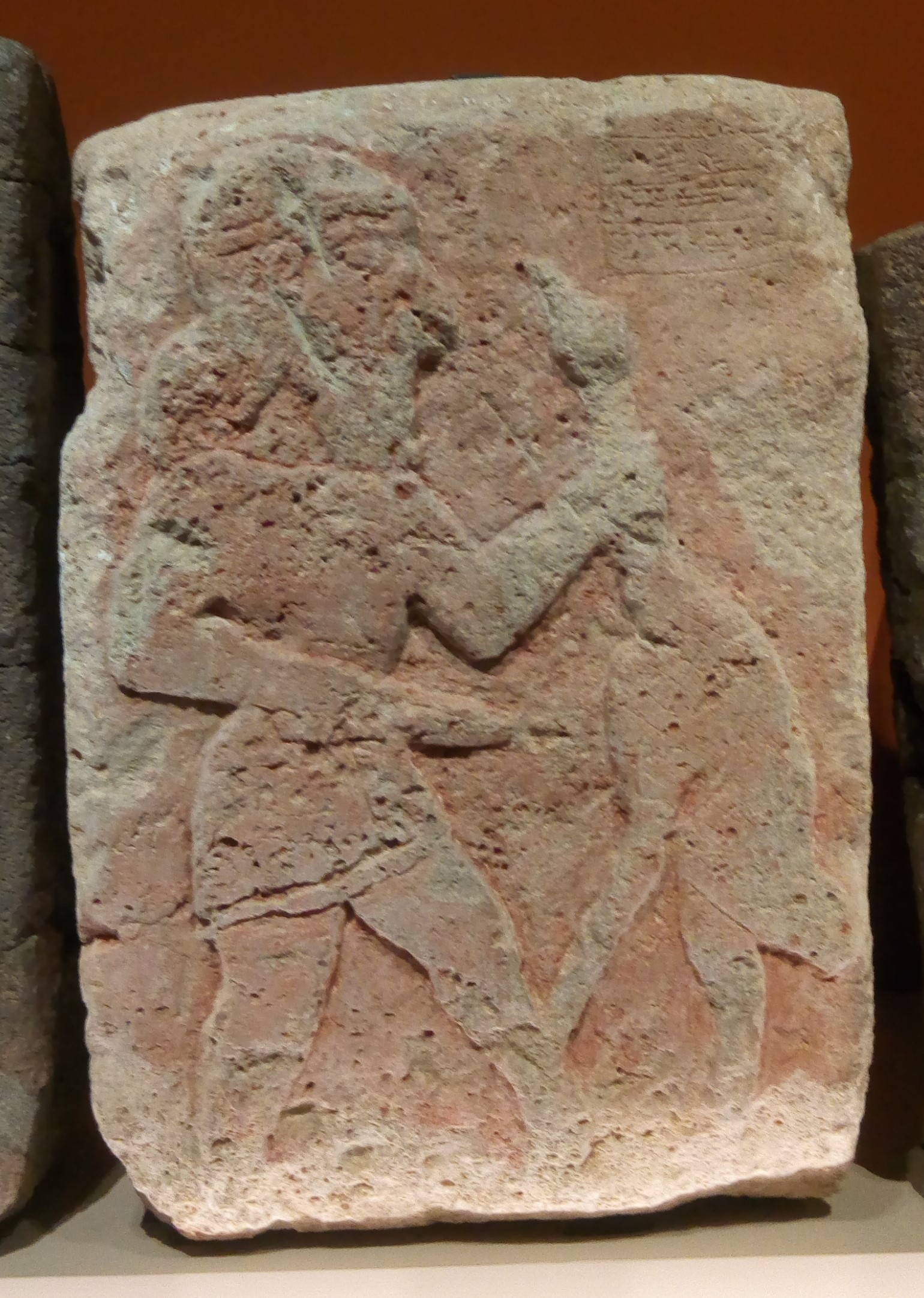
Homme tuant une oie. Pergamon Museum.
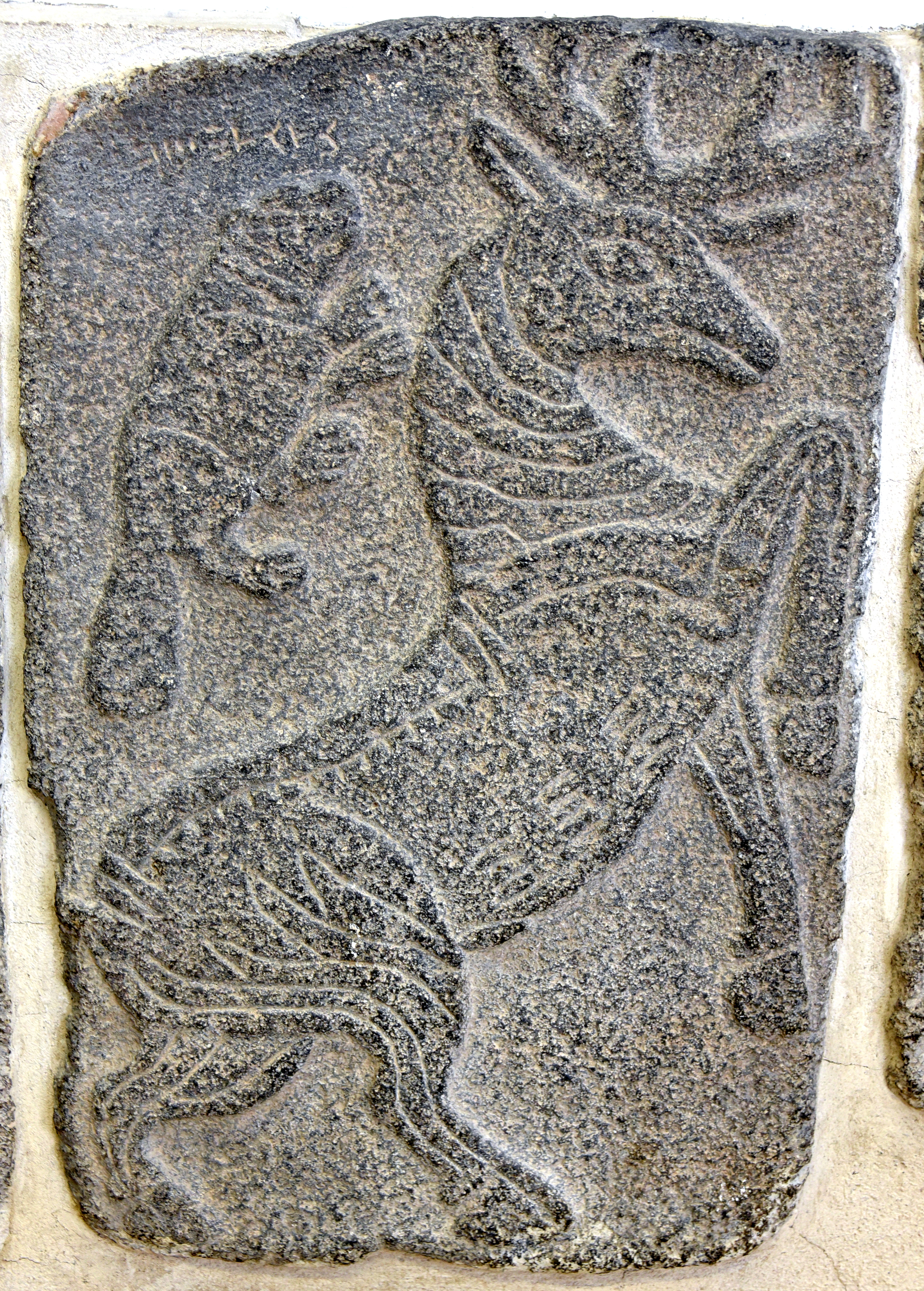
Cerf. Pergamon Museum.
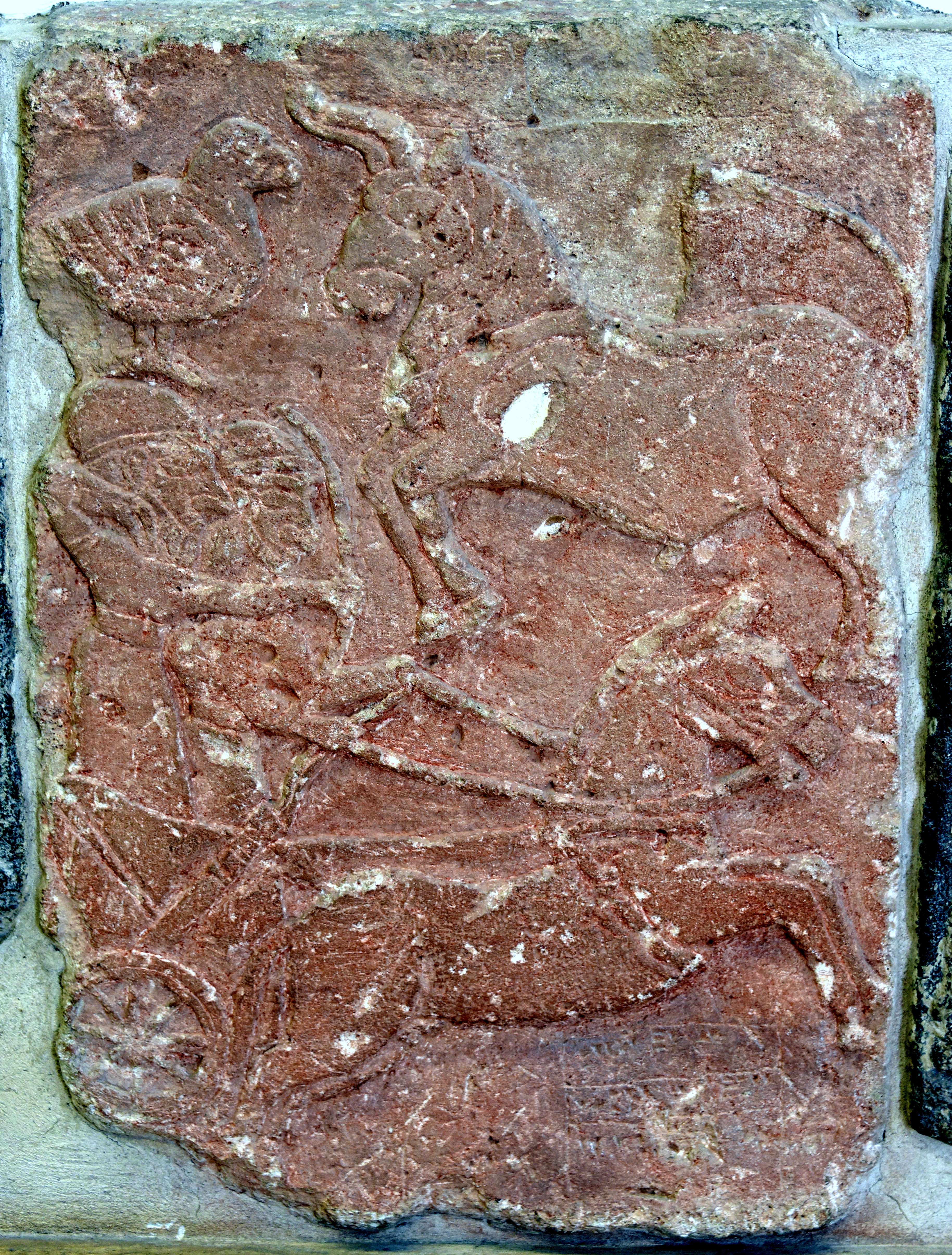
Scène de chasse au taureau. Pergamon Museum.
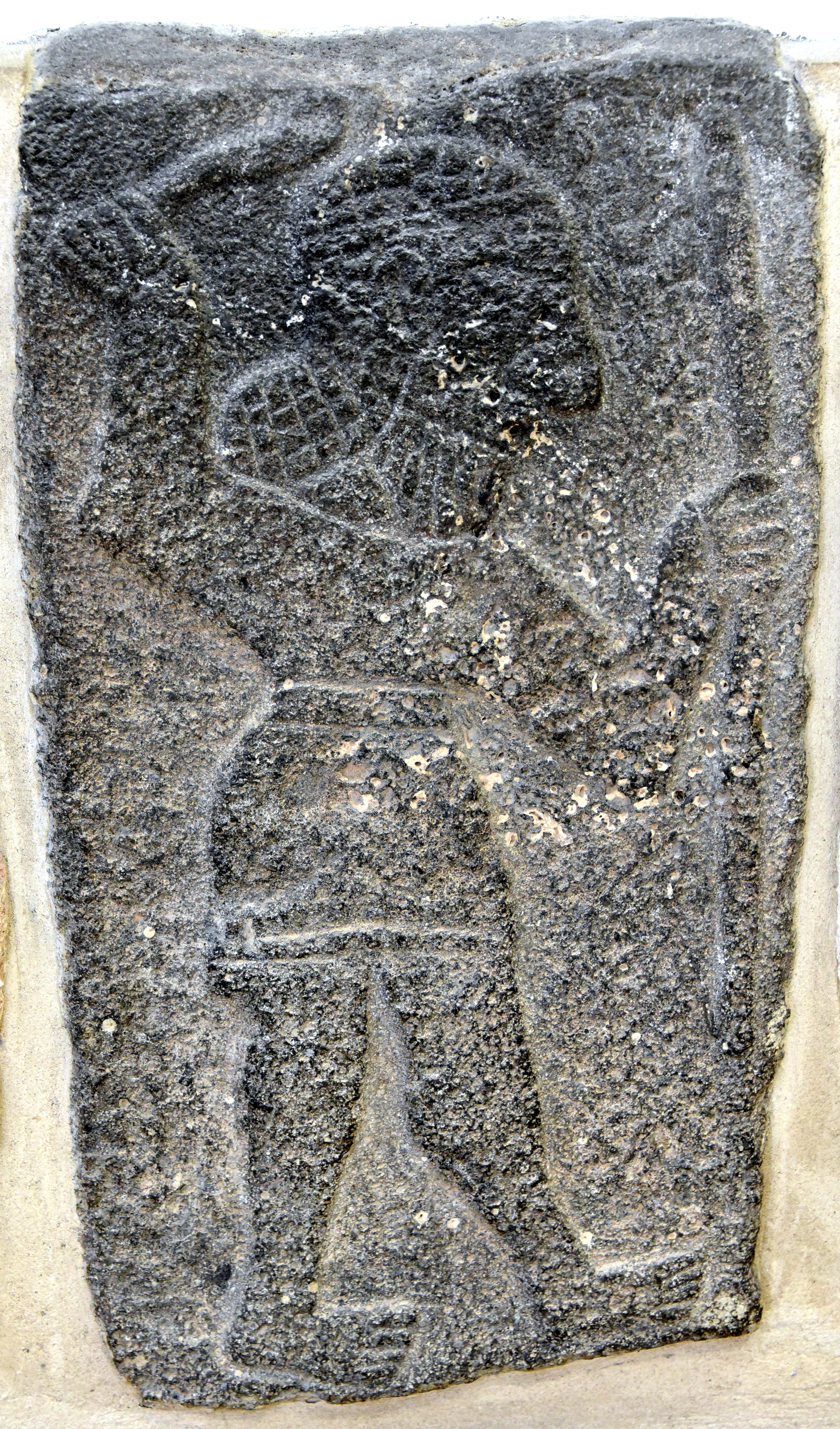
Homme tenant une dague et une lance (ou un sceptre). Pergamon Museum.
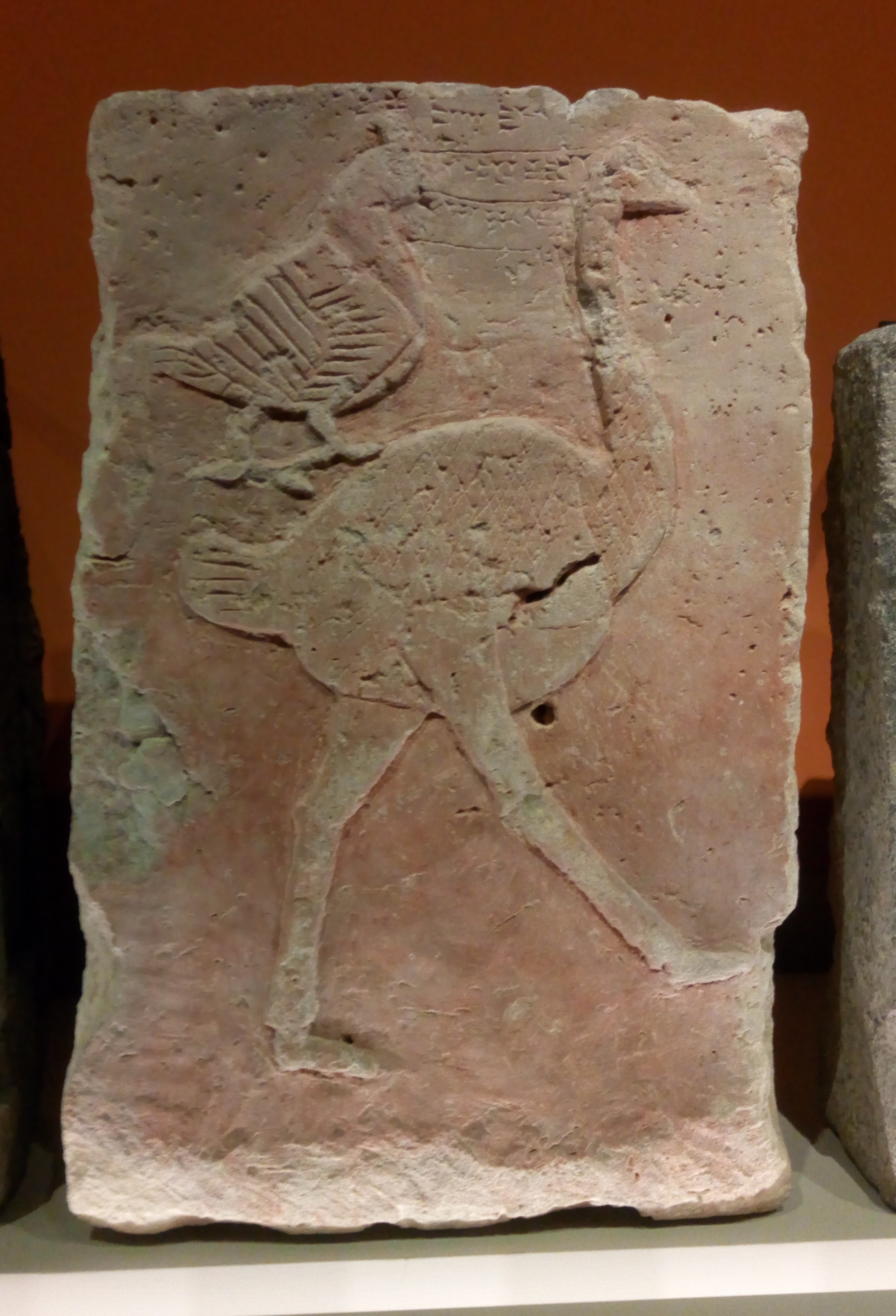
Autruche et oiseau. Pergamon Museum.
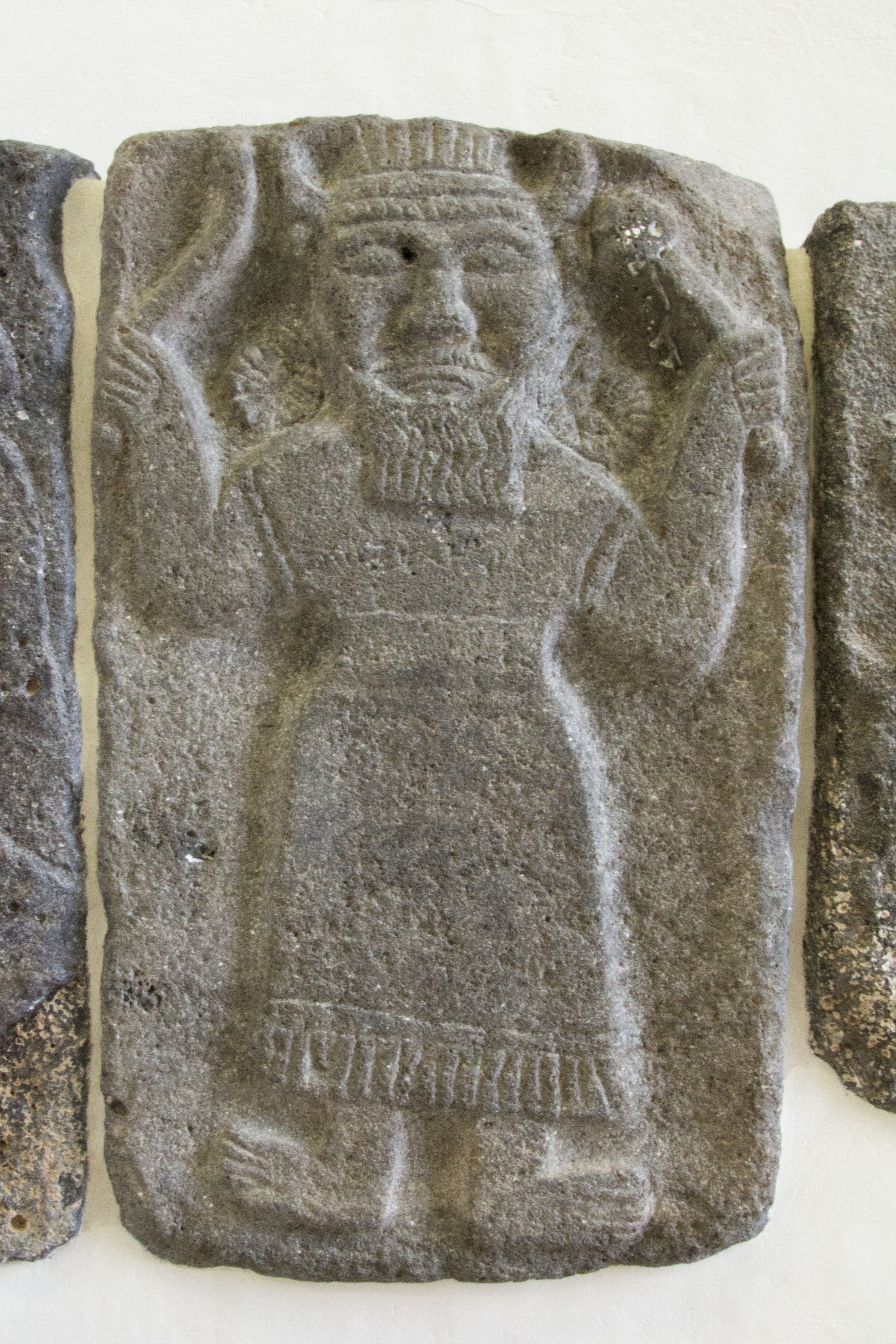
Divinité. Pergamon Museum.

À Zincirli plusieurs périodes sont représentées, entre la seconde moitié du Xe siècle av. J.-C. et le début du VIIe siècle av. J.-C. Il comprend plusieurs groupes d'orthostates qui ont été regroupés en quatre styles, ainsi que des lions monumentaux, également datés de plusieurs périodes. De plus des orthostates ont été mises au jour sur le site voisin de Sakçagözü, datables des phases tardives (il est plus marqué par l'influence assyrienne).

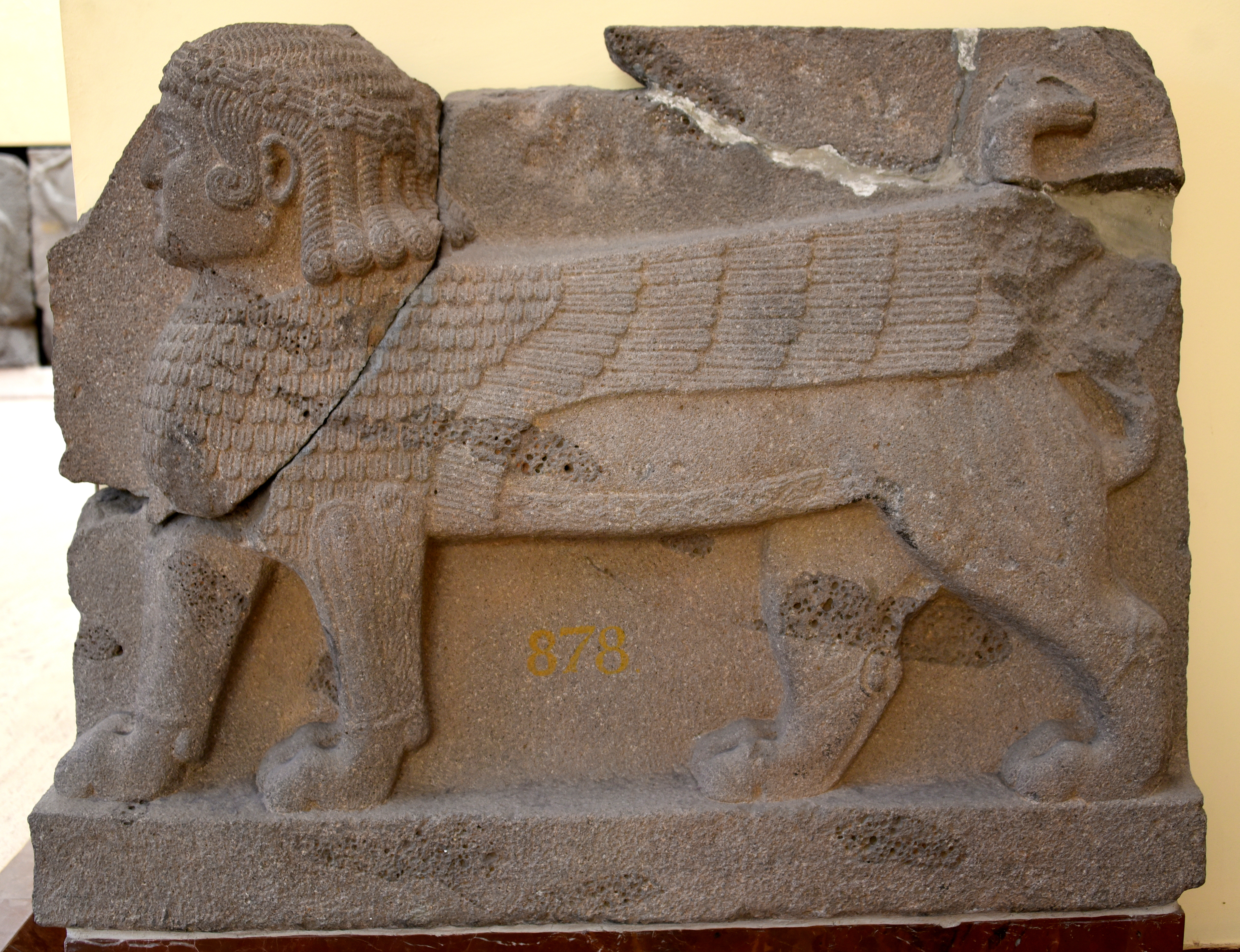
Sphinx gardien de porte. Zincirli, Musée de l'Orient ancien d'Istanbul.
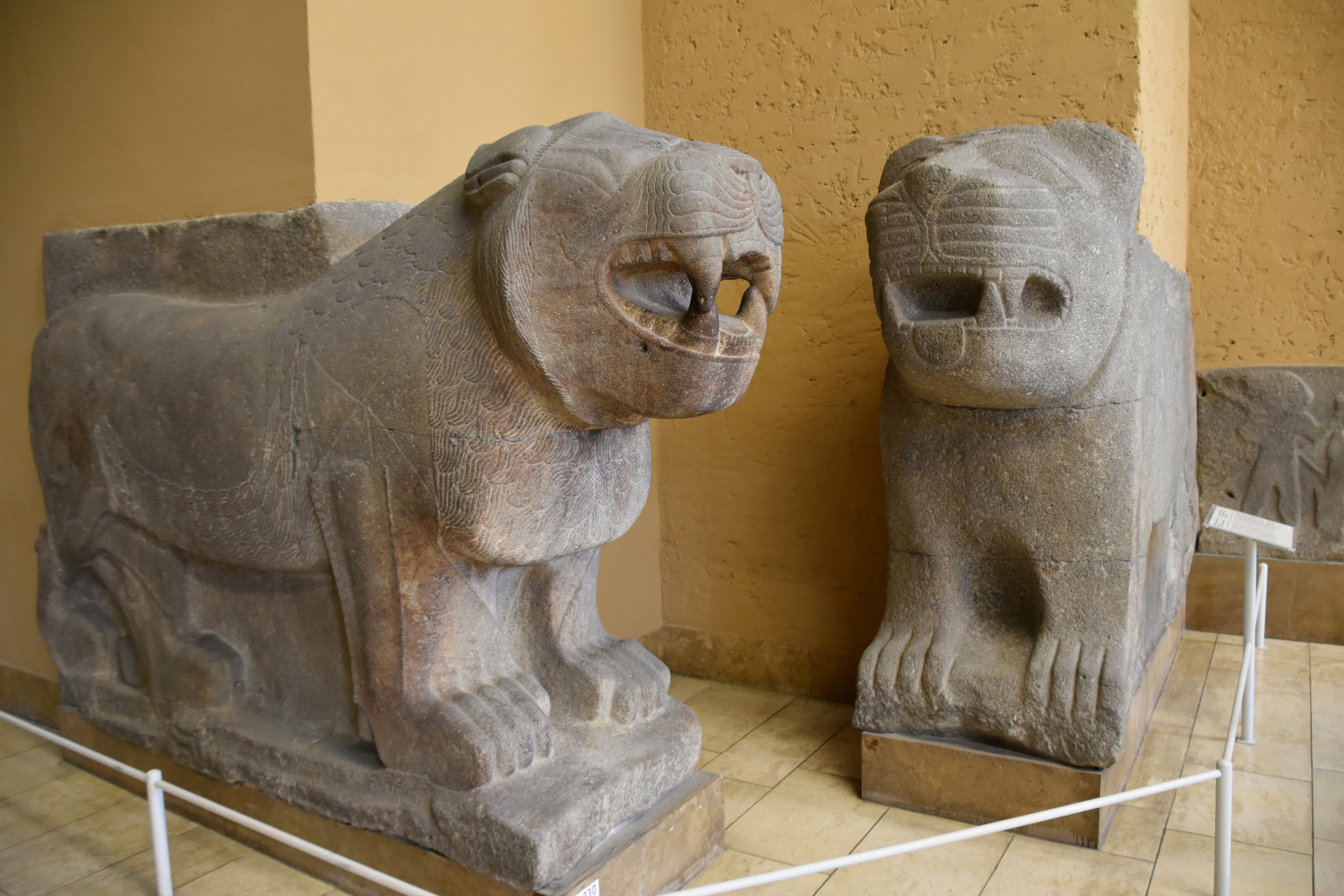
Lions gardiens de portes. Zincirli, Pergamon Museum.
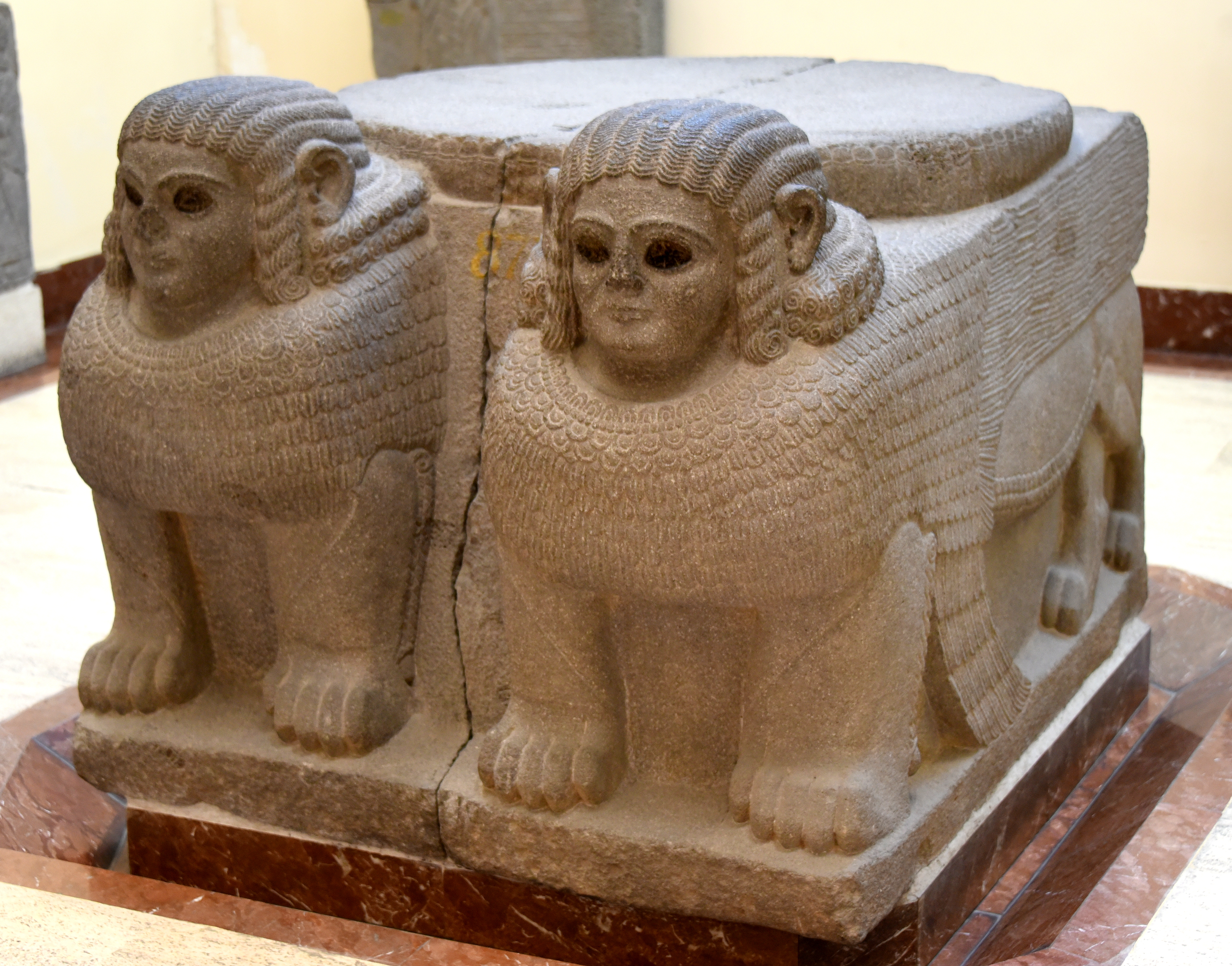
Base de colonne en forme de double sphinx. Zincirli, Musée de l'Orient ancien d'Istanbul.

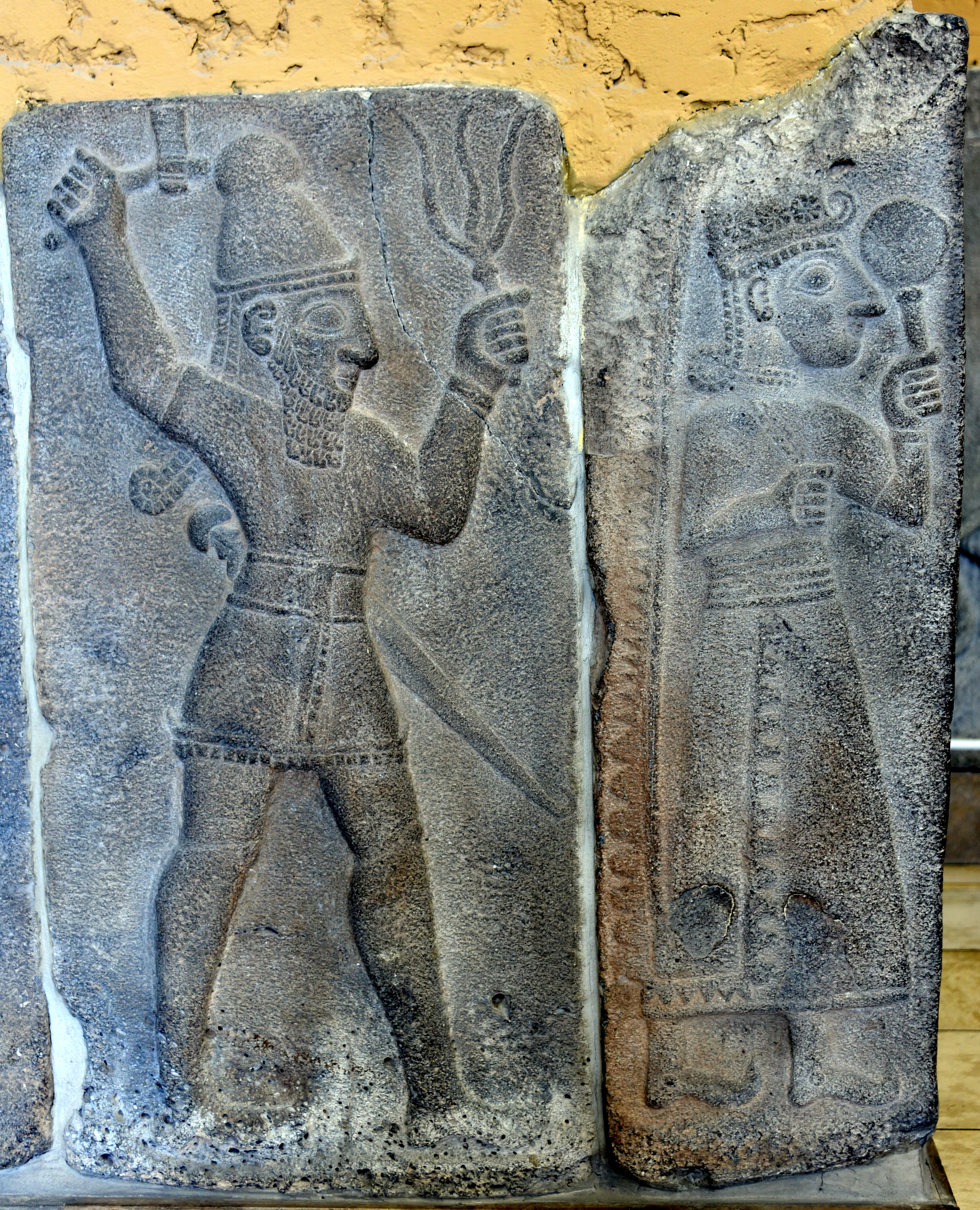
Le dieu de l'Orage sous sa forme hittite, derrière une femme. Zincirli, Pergamon Museum.
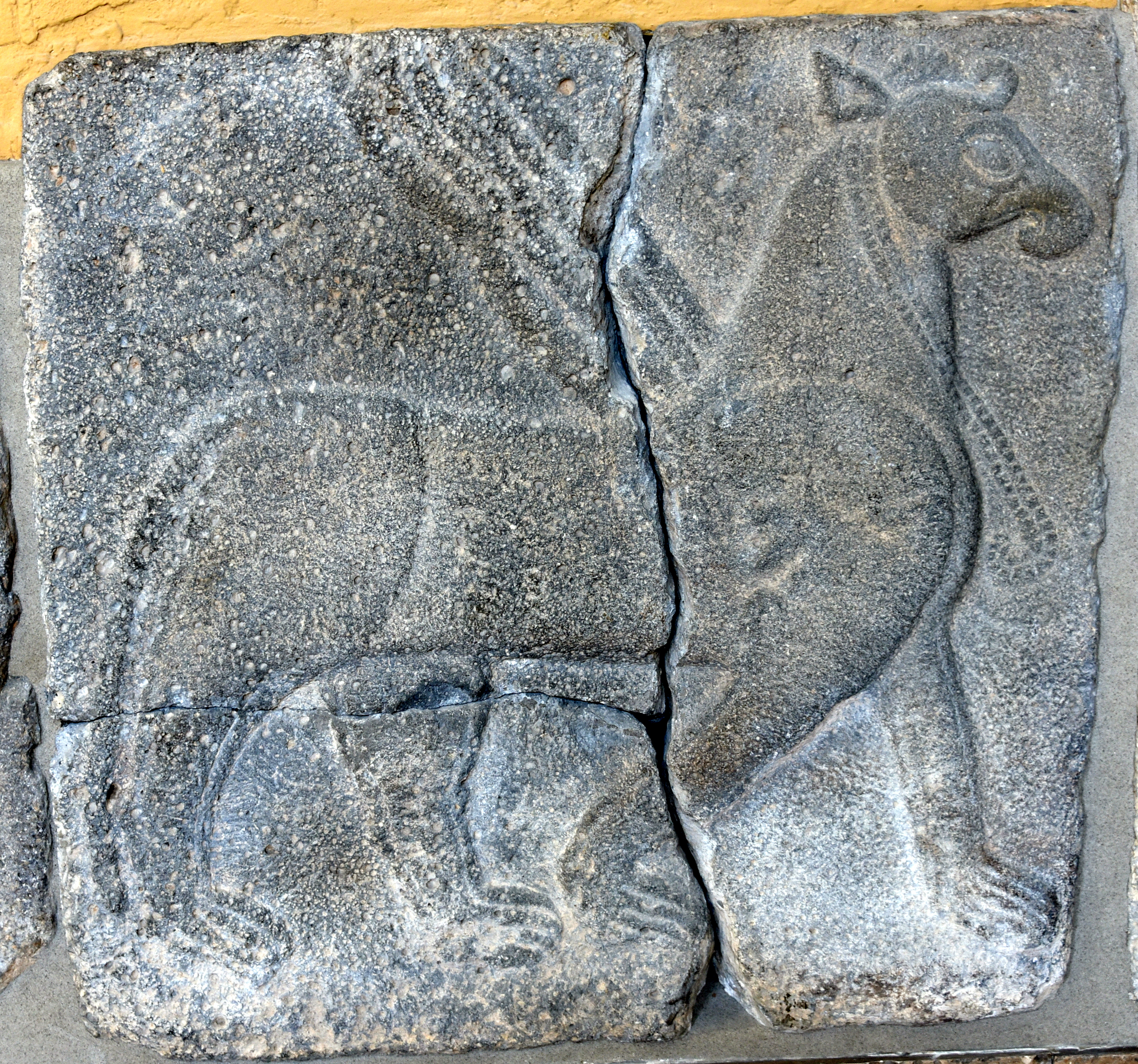
Griffon. Zincirli, Pergamon Museum.
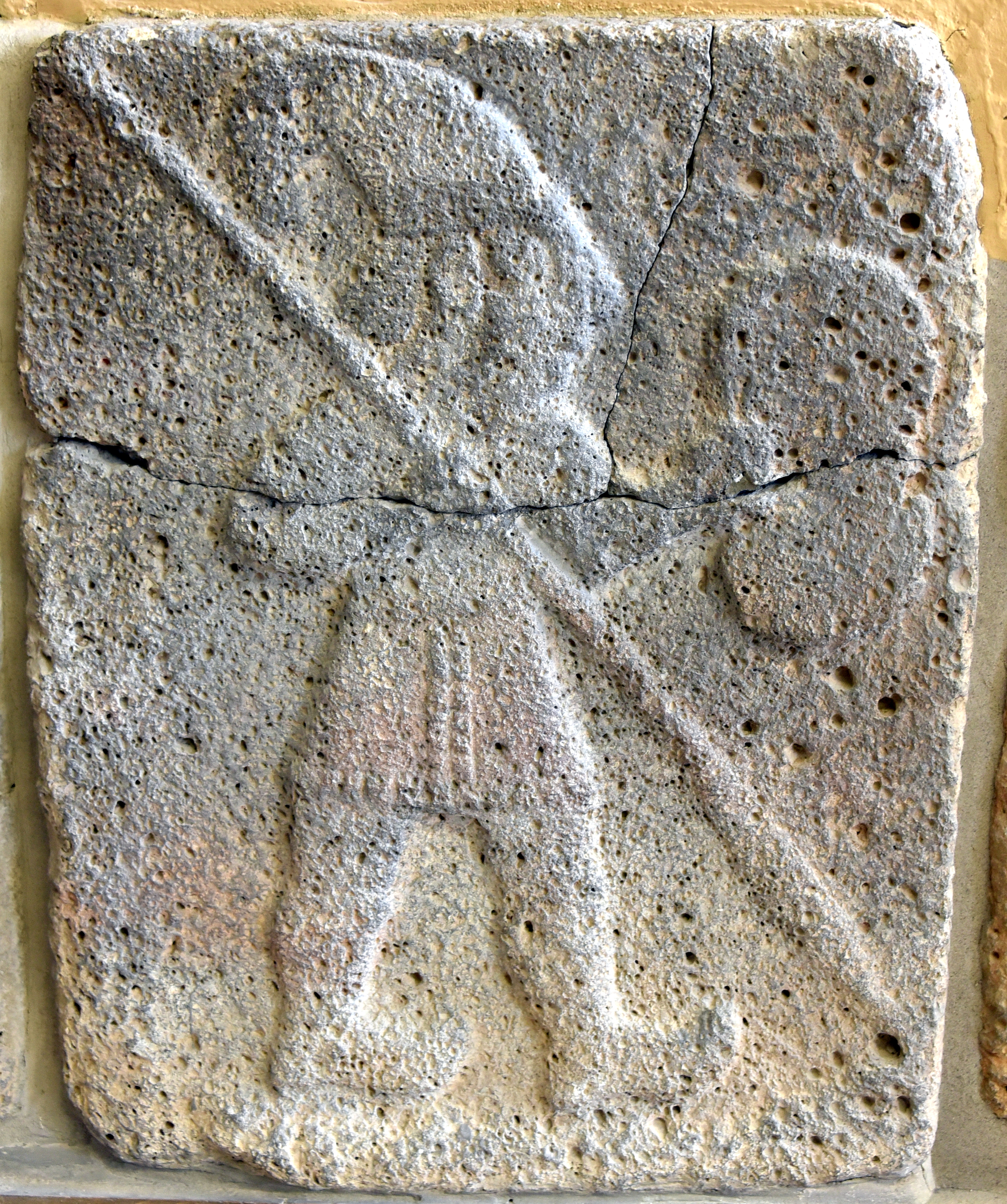
Guerrier armé d'une lance et d'un bouclier. Zincirli, Pergamon Museum.
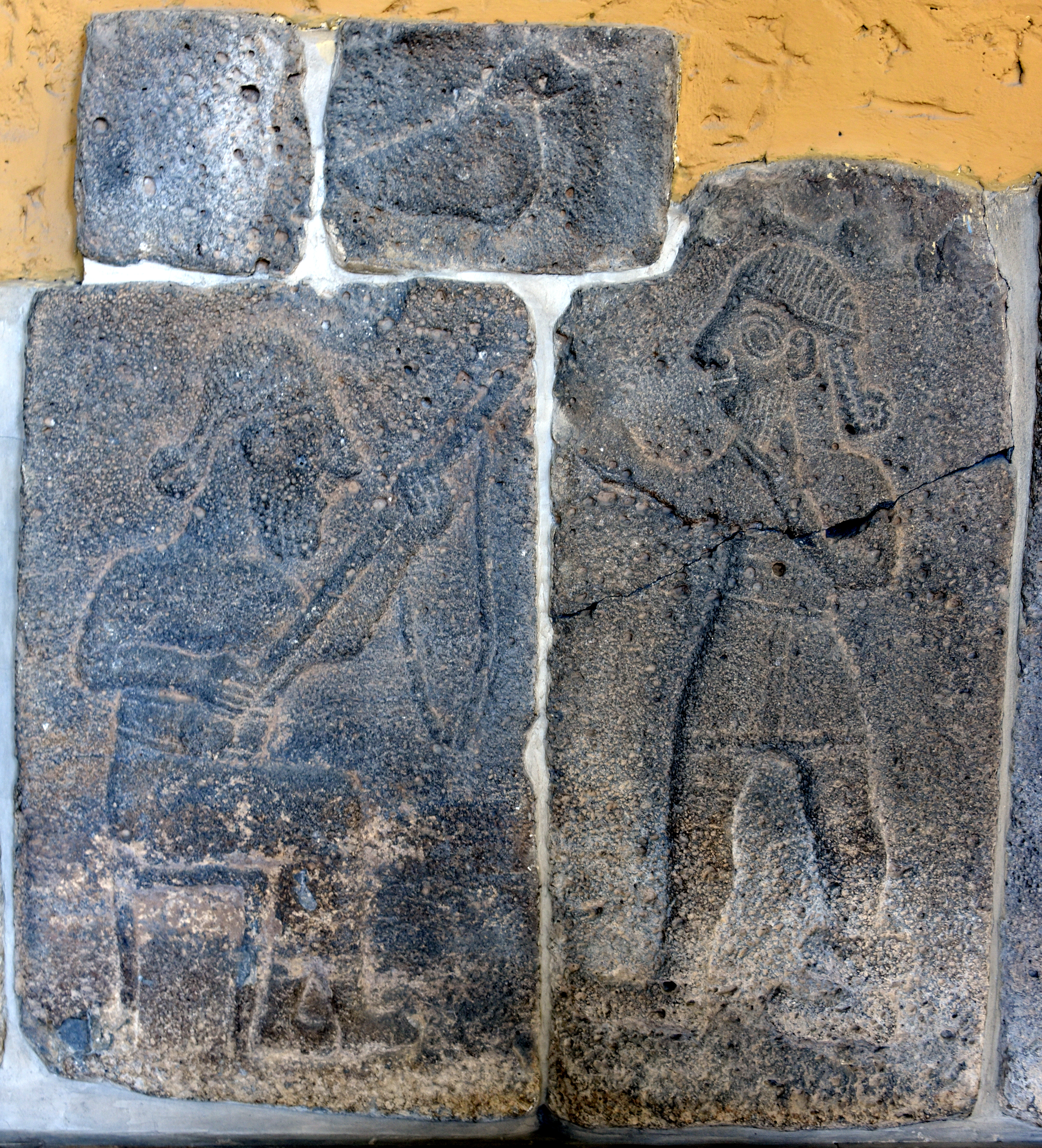
Musicien et homme debout. Zincirli, Pergamon Museum.
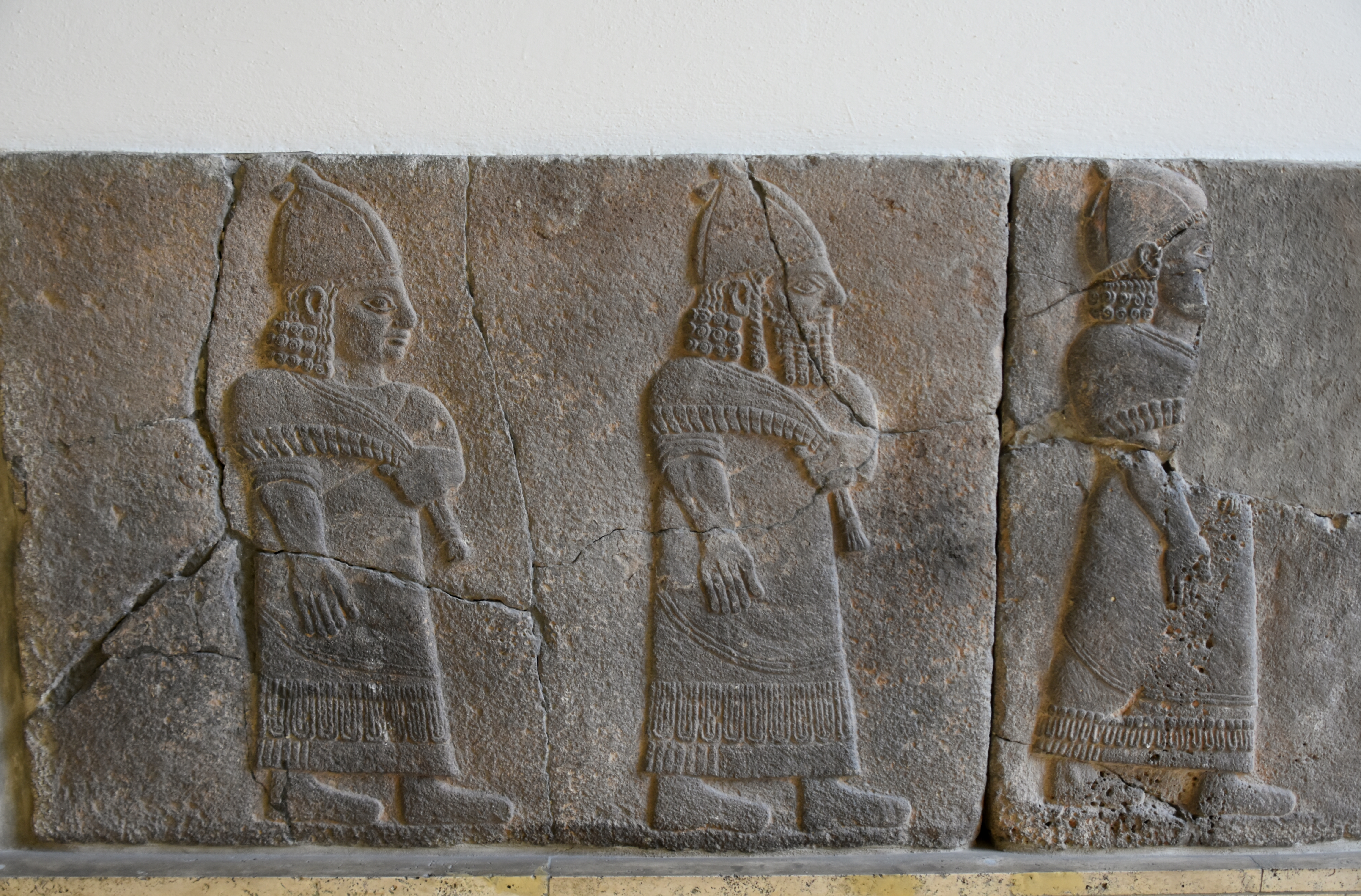
Dignitaires. Zincirli, Pergamon Museum.
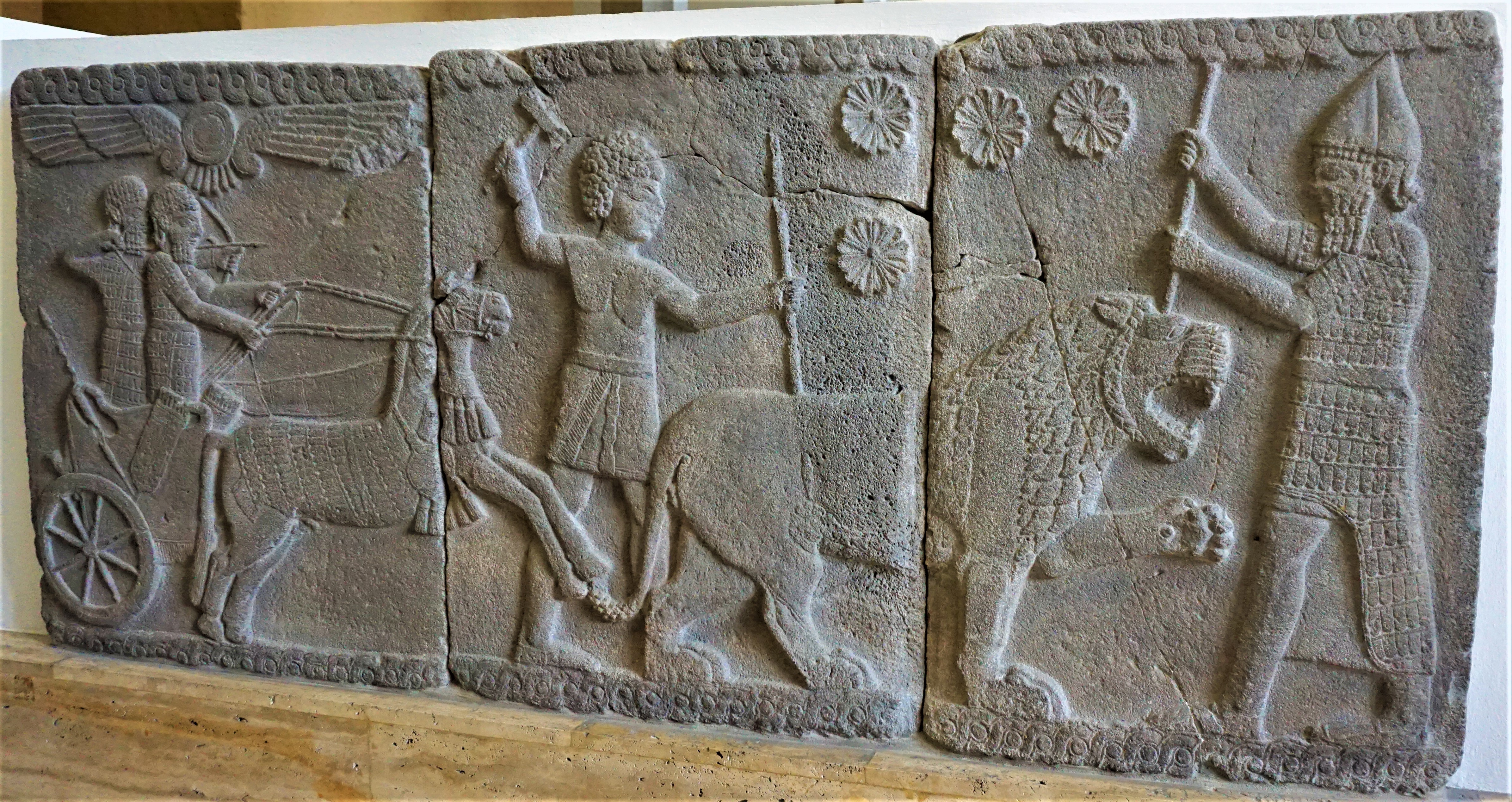
Scène de chasse de lion, bas-relief de Sakçagözü. Pergamon Museum.

Des bas-reliefs d'époque araméenne ont également été mis au jour à Tell Ahmar (Masuwari/Til Barsip/Kar-Salmanazar), où ils avaient été transportés dans le palais d'époque assyrienne après la conquête de la ville (qui dispose aussi de bas-reliefs assyriens) ; ils représentent des guerriers. Des lions monumentaux gardiens de porte y ont également été retrouvés, de style syro-hittite, alors qu'ils datent de l'époque où la cité était sous domination assyrienne (sous le général Shamshi-ilu) ; par contraste, des lions monumentaux contemporains mis au jour à Arslan Tash (Hadatu) sont de style assyrien, illustration supplémentaire de la difficulté qu'il y a à caractériser l'art des pays araméens.
Les orthostates disposés sur les murs des bâtiments centraux de Hamath n'étaient pas sculptés, à l'exception d'une poignée d'entre eux disposant de décors géométriques. Des lions monumentaux sont en revanche sculptés sur des orthostates disposées aux portes ; ils sont datés de plusieurs périodes, les plus récents tendant à un rendu plus réaliste, peut-être influencés par l'art de Zincirli. Et comme vu plus haut un art monumental se trouve aussi dans les sanctuaires d'Alep (manifestement daté des périodes antérieures), Ain Dara et Tell Tayinat. En revanche dans les royaumes araméens les plus méridionaux il n'est quasiment pas connu : un orthostate en basalte représentant un sphinx aux aspects égyptianisants a été mis au jour dans le secteur de la mosquée de Damas, seule trace d'un tel art dans ce qui fut un temps le plus puissant royaume araméen, et un orthostate de lion provient de Sheikh Sa'ad dans le Hauran.

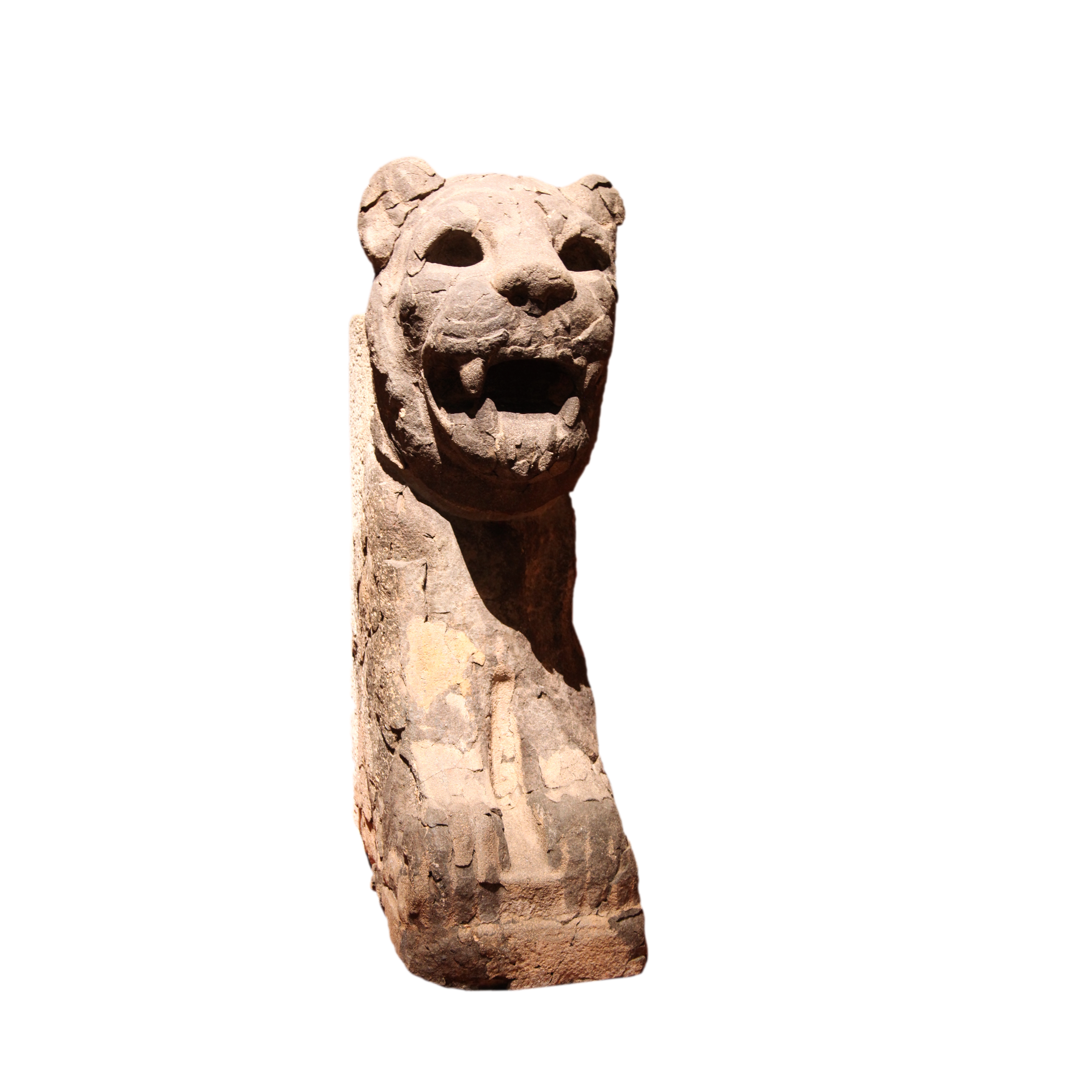
Fragment de statue de lion provenant de Hama. Musée national du Danemark.
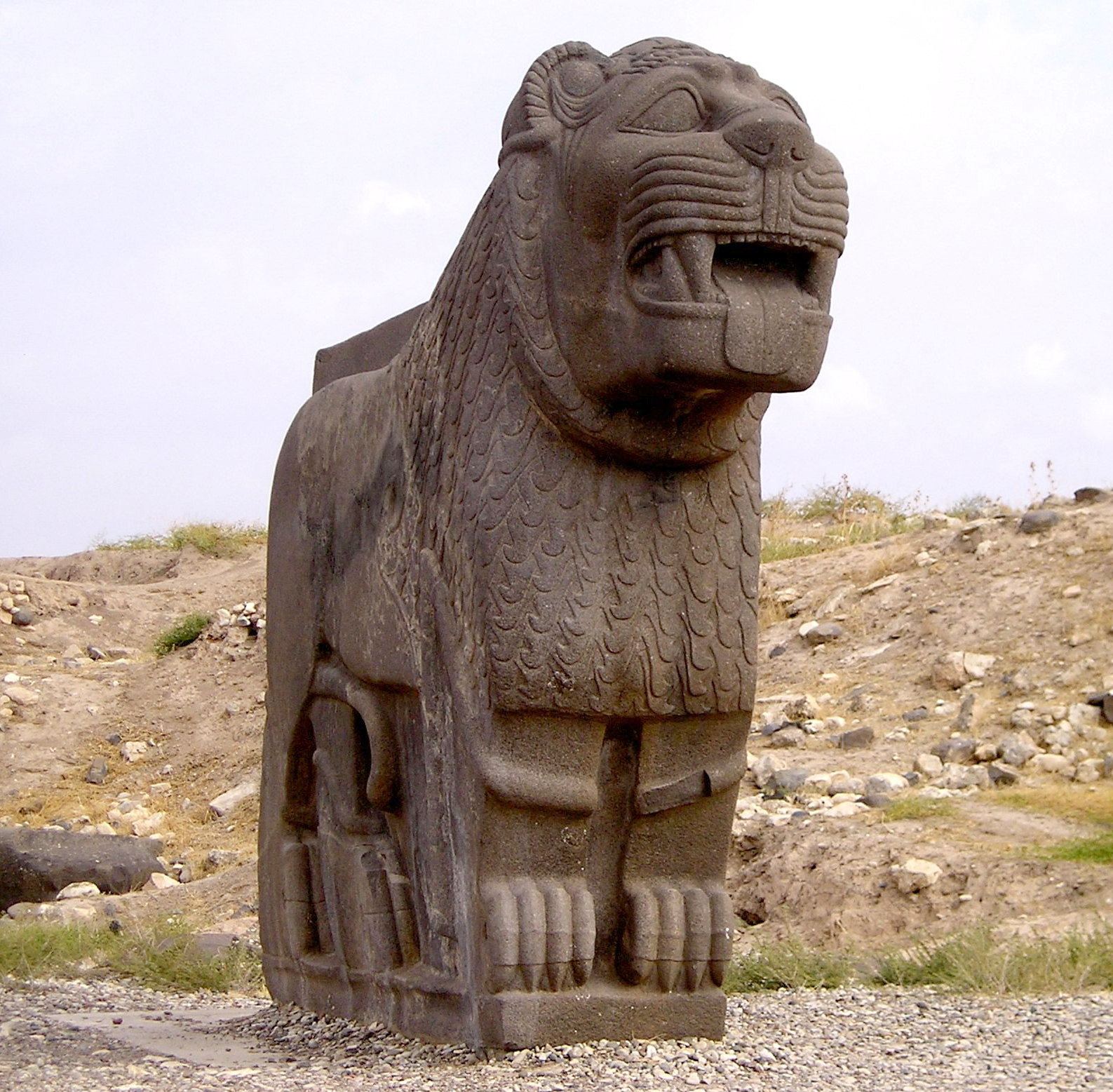
Statue de lion sur le site d'Ain Dara.

Cette sculpture monumentale se couple de la production de statues et de stèles relevant d'un même style artistique. Du complexe funéraire de Gerçin, situé près de Zincirli, provient une statue monumentale de 2,85 mètres représentant le dieu de l'Orage Hadad, portant une inscription permettant de la dater du milieu du VIIIe siècle av. J.-C. ; à la différence d'une représentation du dieu de l'Orage sur les bas-reliefs de Zincirli qui est de style néo-hittite, celle-ci reflète des inspirations assyriennes, le dieu disposant d'une tunique longue à franges, une barbe bien peignée, et une tiare à cornes. Dans la chambre cultuelle se trouvait une statue double d'un homme et d'une femme, manifestement les effigies des destinataires du culte funéraire pratiqué sur le site. Une autre statue divine provient du palais de Tell Halaf, là encore probablement une représentation d'un dieu de l'Orage, mesurant environ 1 mètre.

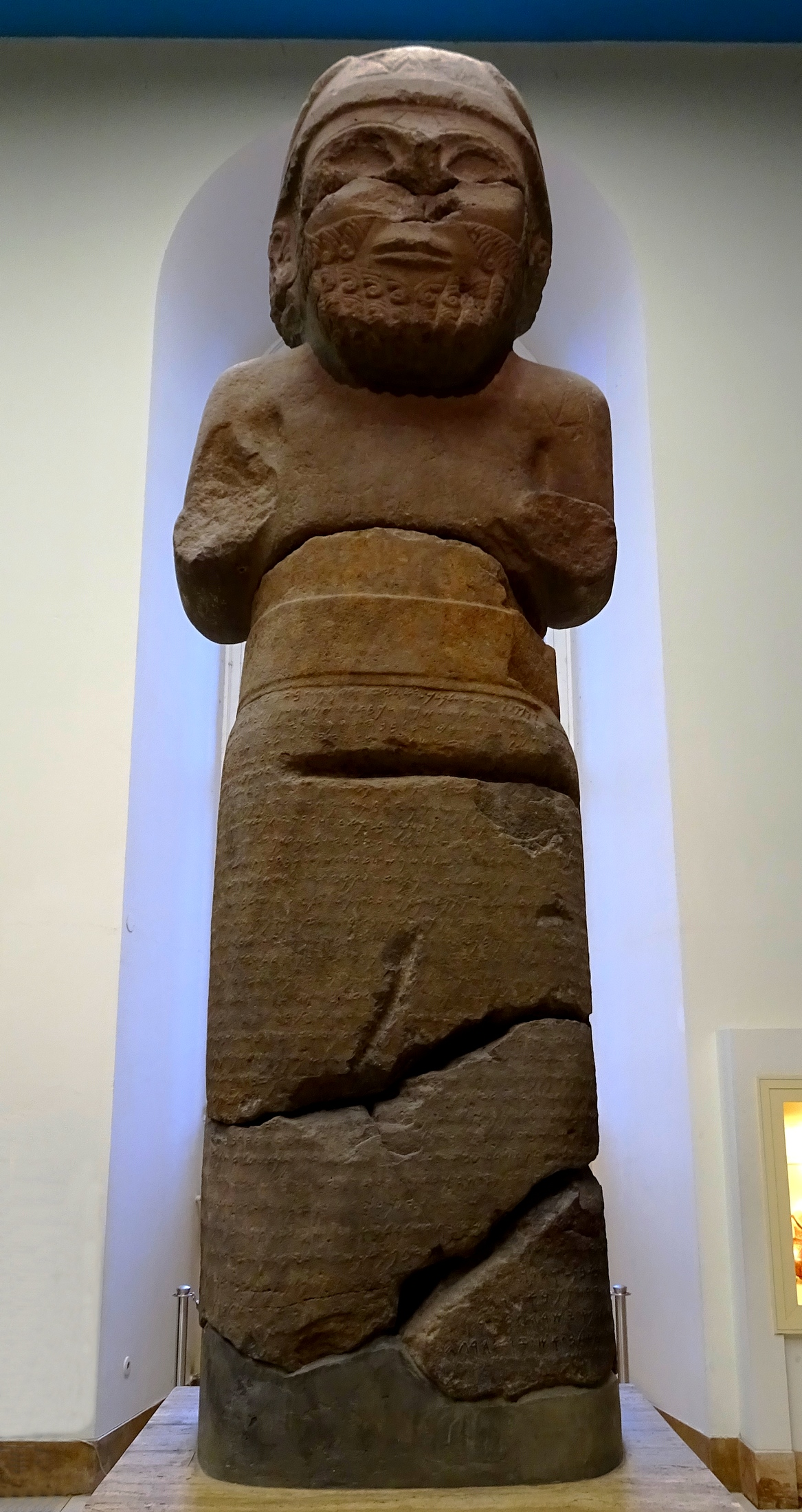
Statue colossale du dieu Hadad provenant de Gerçin. Pergamon Museum.
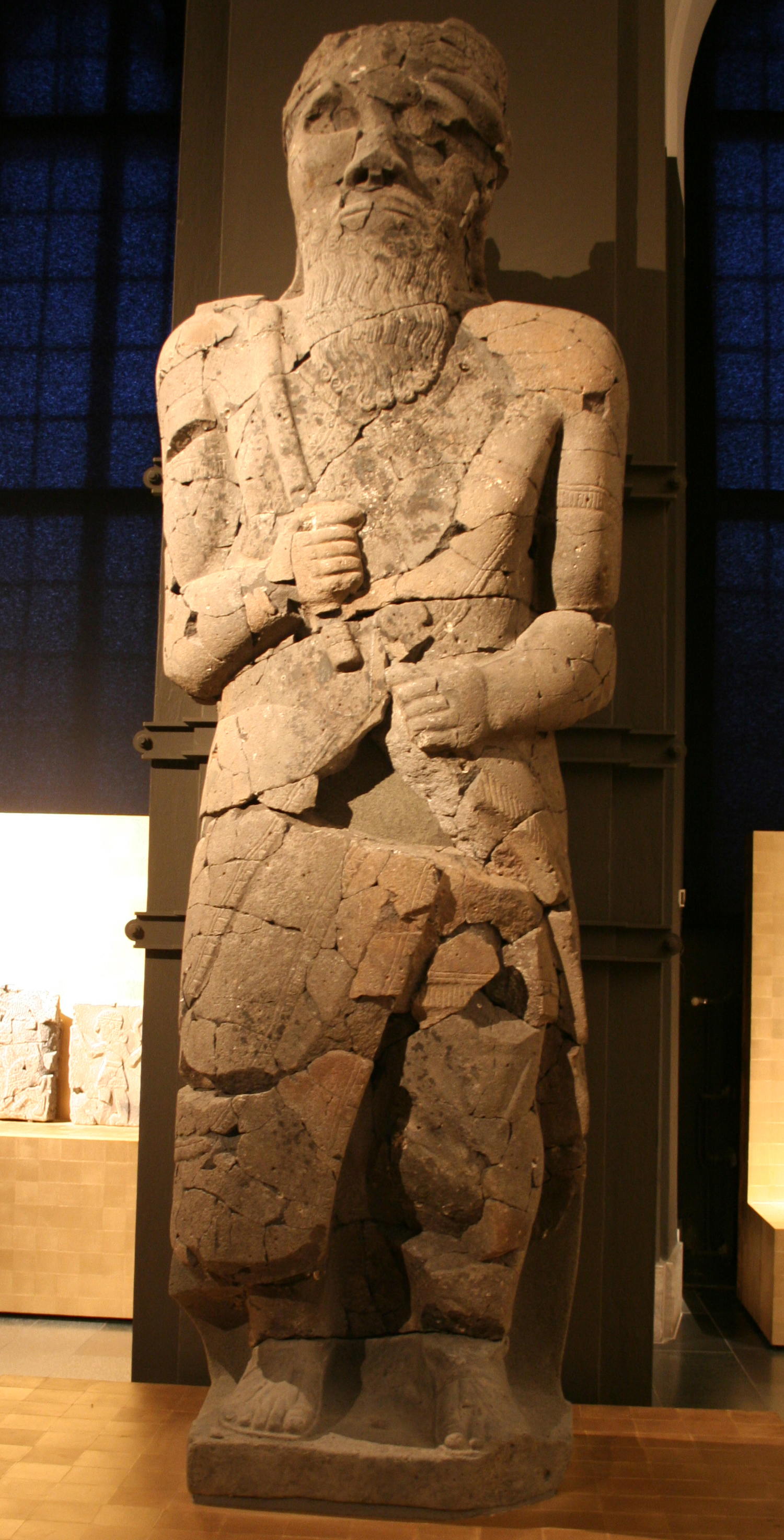
Statue de divinité provenant de Tell Halaf. Pergamon Museum.

En revanche les représentations divines sur stèles sont plus nombreuses. Étant donné qu'elles ont été retrouvées hors contexte, leur fonction exacte est inconnue, mais il s'agit de commandes royales servant la légitimation du pouvoir politique. Le dieu de l'Orage est le plus représenté, souvent sous son aspect hittite-louvite (par exemple à Tell Ahmar), avec une jupe courte, une épée courte, un foudre en forme de trident, et coiffé d'une natte. En revanche sur une stèle d'Arslan Tash il a une apparence assyrienne, est monté sur un taureau, et brandit son trident-foudre à la manière des représentations syriennes de l'âge du bronze : il y a donc une réinterprétation de l'iconographie du dieu de l'Orage reprenant plusieurs traditions. Sur une stèle à trois faces sculptées provenant de Tell Ashara, le dieu de l'Orage combat un serpent, suivant un motif repris de la mythologie syro-anatolienne ; à côté se trouve un génie à corps de poisson apkallu, d'origine assyrienne, et un autre personnage porte un épi de blé, ce qui a incité à l'identifier comme le dieu agraire Dagan. Plus à l'ouest, dans la région d'Alep et d'Amrit, des stèles de dieux de l'Orage reprennent aussi des motifs égyptiens, sans doute sous l'influence phénicienne. L'autre dieu couramment représenté est le dieu-lune, mais il n'apparaît pas sous un aspect humain, mais par son symbole, le croissant de lune.

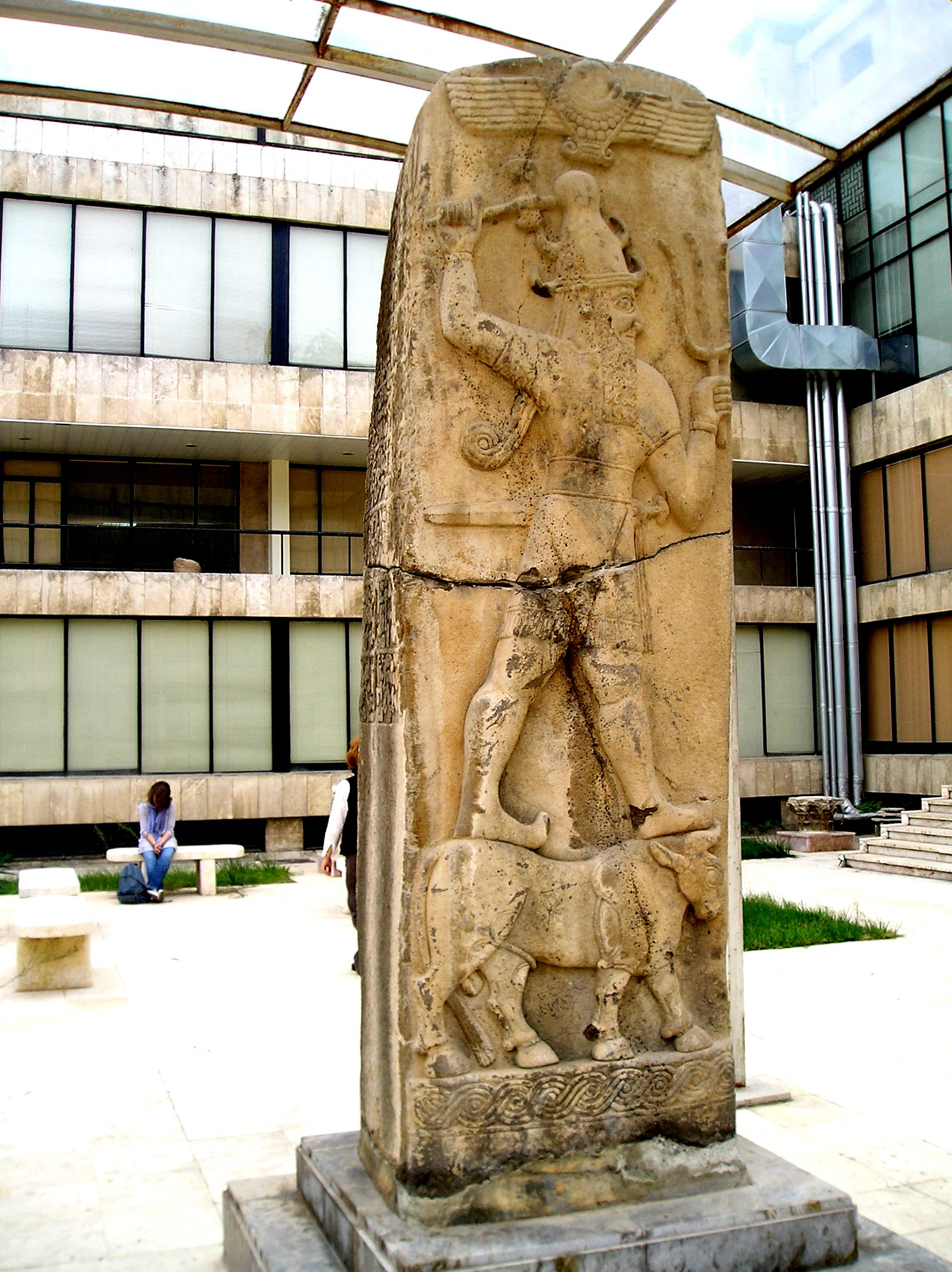
Stèle du dieu de l'Orage sous son aspect hittite-louvite, Tell Ahmar. Musée national d'Alep.
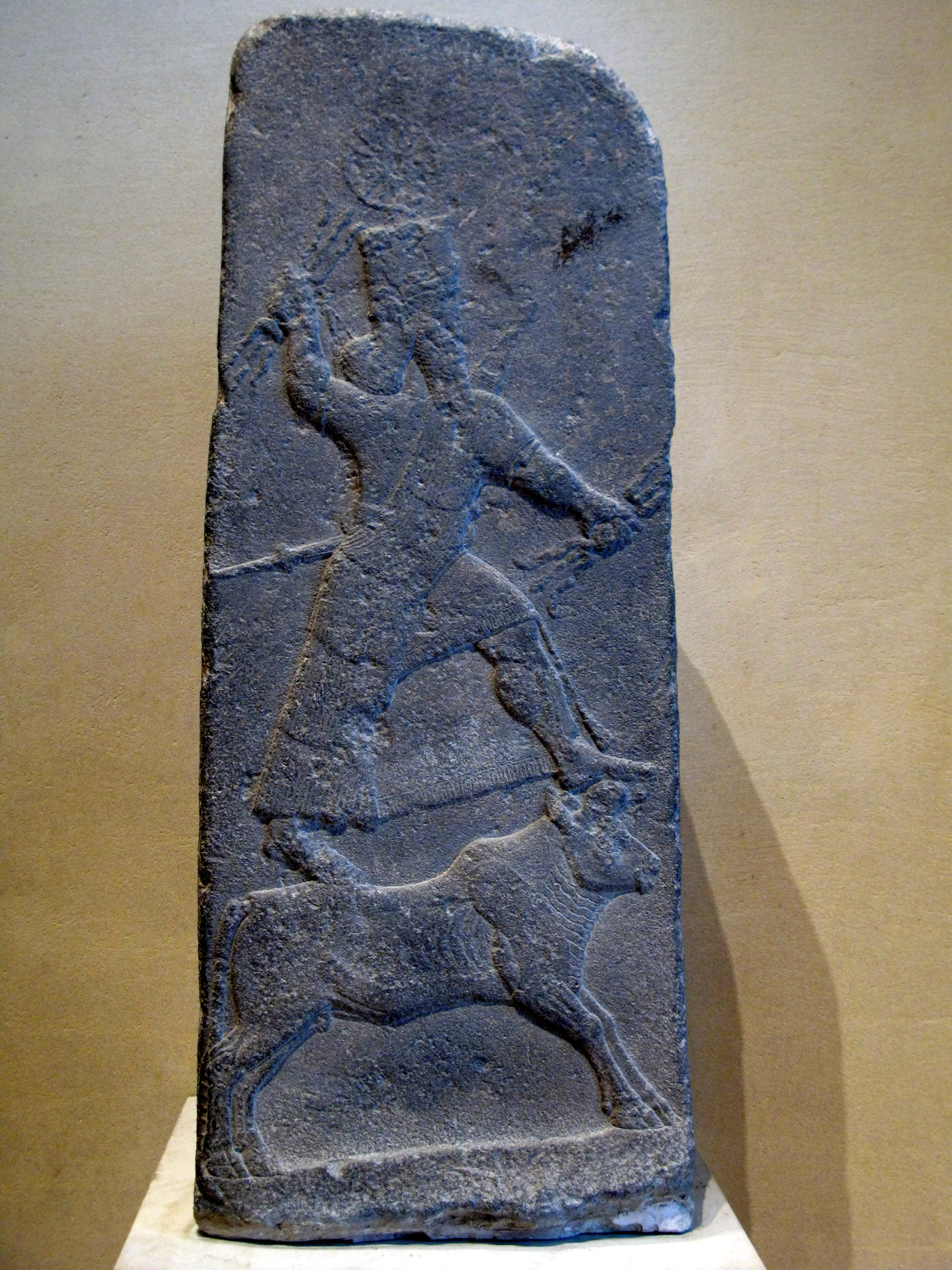
Stèle du dieu de l'Orage sous son aspect assyrien, Arslan Tash. Musée du Louvre.
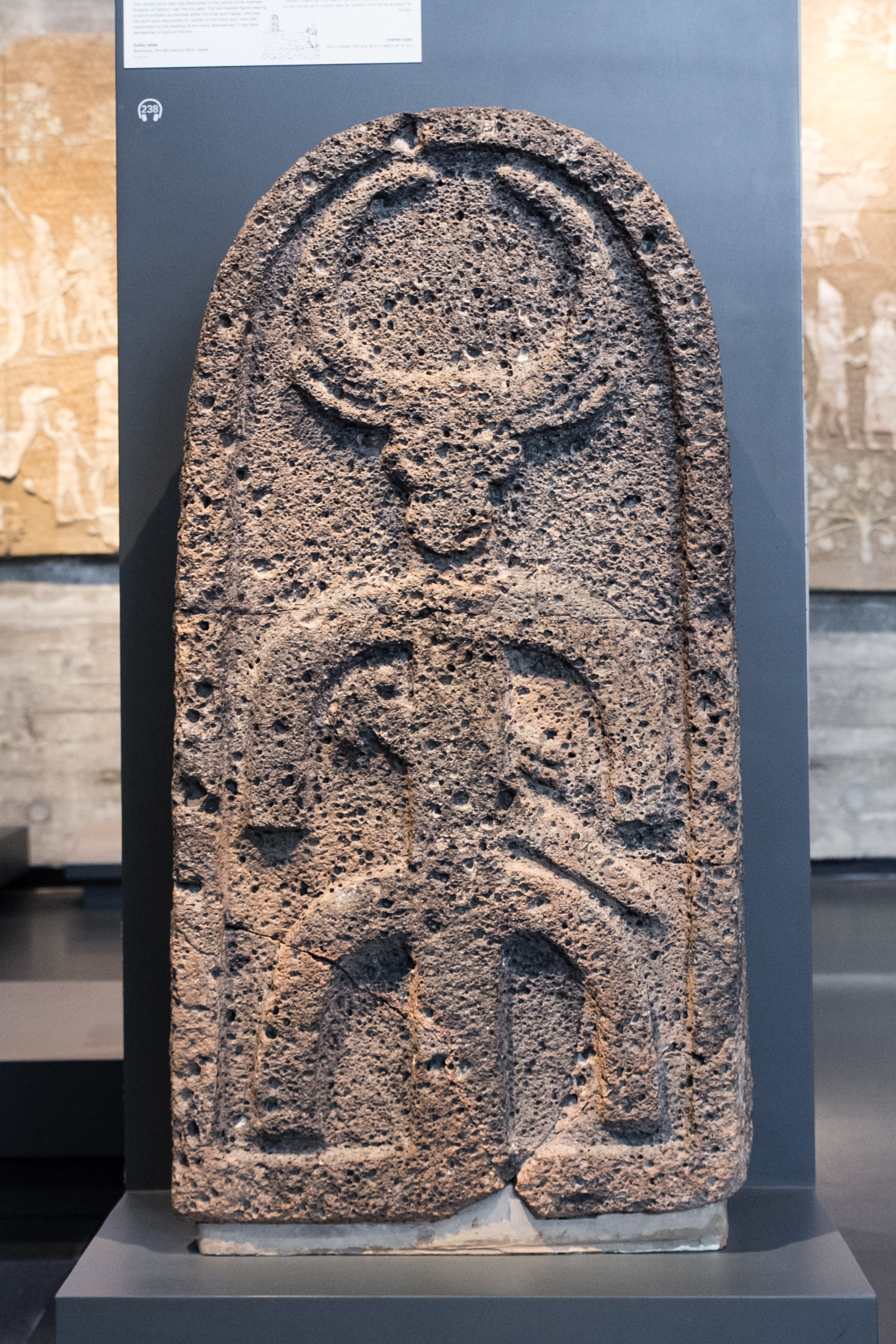
Stèle mise au jour à Bethsaida (Israël) : les cornes symboliseraient le dieu de l'Orage, ou bien le dieu-lune. Musée d'Israël.
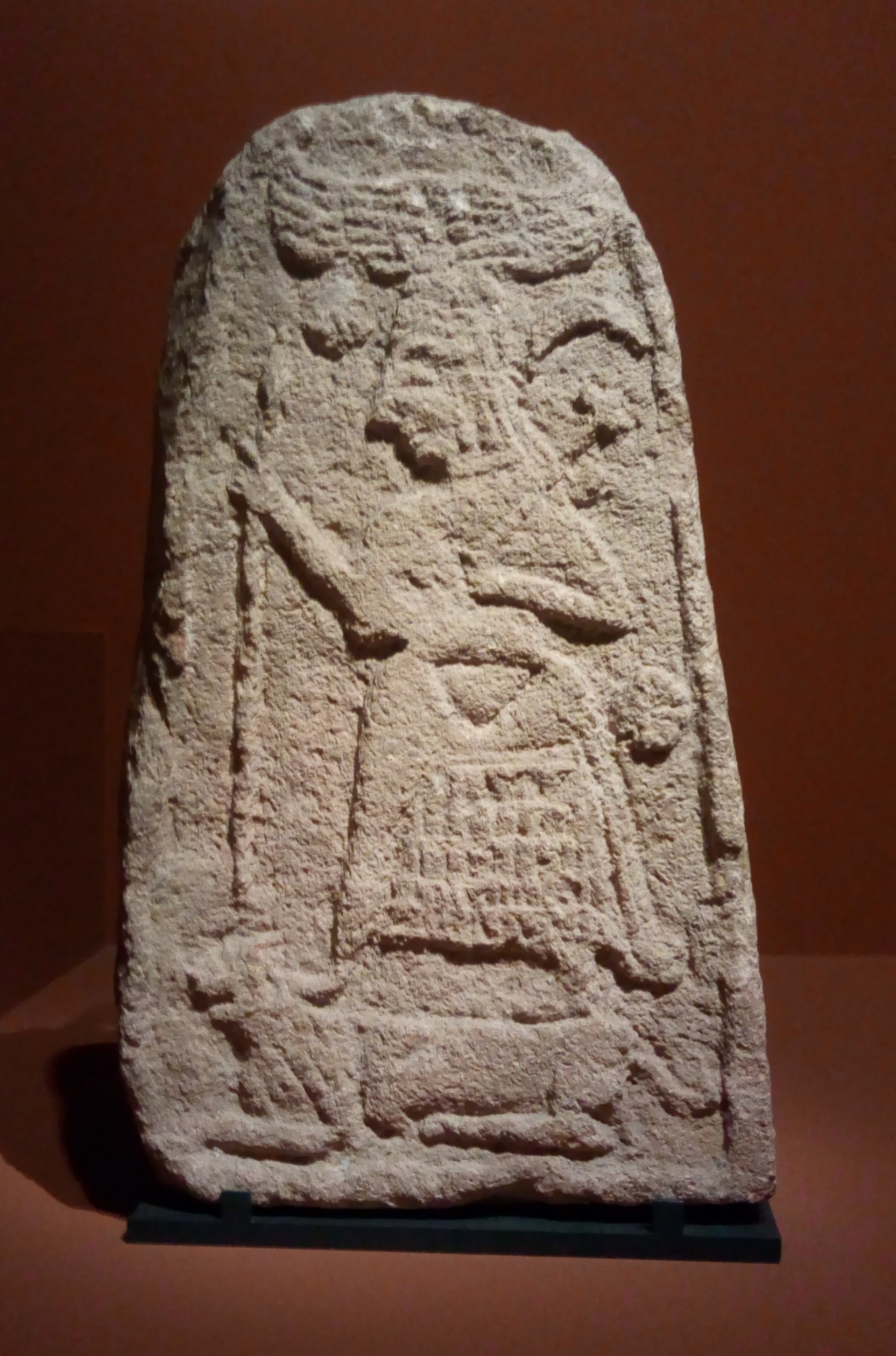
Stèle de déesse. Musée du Louvre.

Pour ce qui concerne les représentations royales, une statue colossale de 2,50 mètres de haut provenant de Zincirli représente un homme à la coiffure en forme de couronne, vêtu d'une tunique, une épée à la ceinture, et un sceptre (brisé) à la main ; la base de la statue est sculptée de lions flanquant une figure masculine. Elle devait servir pour un culte ancestral. Une autre statue funéraire colossale d'un roi de Sam'al, Panamuwa II, a été mise au jour à Tahtalı Pınar, dans un état fragmentaire. Une statue de style similaire provient de Ain al-Arab près d'Arslan Tash. La statue portant une inscription bilingue mise au jour à Tell Fekheriye, représentant le roi-gouverneur Haddayis'i, relève du style assyrien, avec le roi représentant les mains jointes au niveau de la poitrine. Sur les stèles, les rois sont généralement représentés de profil, portant un sceptre symbolisant leur fonction.

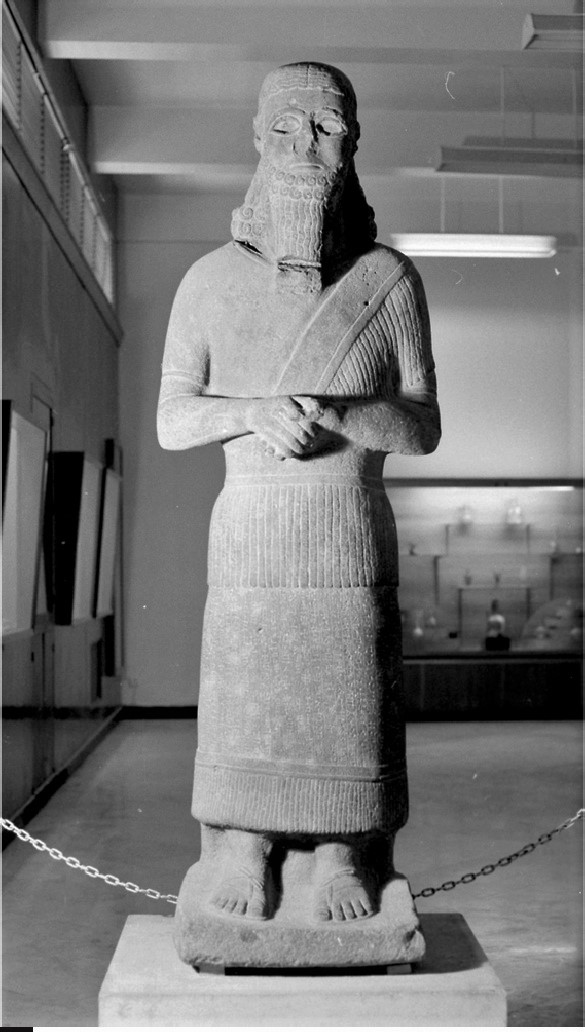
Statue de Haddayis'i provenant de Tell Fekheriye. Musée national de Damas.
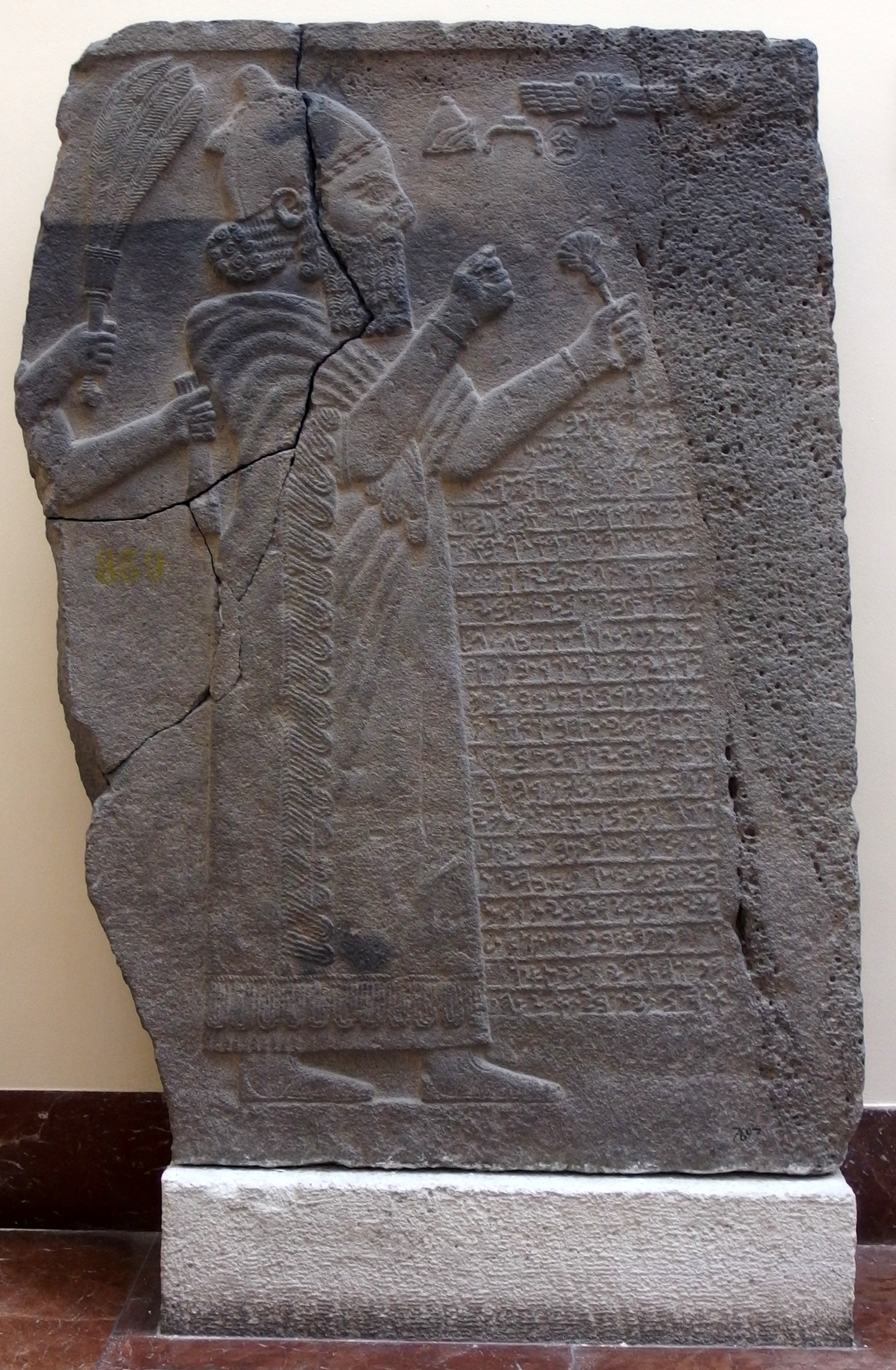
Stèle de Bar-rakkab de Sam'al. Musée d'archéologie d'Istanbul.

Les stèles funéraires sont une forme d'art qui se retrouve dans tout l'espace araméen et néo-hittite, servant comme vu plus haut dans le culte ancestral. Elles représentent un défunt ou une défunte, parfois un couple, devant une table sur laquelle est disposée de la nourriture et une coupe pour la boisson, représentant le banquet funéraire.
Pour ce qui concerne l'art des sceaux, la glyptique, sous la forme de cachets plutôt que de sceaux-cylindres. Là encore pas de possibilité de définir clairement un art araméen distinct de celui des pays néo-hittites du point de vue de l'iconographie, même si les sceaux inscrits en araméen permettent d'opérer une distinction (certes pas complètement fiable puisque le nom d'une personne n'indique pas forcément son identité son ethnique ou culturelle). Du reste cet art est très marqué par l'influence mésopotamienne, privilégiant les représentations de personnes en posture de prière, devant une divinité et/ou des symboles divins ; ici le dieu-lune est plus représenté (y compris sous forme humaine) que le dieu de l'Orage, et le disque solaire ailé apparaît souvent. Un autre motif répandu est le lion rugissant, similaire à celui qui se retrouve dans la sculpture sur pierre.
Les artisans de la Syrie de l'âge du fer ont développé une grande maîtrise dans le travail de l'ivoire, généralement sous la forme de plaques gravées intégrées à l'origine dans des éléments de mobilier, aussi des palettes à fards et boîtes servant pour la conservation des cosmétiques. Cet art est documenté en grande quantité à Arslan Tash et Nimroud, dans les palais assyriens où ces objets avaient été rassemblés, sans doute pour beaucoup à la suite de versements de tribut ou de pillages, même si des artisans ont pu travailler directement pour le compte du pouvoir assyrien. En tout cas cela indique la valeur qu'on ces réalisations aux yeux de l'élite assyrienne. D'autres proviennent de sites araméens, en moindre quantité, par exemple Zincirli. On distingue classiquement trois styles parmi les ivoires provenant des sites assyriens : un style phénicien, très marqué par l'influence égyptienne, un style nord-syrien et un style intermédiaire (ou syrien méridional), ces deux derniers styles étant ceux des pays araméens. Selon I. Winter les deux principaux centres de productions étaient Zincirli/Sam'al (pour le style nord) et Damas (pour le style intermédiaire). Pour s'en tenir aux caractéristiques générales, « les gravures sur ivoire du nord de la Syrie sont généralement caractérisées par la frontalité, les visages ovales larges et l'utilisation plus complète de l'espace, tandis que le style sud-syrien ou « intermédiaire » combine ces caractéristiques avec les éléments égyptiens, l'attention aux détails et la grande compétence technique (par exemple, le cloisonné) des ivoires phéniciens. Le groupe sud syrien, en particulier, documente de manière vivante la perméabilité des frontières stylistiques dans la diffusion de l'art de l'ivoire. » (D. Bonatz). Des sous-groupes existent parmi ces deux ensembles, nouvelle indication de la fragmentation et de la diversité culturelles araméennes. Le répertoire est très varié, comprenant des représentations d'animaux réels et humains, de personnages.

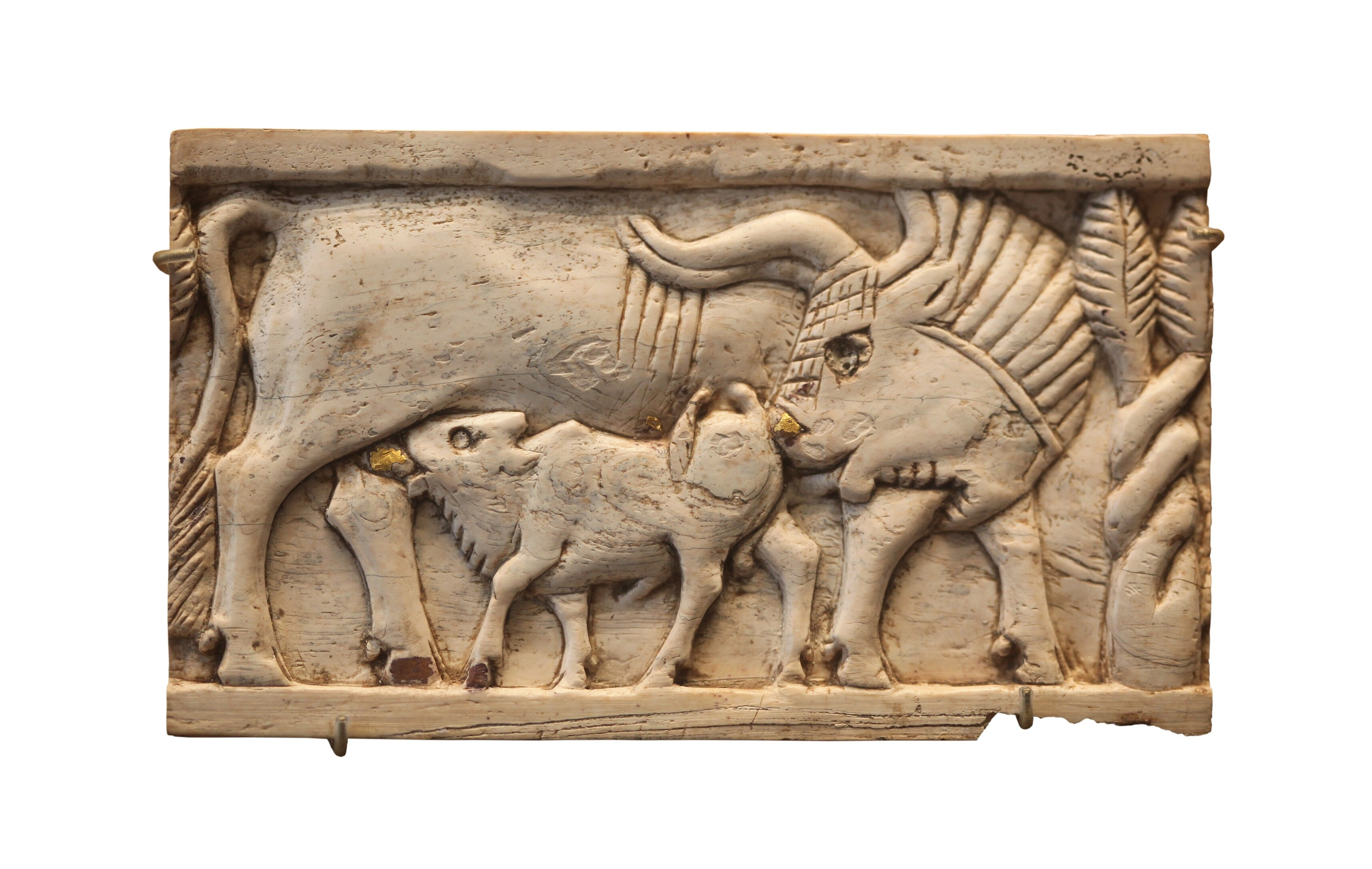
Vache allaitant un veau. Arslan Tash, musée du Louvre.
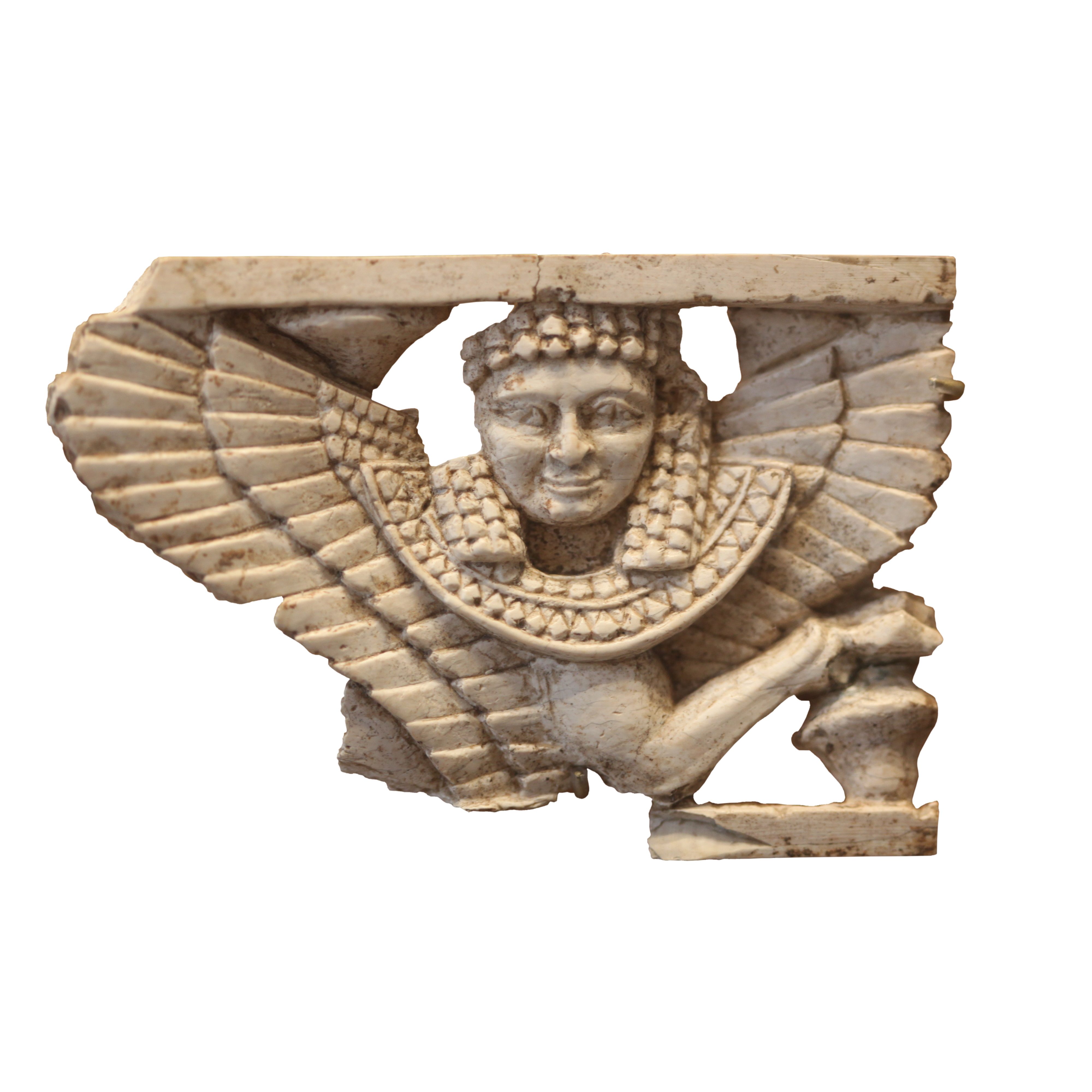
Sphinx aux ailes déployées. Arslan Tash, musée du Louvre.
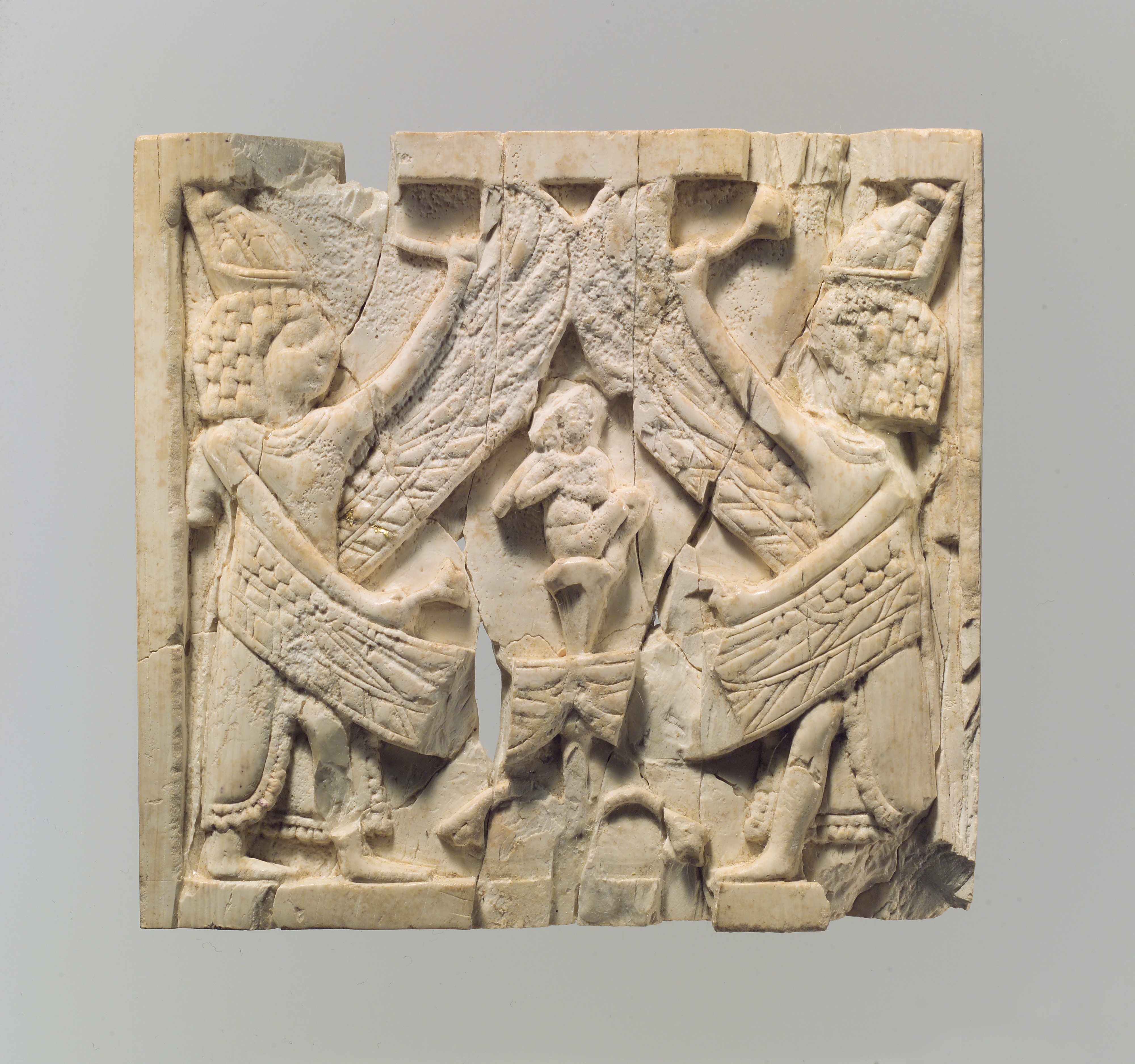
Deux personnages ailés encadrant un enfant dans un lotus. Arslan Tash, Metropolitan Museum of Art.
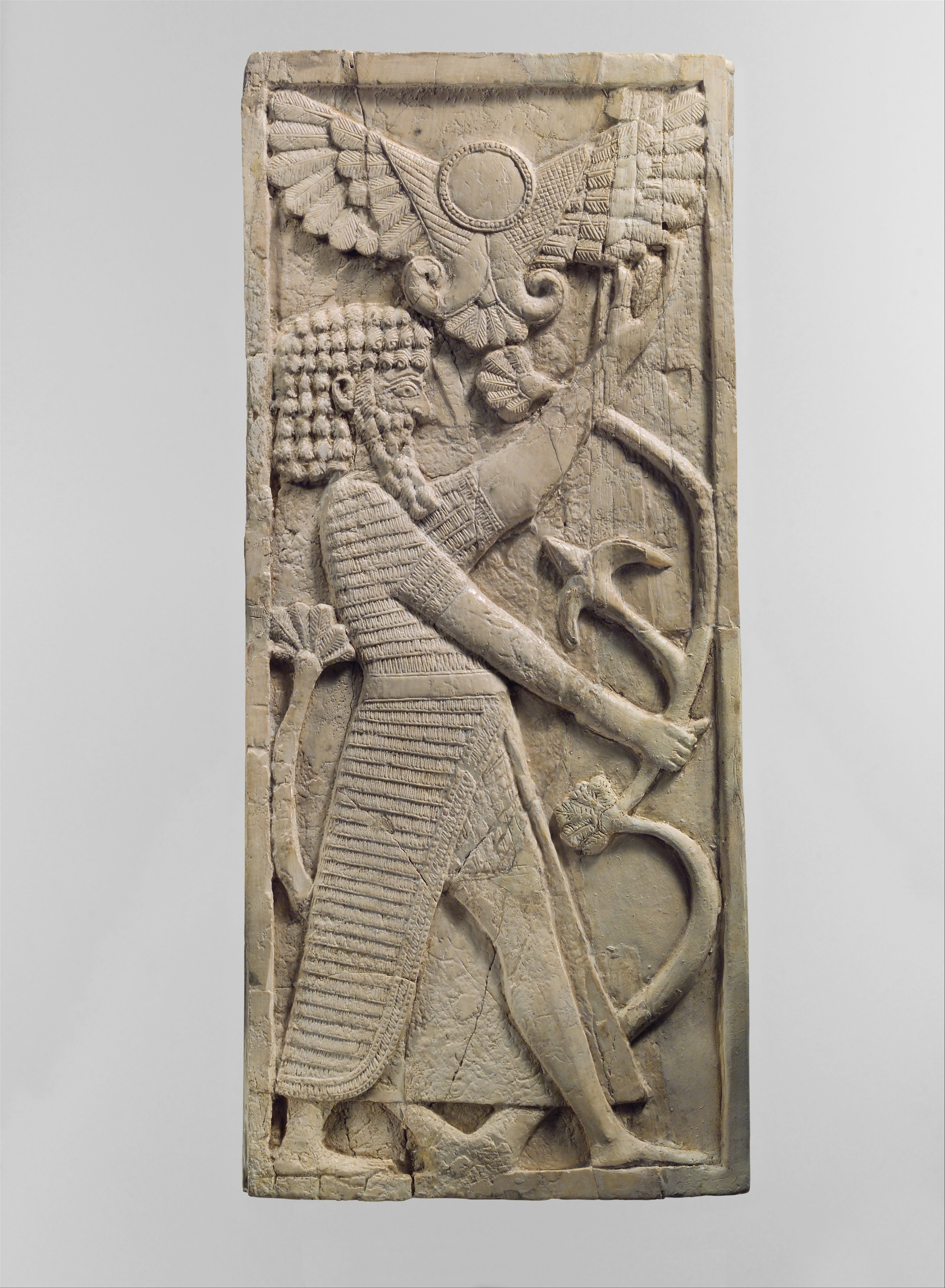
Personnage masculin attrapant un arbuste, sous un disque solaire ailé. Nimroud, Metropolitan Museum of Art.
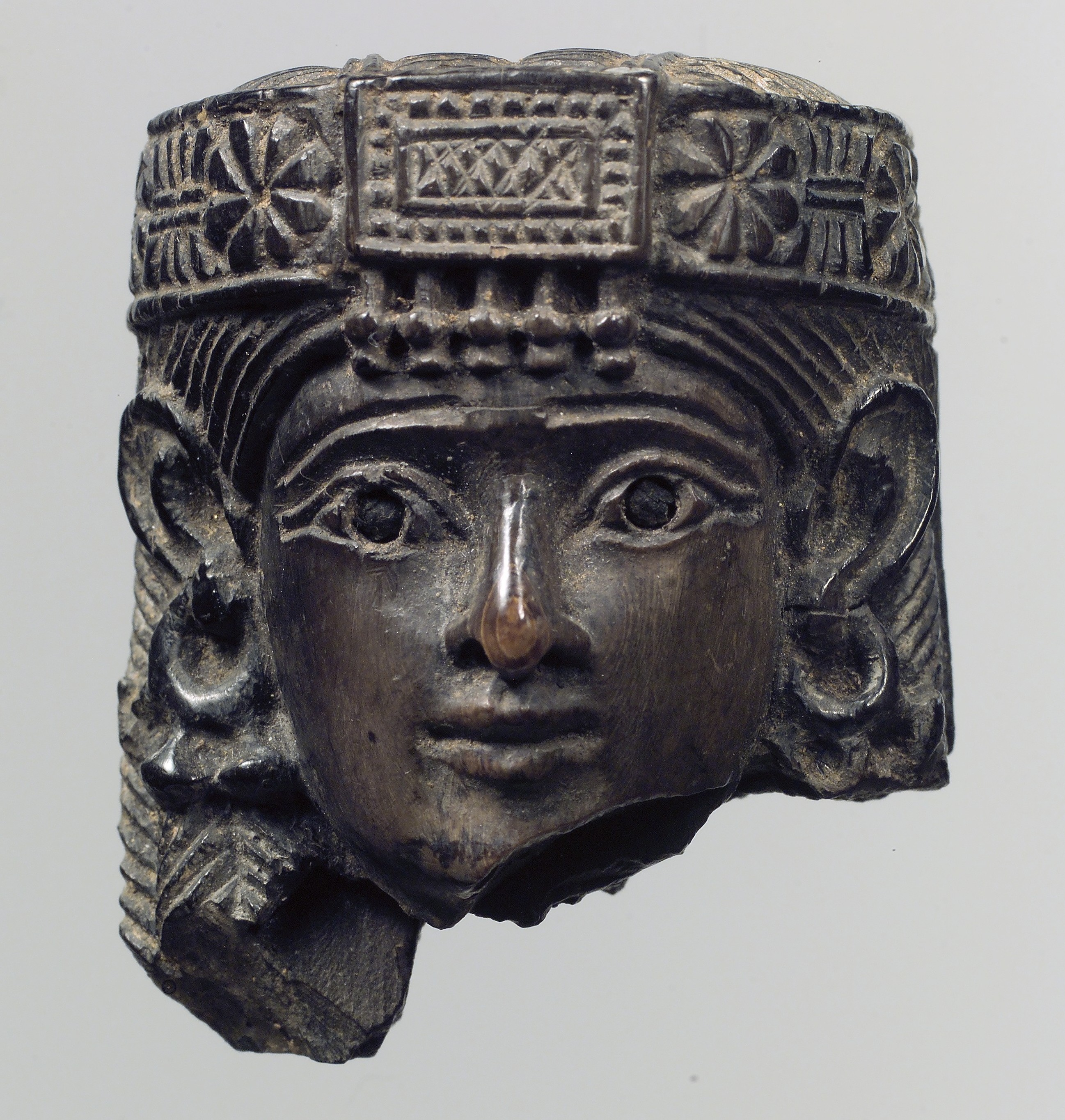
Tête de femme. Nimroud, Metropolitan Museum of Art.
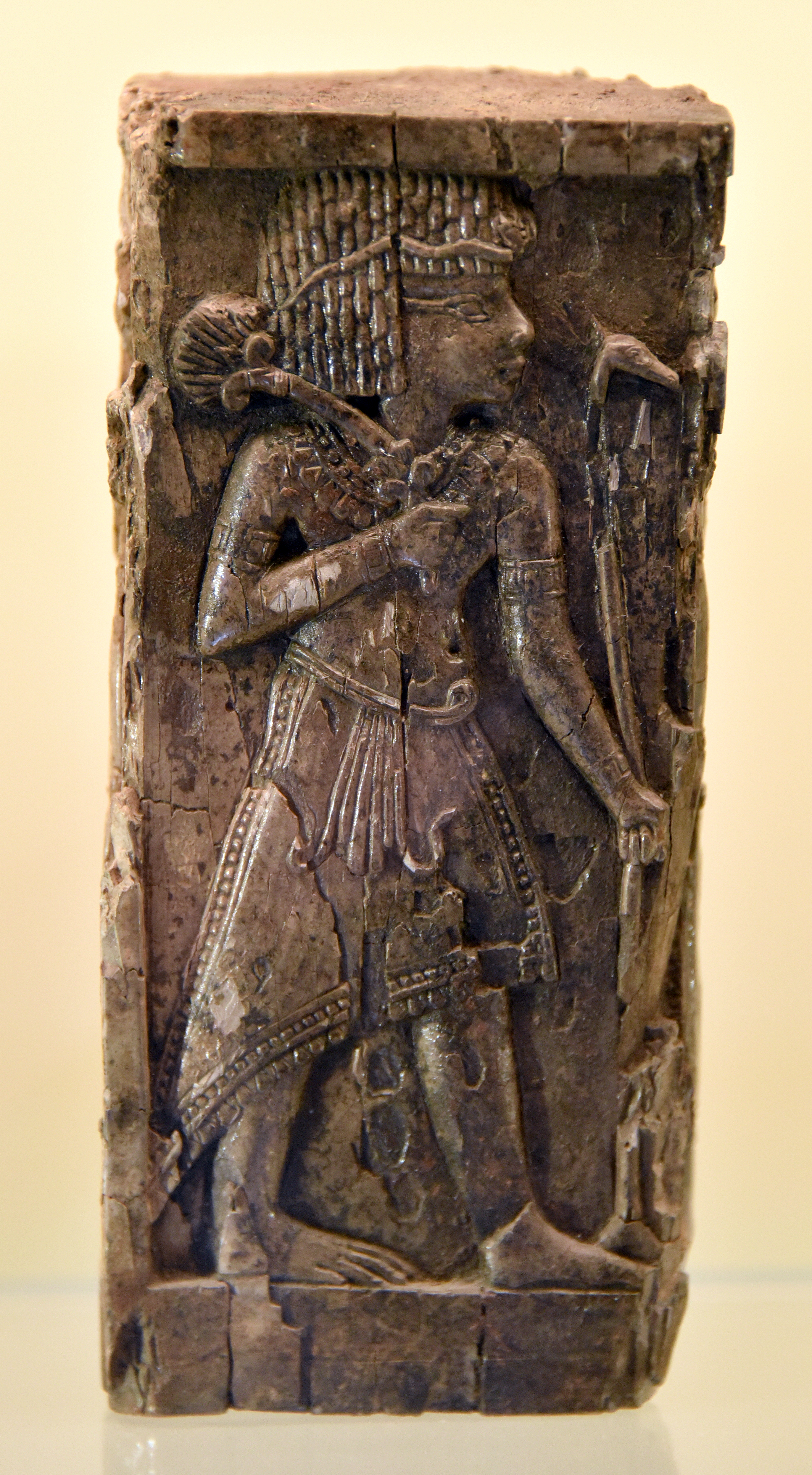
Ivoire au style égyptisanisant. Zincirli, Pergamon Museum.

L'art des pays araméens était aussi caractérisé par une grande maîtrise de la métallurgie, avec une production de vaisselle, ornements équestres et plaques décorées dont la qualité était reconnue. Mais le métal étant refondu à la suite des pillages et échanges, il n'en reste quasiment plus rien. Des bols gravés mis au jour à Nimroud semblent attribuables à des ateliers syriens, parce qu'ils rappellent les styles des ivoires. Zincirli a livré divers objets en bronze qui semblent indiquer que c'était aussi un important centre d'artisanat métallurgique : un chaudron, un sarcophage, des têtes de masses d'armes, une œillère pour cheval avec un sphinx léonin, des ornements de chars sculptés, des plaques représentant des scènes cultures, et des feuilles d'argent à décor estampé représentant des sphinx et lions. Des objets similaires pouvant provenir de Syrie ont été mis au jour en Grèce dans des trésors de sanctuaires (comme l'Héraion de Samos)

## Araméens et Assyriens

### L'expansion assyrienne en Syrie

Carte des différentes phases d'expansion de l'empire néo-assyrien.

À partir des règnes d'Assur-dan II (934-912 av. J.-C.), Adad-nerari II (911-891 av. J.-C.) et Tukulti-Ninurta II (890-884 av. J.-C.), les Araméens font face au retour des Assyriens, qui entament un processus de reconquête de la Djézireh, puisque suivant leur conception politique les territoires à l'est de l'Euphrate étaient leurs possessions légitimes (ou plus exactement celles de leur grand dieu Assur). 
Les relations militaires entre Assyriens et Araméens sont documentées par les inscriptions royales assyriennes et les représentations de campagnes militaires figurant sur les murs et les portes des palais assyriens (Nimroud, Balawat, Khorsabad). Le point de vue des rois araméens n'apparaît pas dans la documentation, puisque leurs inscriptions royales sont quasiment muettes sur leurs relations avec l'Assyrie ; ce constat vaut du reste pour les royaumes néo-hittites. 
La reconquête assyrienne passe par la mise en place progressive d'une pratique de campagnes militaires répétées, visant à affaiblir peu à peu les ennemis araméens qui sont assiégés dans leurs villes fortifiées (qui généralement tiennent) et voient leurs campagnes ravagées. L'ennemi acculé est finalement forcé à se soumettre, en payant un tribut à l'Assyrie. Ainsi le Tur-Abdin et Nasibina sont conquises en premier, puis le Bit Zamani dont la capitale Amidu est prise en 885 : la partie orientale de la Djézireh est alors sous contrôle assyrien. Tukulti-Ninurta II effectue également une tournée dans le Moyen-Euphrate où il fait reconnaître son autorité à plusieurs pays où se trouvaient des entités araméennes (Suhu, Hindanu). La première phase de l'expansion assyrienne coïncide en tout cas avec celle du processus de ré-urbanisation de la Syrie et de formation de nouvelles entités politiques araméennes, qui serait initié en gros à cette période ; du reste il est envisageable que la reconquête assyrienne, au-delà de ses aspects militaires, ait eu un impact culturel jouant un rôle incitatif dans ces évolutions. 
La pression s'accentue sous le règne d'Assurnasirpal II (883-859 av. J.-C.) qui mène plusieurs campagnes qui le portent plus à l'ouest. Il découvre les régions syriennes les plus riches dont il perçoit alors la prospérité et la gain que peuvent lui apporter les pillages et tributs obtenus dans cette région. Ses inscriptions et les bas-reliefs de son palais de Nimroud relatent ses nombreuses campagnes, avec nombre de détails, notamment sur les destructions et supplices infligés aux vaincus, qu'il met au service d'une politique de terreur. Il intervient vers 877 dans la région de Laqê, Suhu et Hindanu sur le Moyen-Euphrate, déjà soumis par son prédécesseur, mais qui avaient rejeté son autorité. Ces pays avaient manifestement reçu le soutien du principal royaume araméen de la région de la boucle de l'Euphrate, Bit Adini dirigé par Ahunu, qui est donc l'objet d'une campagne punitive vers 870 :

« Le vingtième jour du mois de Sivan (I), je quittai Kalkhu. Après avoir franchi le Tigre je me dirigeai vers le pays de Bit Adini (et) approchai la ville de Kaprabu, leur ville fortifiée. La ville était solidement fortifiée ; elle flottait telle un nuage dans le ciel. Les gens, confiants en leurs nombreuses troupes, ne descendirent pas (et) ne se soumirent pas à moi. Par l'ordre du dieu Assur, le grand seigneur, mon seigneur, et les insignes divins qui me précédaient, j'assiégeai la ville (et) la conquis grâce à des tunnels, des béliers (et) tours de siège. Je massacrai un grand nombre d'entre eux, je tuai 800 de leurs gens d'armes (et) leur pris des prisonniers (et) biens. J'emportai 2 500 de leurs troupes (et) les établis à Kalkhu. Je rasai, détruisis, brûlai (et) consumai la ville. (Ainsi) j'imposai le respect de la splendeur du dieu Assur, mon seigneur, sur Bit Adini.

À ce moment je reçus le tribut d'Ahunu, homme de Bit Adini (et) de Habinu, homme de la ville de Til-abni, de l'argent, de l'or, de l'étain, du bronze, des étoffes en lin multicolore, des bûches de cèdre, trésor de son palais. Je leur pris des otages (et) leur montrai de la miséricorde. »

— Une campagne contre le royaume araméen Bit Adini, d'après les Annales d'Assurnasirpal II.
Bit Bahiani dans la région du Khabur est la victime suivante d'Assurnasirpal, et lui verse à son tour un lourd tribut, puis c'est à nouveau le tour de Bit Adini où Ahunu se soumet à nouveau. Puis après cela la menace se déplace de l'autre côté de l'Euphrate, les royaumes néo-hittites de Karkemish et Unqi/Pattina, puis Hamath/Lu'ash se confrontant pour la première fois aux armées assyriennes.

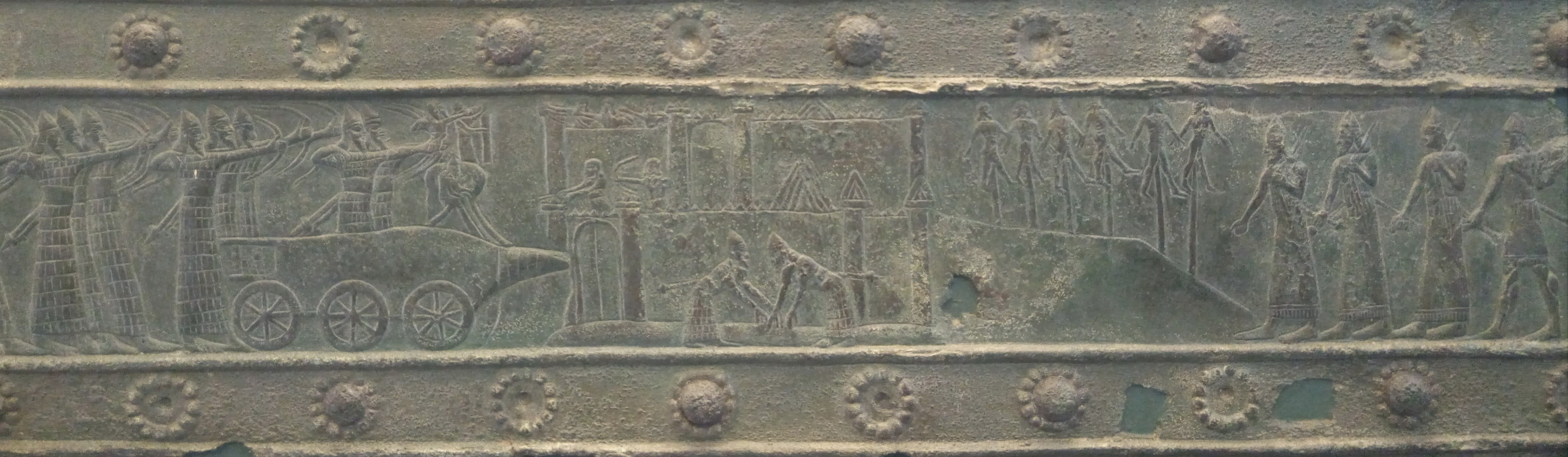
Détail des portes de Balawat : troupes assyriennes prenant une ville en Syrie du nord, sous le règne de Salmanazar III. British Museum.

La puissance d'Ahunu reste importante, puisqu'il monte une coalition contre le roi assyrien suivant, Salmanazar III (858-824 av. J.-C.), qui doit également croiser le fer avec Sam'al, Karkemish, Que et Unqi qui apportent leur appui au roi de Bit Adini. Ce dernière résiste aux assauts répétés des Assyriens, entre 856 et 853, année de sa défaite. Sa capitale Til Barsip est prise, rebaptisée Kâr-Salmanazar (« Fort Salmanazar »), placée à la tête de la province constituée par les Assyriens pour contrôler la région, et sert de tête de pont à leur expansion vers la Syrie occidentale. Le Moyen Euphrate est tombé entre les mains des Assyriens. Il faut encore une campagne pour capturer Ahunu qui avait fui sa capitale, et l'emmener captif en Assyrie. Plusieurs rois de Syrie (Karkemish, Kummuhu, Bit Agusi, Sam'al, Unqi) rendent alors hommage au roi assyrien. Ensuite le royaume de Hamath, dirigé par Irhuleni, subit l'assaut des Assyriens qui s'emparent de plusieurs villes (victoires qui apparaissent sur les bas-reliefs en bronze des portes de Balawat) mais ne peuvent atteindre la capitale. Pleinement conscient du danger qui pèse sur lui, Irhuleni se tourne vers Adad-Idri de Damas, qui prend la tête d'une puissance coalition de rois araméens et néo-hittites, mais aussi phéniciens, et Israël. En 845, la grande confrontation entre l'Assyrie et ses adversaires araméens et néo-hittites se déroule à Qarqar. Les Assyriens sortent apparemment victorieux, mais ne parviennent pas à s'emparer de leurs ennemis, qui sont prêts pour de nouveaux affrontements. Salmanazar revient dans la région après plusieurs campagnes en Babylonie, et règle ses comptes avec un de ceux ayant rejeté son autorité, Arame du Bit Agusi, dont il prend et rase la capitale Arne, mais qui parvient à fuir et déplace sa capitale à Arpad. Karkemish est également la cible des attaques assyriennes. Les rois syro-levantins réactivent alors leur coalition, qui seraient à nouveau battues par les troupes assyriennes (selon les dires de Salmanazar), mais encore une fois sans éliminer leurs antagonistes. Un troisième affrontement a lieu vers 848 contre la coalition dirigée par Hamath et Damas, à nouveau battue, mais là encore de façon non-décisive. La quatrième confrontation, vers 845, est la dernière entre Salmanazar et ses deux rivaux Irhuleni et Adad-Idri, une nouvelle défaite des seconds. Adad-Idri s'éteint dans les années qui suivent, renversé à Damas par Hazael, et la coalition se dissout, sans doute parce qu'Irhuleni refuse d'appuyer l'assassin de son allié de longue date, alors qu'il se pose lui aussi en rempart contre l'Assyrie. En tout cas Hazael affronte seul les troupes assyriennes en 841, qui le défont et assiègent sa capitale, sans succès. Malgré ce début difficile, le règne de Hazael dure encore quatre décennies, durant lesquelles il étend son royaume. Après cela l'Assyrie porte ses efforts vers l'Anatolie et la situation bouge peu en Syrie centrale. Il faut attendre au plus tôt 833 pour qu'Arame du Bit Agusi présente sa soumission à l'Assyrie, permettant à Salmanazar d'établir une forteresse assyrienne sur son territoire, à Muru.

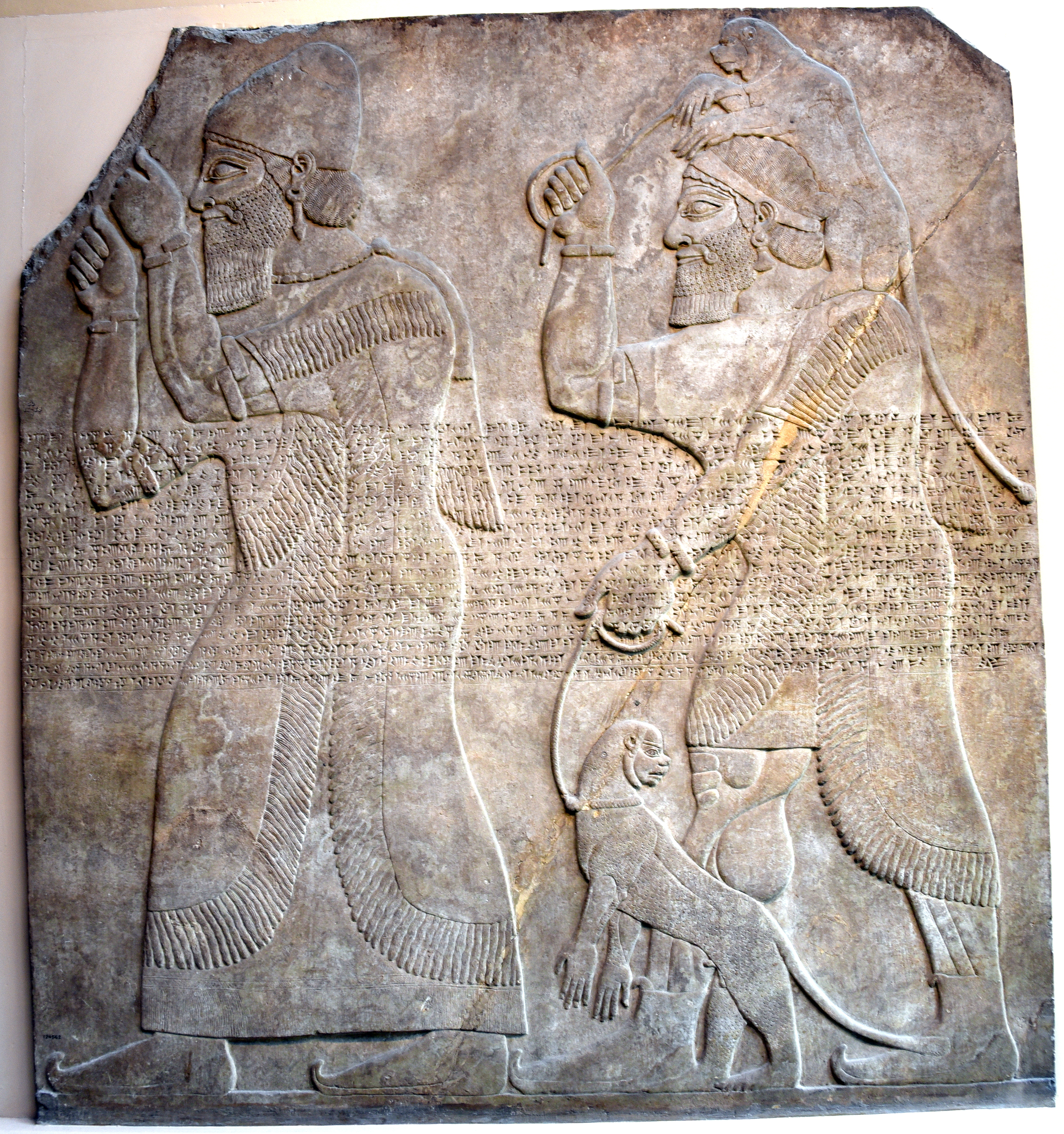
Porteurs de tribut de Syrie du nord et de Phénicie, bas-relief du palais d'Assurnasirpal II à Nimroud. British Museum.

Au sortir de la dernière campagne en Syrie occidentale de Salmanazar, en 831 ou 829 contre Unqi, si la région est loin d'être acquise à la domination assyrienne, la boucle de l'Euphrate (l'ancien Bit Adini) et les territoires à l'ouest jusqu'à la Méditerranée sont bien tenus. Des provinces et forteresses assyriennes y ont été installées ; ainsi Ana-Assur-uter-asbat, au destin lié à la domination assyrienne : fondation du temps des campagnes occidentales de Tiglath-Phalazar Ier (v. 1100), elle avait été prise par les Araméens (quelque part autour de 1000) puis incorporée dans le Bit Adini, qui lui avaient donné le nom de Pitru ; Salmanazar la prend quand il annexe ce royaume, lui restitue son ancien nom, et y installe des colons assyriens ; il y réside un temps et y perçoit le tribut des royaumes de Syrie occidentale. 

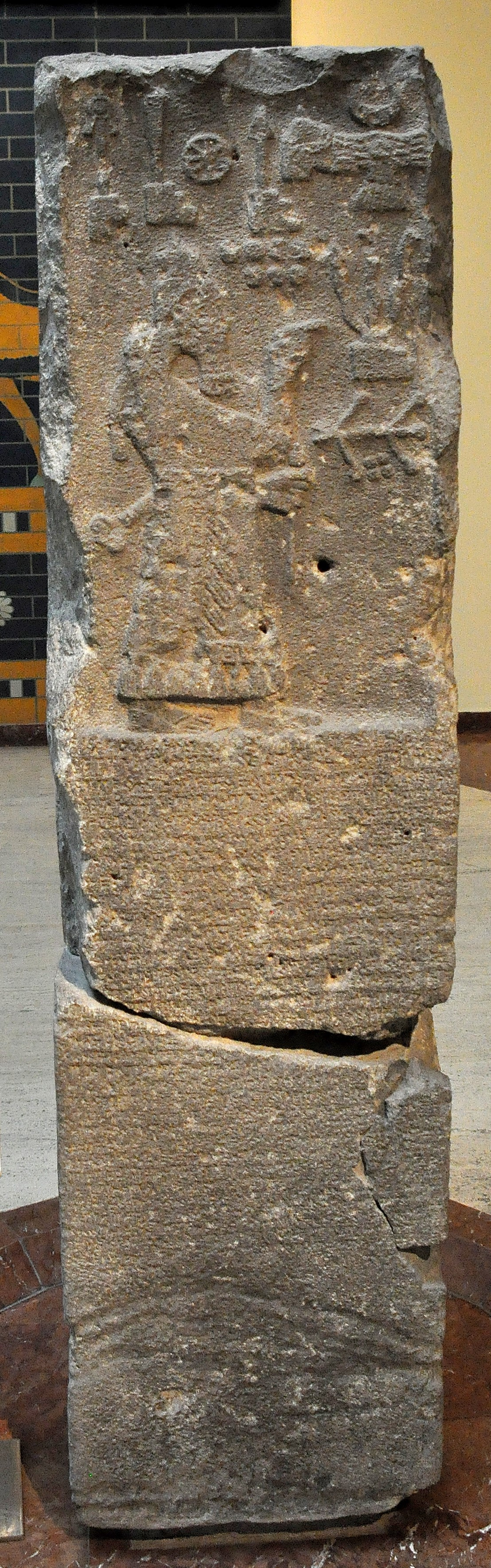
Stèle du gouverneur assyrien Nergal-eresh. Musée de l'Orient ancien d'Istanbul.

Après le règne de Salmanazar, l'expansion assyrienne connaît une phase de pause, en raison de troubles en Assyrie, ce qui se traduit par un arrêt des campagnes en direction de la Syrie pendant un bon quart de siècle. Après cela, le règne d'Adad-nerari III (811-783 av. J.-C.) est marqué par des nouvelles victoires contre Arpad/Bit Agusi (804) et Damas (796). L'émergence et l'expansion du royaume d'Urartu, depuis l'actuelle Arménie, offre pendant un certain temps un contrepoids à l'expansion assyrienne en Anatolie et Syrie du Nord. Dès la fin du règne de Salmanazar les magnats assyriens prennent une importance croissante, associés à l'exercice et au maintien de l'influence assyrienne dans les territoires araméens, peut-être un temps rivaux du pouvoir royal (c'est discuté) : Dayyan-Assur, le grand général de Salmanazar, mène les dernières campagnes dans la région ; le gouverneur Nergal-eresh de la vaste province de Rasappa (entre Sinjar et Habur) conduit la mise en valeur de la région ; Shamshi-ilu, grand général et gouverneur de Til Barsip, est le véritable homme fort de l'Assyrie entre 783 et 747. 
Les Assyriens ont alors déjà constitué depuis longtemps des provinces dans les parties de la Djézireh plus anciennement conquises, généralement dirigées par des gouverneurs assyriens comme Nergal-eresh, mais parfois avec des Araméens à leur tête. Ainsi l'inscription de Tell Fekheriye, bilingue akkadien-araméen, est le fait d'un certain Haddayis'i, qui se proclame (de même que l'était avant lui son père Shamash-nuri) « roi de Guzana » dans la version araméenne et « gouverneur de Guzana » dans la version assyrienne, usant donc d'un double langage. Des personnes portants des noms similaires ayant exercé la fonction de gouverneur de Guzana sont connus dans les sources assyriennes. On sait que Guzana (Tell Halaf) devient le siège d'une province assyrienne avant 866 av. J.-C., et l'inscription est manifestement postérieure à cela : faut-il alors considérer que les personnes à la tête de la province soient les membres de l'ancienne dynastie régnante d'extraction araméenne ? En tout cas cela n'empêche pas Guzana de se rebeller en 808 av. J.-C. qui met sans doute fin à cette situation. Une autre dynastie de « gouverneurs » au nom de l'Assyrie qui disposent en fait d'une autonomie forte voire de velléités d'indépendance est celle du pays de Suhu et de Mari, sur le Moyen-Euphrate, à l'intersection des mondes babylonien, assyrien et araméen, identifiée notamment par les fouilles effectuées dans sa place forte, Anat ; elle connaît son apogée dans le premier tiers du VIIIe siècle av. J.-C., avant d'être à son tour réduite. 
Les rois araméens sont soumis aux alternatives proposées à ceux vers qui se dirigent les appétits de domination de la puissance expansionniste, présentées lors des « tournées » militaires assyriennes. Ceux qui résistent et sont vaincus subissent des châtiments impitoyables, leurs villes pillées et détruites, les soldats et populations massacrés et mutilés, parfois avec une mise en scène macabre (empalements, écorchages, empilement de têtes coupées pour décompter les ennemis tués), ce qui a laissé une réputation détestable aux Assyriens (qui se sont longuement étendus en descriptions de ces actes), une partie de leur population est déportée (généralement en Assyrie). L'ampleur de la répression semble dépendre de l'intérêt économique de la région rebelle, les plus riches subissant moins de dévastations dans une perspective de tributs futurs. Les vassaux soumis et loyaux sont mieux traités, passent un serment (adê) qui leur garantit un appui de l'Assyrie en cas de besoin. Ils doivent présenter leur hommage au roi d'Assyrie et au dieu national Assur verser un tribut annuel, consistant généralement en des biens de luxe ou stratégiques (métal, bétail), et parfois envoyer des princes en otage en Assyrie.
En tant que suzerain, l'Assyrie intervient également pour régler les affaires opposant les royaumes syriens entre eux : une stèle mise au jour à Antakya rapporte un traité de paix réglant un litige frontalier entre Hamath, alors dirigé par Zakkur, et Bit Agusi, alors dirigé par Atar-shumki, énoncé par le duo dirigeant alors l'Assyrie, Adad-nerari III et Shamshi-ilu. Ceux-ci tiennent sans doute à maintenir un morcellement des forces qui sert leur domination, ce qui est facilité à cette période par les entreprises de Bar-Hadad de Damas qui affronte Bit Agusi et serait à l'initiative du conflit opposant des royaumes syriens coalisés à Hamath qui est rapporté par la stèle de Zakkur. 
Mais les rois syriens vassaux de l'Assyrie poursuivent leurs actes de rébellions contre la puissance dominante : Damas est en 773, Hamath en 772, Bit Agusi en 754, alors que la pression de l'Urartu se fait plus forte dans la région du Haut Euphrate. C'est la campagne de 754 contre Bit Agusi qui entraîne l'affrontement direct entre les deux puissances, où l'Assyrie subit une défaite qui entraîne l'établissement d'un protectorat assyrien sur le nord syrien. Bien que le traité de vassalité conclu par le roi Mati'el du Bit Agusi/Arpad avec l'Assyrie (dont une copie fragmentaire a été retrouvée à Ninive) semble dater de cette période, il le rejette quelques années plus tard et forme une coalition anti-assyrienne.

« Si notre mort n'est pas votre mort, si notre vie n'est pas votre vie, si vous ne cherchez pas à protéger (la vie d')Assur-nerari, de ses fils et de ses grands comme votre propre vie, la vie de vos fils et de vos fonctionnaires, alors qu'Assur, le père des dieux, qui accorde la royauté, transforme votre pays en champs de bataille, vos gens par la dévastation, vos villes en tells et vos maisons en ruines.

Si Mati'el pèche contre ce traité (conclu) avec Assur-nerari, roi d'Assyrie, que Mati'el devienne une prostituée, ses soldats des femmes ; qu'ils reçoivent (un cadeau) sur la place de leur ville comme toute prostituée ; qu'un pays les repousse vers le pays voisin ; que le sexe de Mati'el soit celui d'un mulet, que ses femmes soient très vieilles. Qu'Ishtar, déesse des hommes, dame des femmes, emporte leur arc, les réduise à la honte et les fasse pleurer à chaudes larmes : « Malheur ! nous avons péché contre le traité d'Assur-nerari, roi d'Assyrie ». »

— Malédictions du traité conclu entre Mati'el du Bit Agusi (Arpad) et Assur-nerari V d'Assyrie.

### La fin des royaumes araméens de Syrie

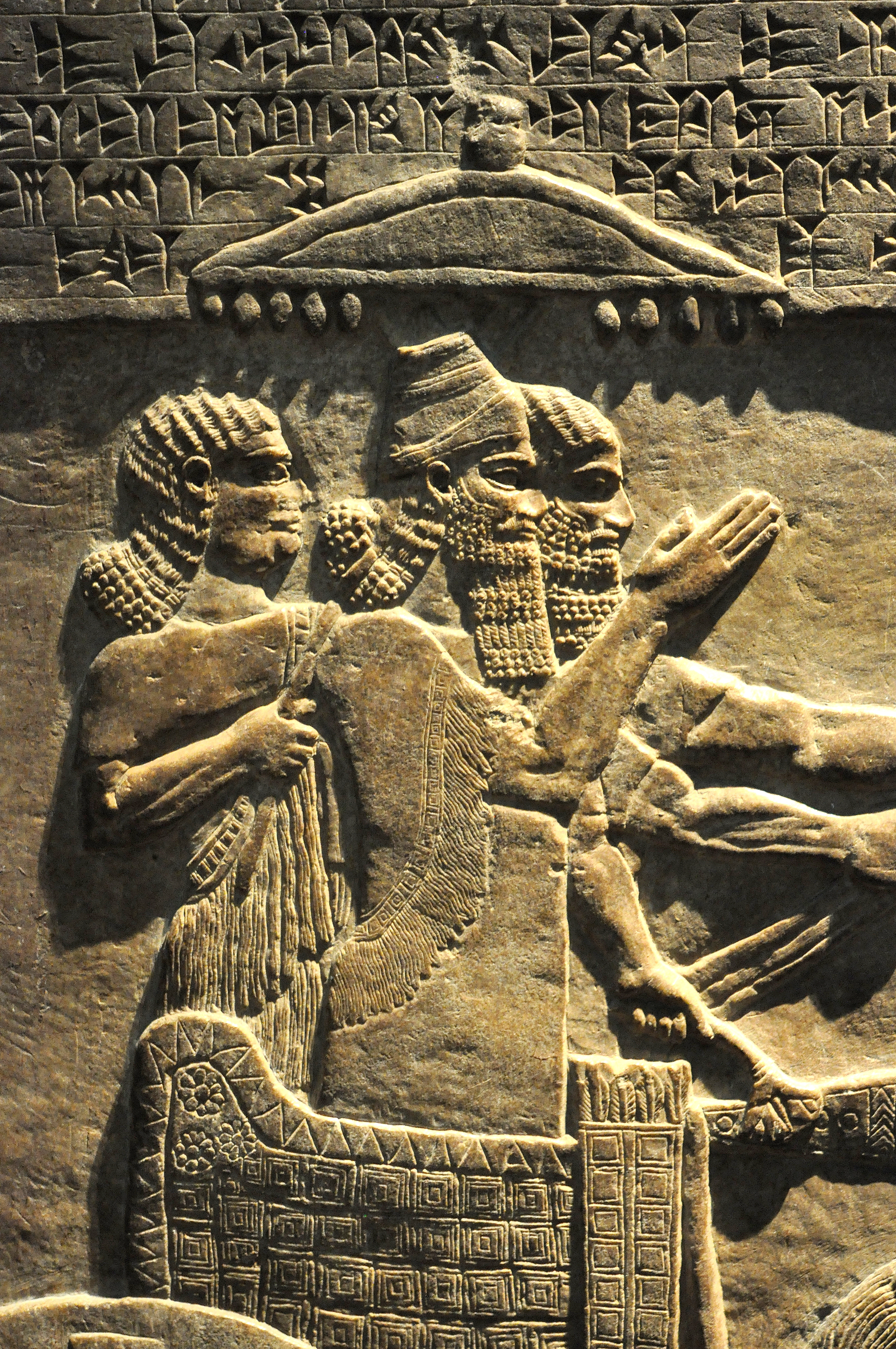
Tiglath-Phalazar III d'après un bas-relief de Nimroud. British Museum.

L'Assyrie reprend l'offensive avec la prise du pouvoir (à la suite d'un coup d'État) par Tiglath-Phalazar III en 746 av. J.-C. Il ne lui faut qu'une poignée d'années pour prendre le dessus face à l'Urartu et faire à nouveau pencher la balance du pouvoir du côté assyrien. Ce roi change d'attitude vis-à-vis de ses adversaires vaincus : au système de prédation de ses prédécesseurs, qui se contentaient de lever un tribut sur leurs adversaires, il substitue un système d'intégration systématique, tout en poursuivant la politique de déportation. Les royaumes vaincus sont progressivement tous annexés à l'empire assyrien, donc convertis en provinces, après élimination de leurs élites et des déplacements de populations substantiels (impliquant des départs comme des arrivées). Les royaumes araméens et néo-hittites qui subsistent jusqu'alors vont peu à peu être détruits et intégrés à l'Assyrie sous le règne de ce roi et de son successeur Sargon II. 
Du côté des royaumes araméens, c'est Bit Agusi (Arpad), dirigé par le belliqueux Mati'el qui s'est soulevé au moment de la prise de pouvoir par Tiglath-Phalazar III, qui est le plus actif dans le dernier acte de résistance à l'Assyrie. En 743 il participe à la coalition de rois anatoliens et syriens levée par l'Urartu contre l'Assyrie, qui échoue. Entre 742 et 740 les troupes de Tiglath-Phalazar III interviennent en Syrie, et annexent Bit Agusi après trois campagnes, après avoir pris ravagé sa capitale Arpad. C'est la première étape  de la politique d'intégration systématique des territoires vaincus à l'Assyrie. En 738 le royaume de Hamath perd plusieurs de ses districts après une nouvelle campagne assyrienne, qui servent à former des provinces assyriennes, mais il préserve son indépendance autour de sa capitale Qarqar. Le royaume de Damas est la victime suivante des entreprises assyriennes : affaibli par ses défaites antérieures, il est annexé après deux campagnes en 733 et 732 (la coalition anti-assyrienne réunissant aussi Tyr, Israël et Ashkelon),.

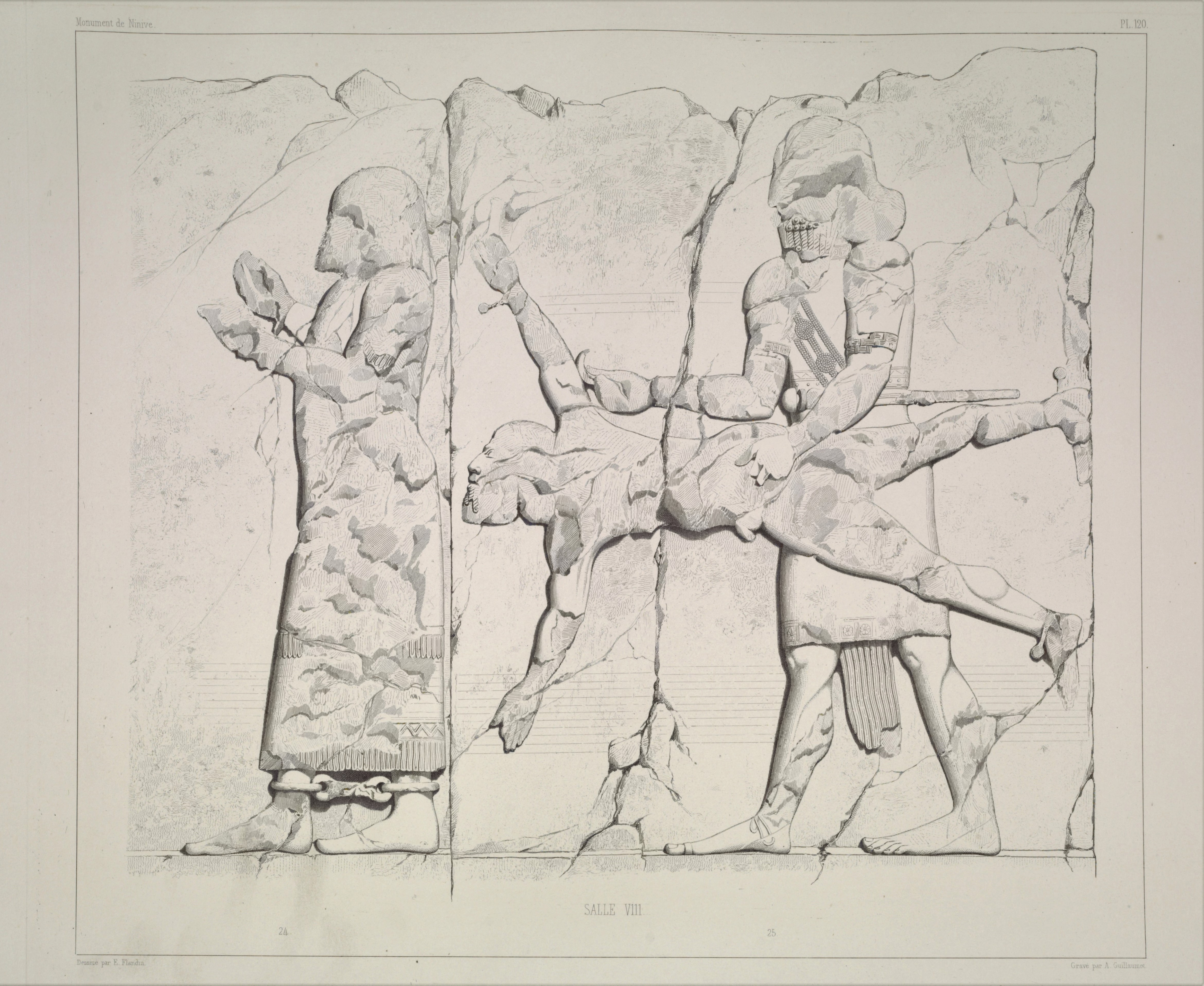
Le roi Ya'ubi'di de Hamath écorché vif après sa défaite. Copie d'un bas-relief du palais de Khorsabad par Eugène Flandin, 1849.

La montée sur le trône de Sargon II se produit après un coup d'État en 722, et c'est l'opportunité saisie pour un nouveau soulèvement syro-levantin sous la conduite de Hamath, qui réunit les nouvelles provinces prises à Hamath et celles de Damas et Arpad (aussi Samarie). Ils sont vaincus, et Hamath est annexée. Le reste de la Syrie et du Levant connaît le même sort dans les années qui suivent ; ainsi les royaumes de Gurgum et Kummuhu, derniers royaumes néo-hittites indépendants, sont respectivement intégrés en 711 et 708. 

« Ya'ubi'di de Hamath, un roturier sans droit au trône, un méchant hittite (syrien), prémédita en son cœur (d'accéder) à la royauté sur le pays de Hamath, souleva contre moi les villes d'Arpad, de Sumur, de Damas et de Samarie, les mit d'accord et prépara le combat. Je mobilisai les massives armées d'Assur, je l'assiégeai, lui et ses combattants, dans Qarqar sa ville favorite (et) je le capturai ; je livrai Qarqar aux flammes ; quant à lui, je le dépouillai de sa peau. Dans les villes elles-mêmes je tuai les coupables et j'imposai un traité de paix. Je levai 200 chars et 600 chevaux de selle chez les gens du pays de Hamath et je (les) adjoignis à mon contingent royal. »

— La fin du royaume de Hamath d'après une inscription de Sargon II.
Sam'al s'est généralement comporté comme un allié de l'Assyrie. Panumuwa (mort en 733) a combattu aux côtés de Tiglath-Phalazar III et a trouvé la mort lors d'une campagne du roi assyrien dans le sud de la Syrie, et selon l'inscription laissée par son fils Bar-Rakkab à Gershin, le roi assyrien en personne prend en charge ses rites funéraires et fait rapatrier son corps dans son royaume. Ce royaume est apparemment annexé sous Sargon II ou sous le règne de son prédécesseur Salmanazar V. On sait qu'on y trouve un gouverneur assyrien en 681 av. J.-C.. Les cités araméennes ne sont pas actives dans les révoltes qui secouent le Levant contre la domination assyrienne à plusieurs reprises durant le VIIe siècle av. J.-C..

### De la confrontation à la fusion

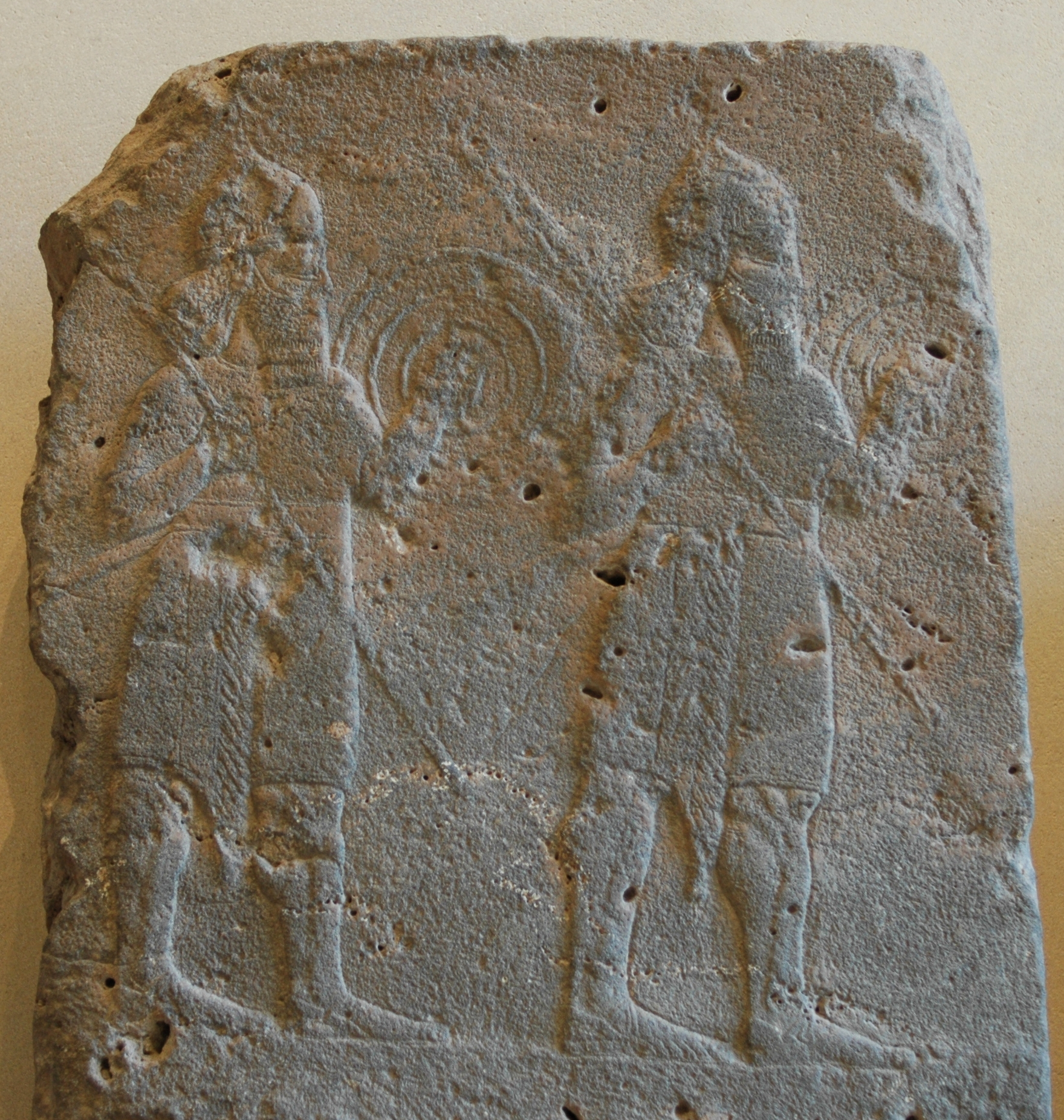
Guerriers assyriens, bas-relief du palais d'Arslan Tash (Hadatu), seconde moitié du Musée du Louvre.

Comme ailleurs la domination assyrienne est un processus qui se présente de façon ambivalente, à la fois sous un aspect destructeur et créateur.
D'un côté, la conquête assyrienne et les destructions qu'elle entraîne stoppe brutalement la phase de croissance urbaine initiée à partir de la Syrie depuis le début du second l'âge du Fer, le développement institutionnel araméen et aussi la culture et les arts dont il soutenait le développement. Sur le terrain, il n'est néanmoins pas évident de faire coïncider les phases de destruction observées sur les sites avec les conquêtes assyriennes, et encore moins de repérer les déportations ; l'adoption de certains types de céramiques assyriens peut néanmoins indiquer le passage sous la coupe de ce royaume. 
Assez rapidement à partir du moment où ils constituent des provinces dans la Djézireh les Assyriens entreprennent de développer certaines des villes araméennes dont ils ont pris possession, dès le VIIIe siècle av. J.-C. Au contact du cœur de l'Assyrie, le gouverneur Nergal-eresh de Rasappa a laissé une stèle à Tell Rimah (Zamahe) où il raconte la fondation de 331 villages, essor de l'habitat confirmé par les prospections. Guzana (Tell Halaf) est reconstruite par son gouverneur Mannu-ki-Assur. Arslan Tash (Hadatu) se développe au même moment. Son « Bâtiment aux ivoires » a livré comme son nom l'indique de nombreux objets en ivoire, témoignage du butin accumulé par les Assyriens auprès des populations de Syrie. Cette phase voit le développement d'un art provincial assyrien, en bonne partie créé de la main d'artisans araméens de Syrie, ce qui explique qu'il comprenne des traits syriens. Les fouilles de Tell Ahmar, l'ancienne Til Barsip renommée "Kar-Salmanazar" après sa conquête aux dépens du Bit Adini, ont montré l'impact de l'arrivée des Assyriens : la ville s'étend pour couvrir sur 50 hectares, reprenant la division classique entre ville basse et ville haute ; la citadelle est dotée d'un palais assyrien, décoré de peintures murales représentant des victoires militaires, des chasses, des audiences royales et des rituels ; la ville basse comprenait de grandes maisons à cour de style assyrien, décorées de mosaïques. Au VIIe siècle av. J.-C. ce phénomène se poursuit après la provincialisation du reste de la Syrie. Sam'al est détruite en 676, puis reconstruite dans la foulée par Assarhaddon. Ainsi Dur-Katlimmu (Tell Sheikh Hamad), Shadikanni (Tell Ajaja), Tell Barri, comme Arslan Tash et Kar-Salmanazar, comprennent des palais et parfois des résidences de l'élite assyrienne.

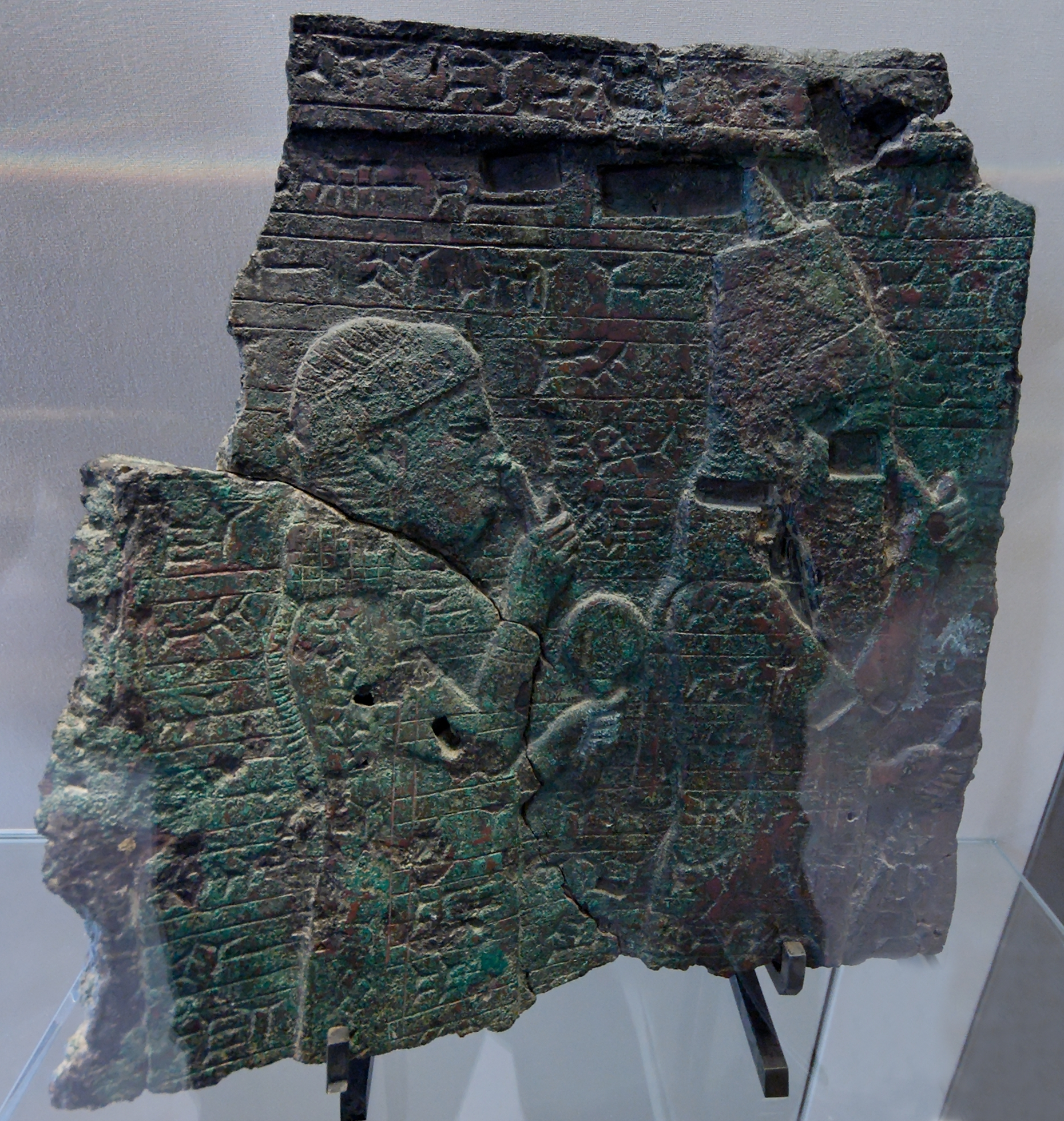
Plaque en bronze portant une représentation de la reine Naqi'a/Zakutu, derrière son fils le roi Assarhaddon. Musée du Louvre.

Les conquêtes assyriennes s'accompagnent de déportations de populations, souvent par dizaines de milliers, dès les débuts de l'époque néo-assyrienne, et en particulier à partir de Tiglath-Phalazar III et sous les Sargonides. Toutes les régions de l'empire sont concernées, ce qui a produit un important brassage de populations. C'est notamment un moyen de punir les populations rebelles et de les déplacer là où elles seraient moins susceptibles de se révolter, mais aussi de repeupler des régions en manque d'hommes, en particulier le cœur de l'Assyrie et d'obtenir des artisans qualifiés pour les importants travaux des capitales de l'empire. En tant que première cible des Assyriens, il est généralement estimé que les Araméens et les autres populations ouest-sémitiques ont été concernés au premier chef par ces procédés. En tout cas les personnes avec des noms ouest-sémitiques (ce qui est la meilleure manière d'identifier des Araméens dans des sources écrites) sont plus nombreuses dans les textes des dernières décennies de l'empire assyrien que pour les périodes antérieures, ce qui de toute manière ne rend pas forcément compte de l'importance de ce groupe puisque des cas sont connus de parents aux noms araméens donnant des noms assyriens à leurs enfants. Ces personnes aux noms araméens se retrouvent notamment dans le cœur de l'Assyrie, et ce dans toutes les couches de la société : des esclaves, des agriculteurs, des artisans, des soldats (en nombre important), quelques prêtres, et aussi dans l'administration, y compris à des postes importants (gouverneurs, officiers militaires, membres de la cour), par exemple Abi-ramu, grand vizir d'Assarhaddon, Balasî un astrologue important au temps d'Assurbanipal ; mais la personne d'origine araméenne la plus importante dans l'histoire politique assyrienne est la reine Naqi'a, aussi connue par son nom akkadien, Zakutu (ces deux mots signifient « Pure »), épouse de Sennachérib et mère d'Assarhaddon, qui joue un rôle essentiel lors de la transmission du pouvoir à la mort de ce dernier.
La conséquence la plus visible dans la documentation de cette présence croissante de populations araméennes est la diffusion de la langue araméenne, qui devient progressivement la langue de communication principale dans l'empire, à la suite de la politique de déportation. Au VIIe siècle av. J.-C., les textes en araméen ne se retrouvent plus seulement en Syrie comme par le passé, mais dans d'autres régions de l'empire, jusque dans le cœur de l'Assyrie : environ 500 inscriptions, sur bulles et tablettes d'argile, impressions de sceau, ostraka, sur pierre et métal. C'est certes bien peu face aux dizaines de milliers de textes en akkadien de la même période, mais on sait par des représentations et des textes que l'araméen était plutôt écrit sur du parchemin ou papyrus, matériaux périssables qui n'ont donc pas été préservé, ce qui fait qu'il est impossible de mesurer la part réelle de l'araméen écrit à la fin de l'époque assyrienne. L'akkadien cunéiforme garde la position la plus éminente, mais il ressort des études sur le sujet, en particulier celles conduites par F. M. Fales, qu'en dépit de cette subordination l'araméen alphabétique a acquis progressivement au VIIe siècle av. J.-C. le statut d'alternative pour la rédaction de textes juridiques voire administratifs, avant tout dans les régions où les populations parlant araméen étaient dominantes (cela paraît manifeste au regard de la documentation provenant du nord-est syrien), mais aussi ailleurs, et sert pour traduire et rendre accessibles à une plus grande partie des sujets de l'empire les informations transmises officiellement en akkadien. De fait il est manifestement une langue de communication internationale, notamment dans la diplomatie (les négociations entre Assyriens et Judéens lors du siège de Jérusalem de 701 av. J.-C. telles que rapportées dans la Bible sont conduites en araméen). C'est donc une situation paradoxale souvent relevée qui fait que, comme le souligne H. Sader, « les Assyriens ont peut-être infligé une défaite militaire et politique aux Araméens de Syrie, mais la victoire de ces derniers fut culturelle et durable : leur langue devint la lingua franca du Proche-Orient ancien pendant plusieurs siècles et survit aujourd'hui. » Ce processus a pu être qualifié d'« aramaisation ».

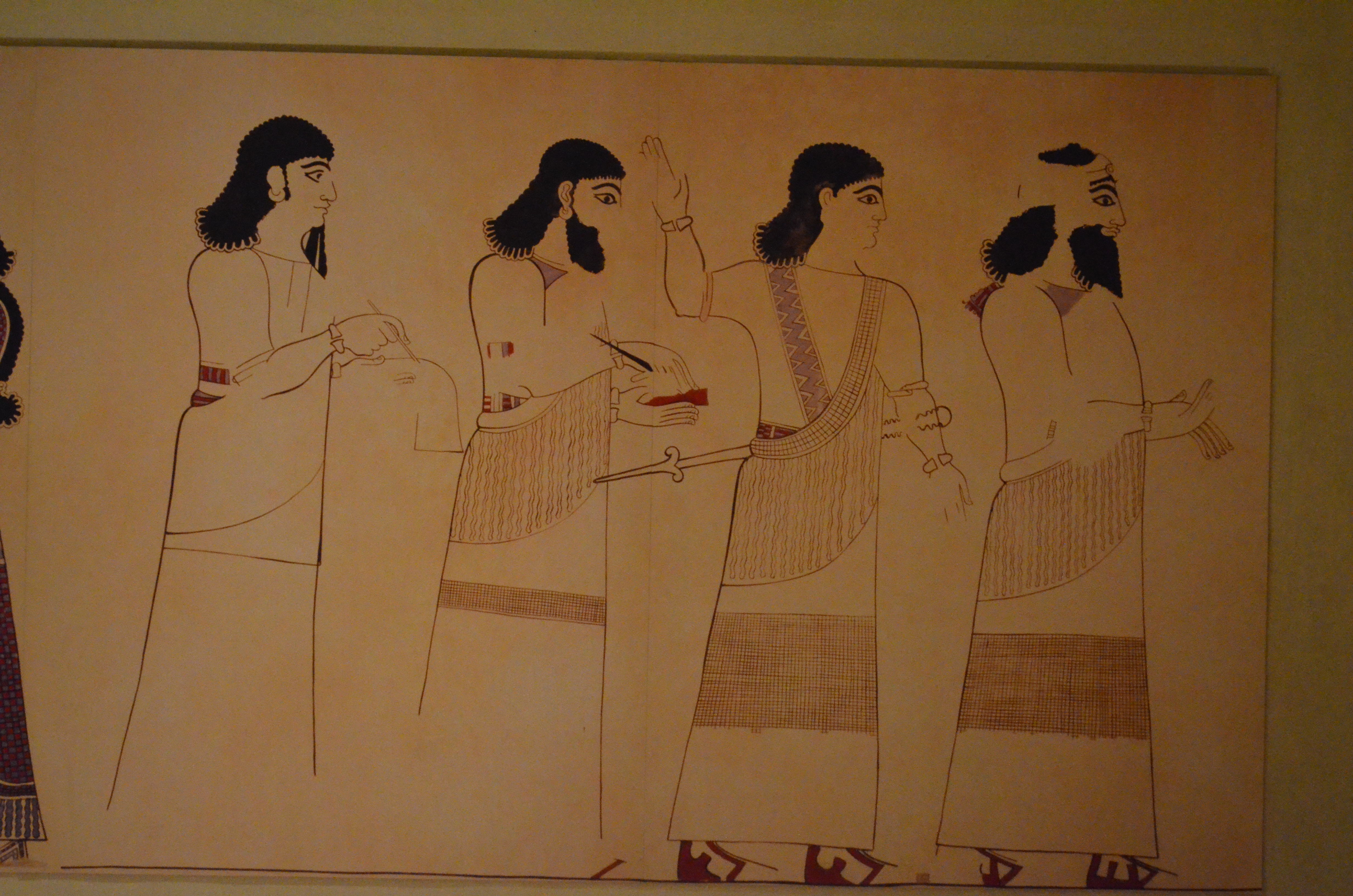
Scribes écrivant sur une tablette en akkadien cunéiforme, et sur un parchemin en alphabet araméen. Copie d'une peinture murale de Tell Ahmar (Til Barsip/Kar-Salmanazar), VIIIe siècle av. J.-C. Musée du Louvre.
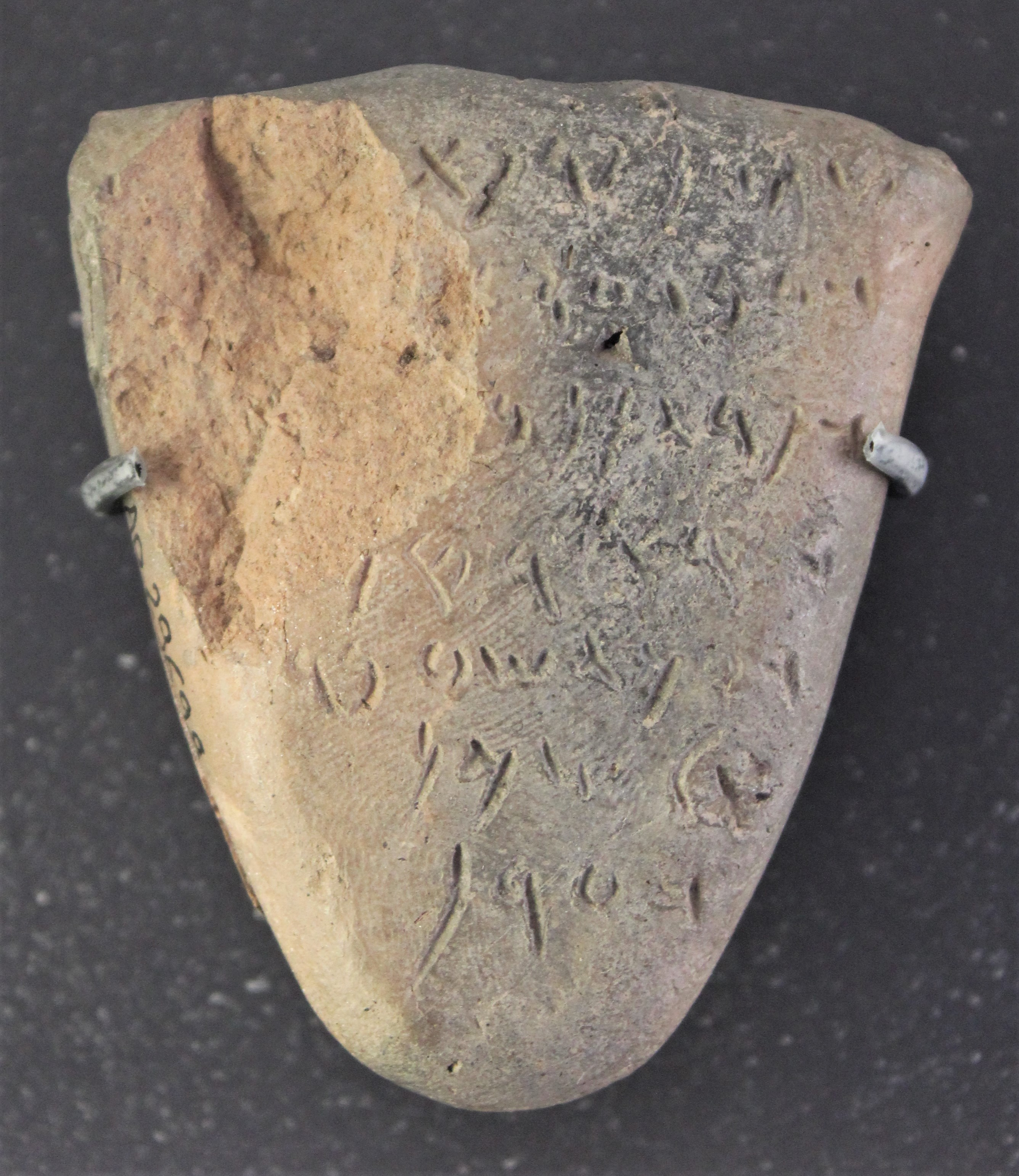
Étiquette en argile inscrite en alphabet araméen : enregistrement d'une livraison d'orge. Syrie, VIIe siècle av. J.-C. Musée du Louvre.

L'impact culturel de l'interaction entre Assyriens et Araméens dépasse largement le cadre de la langue et de l'écriture. La culture assyrienne exerce dès les débuts une forme de fascination ou émulation pour les élites araméennes qui se traduit par des emprunts dans le domaine artistique et aussi l'idéologie royale, puis l'implantation de centres provinciaux assyriens en pays araméen donne lieu à l'apparition d'un art reprenant des traits des deux ensembles, ce qui fait que les échanges culturels se font dans les deux sens, puisque les constructions assyriennes en Syrie et au Levant, et sans doute aussi en Assyrie même, reprennent des modèles de la Syrie araméenne et néo-hittite (temples in antis, palais de type bit hilani) ; les bas-reliefs des palais néo-assyriens et les statues colossales placées à leurs entrées semblent manifestement inspirées des modèles syro-anatoliens. Ces échanges sont facilités par le fait que les deux groupes partagent des traits culturels communs hérités des périodes antérieures. Plusieurs auteurs considèrent donc qu'à l'issue de ces interactions s'est constituée une koinè culturelle entre Assyriens et Araméens.

## Les Araméens dans le reste du Moyen-Orient
La diffusion de l'araméen durant l'époque de l'empire assyrien est donc en grande partie une conséquence de l'expansion militaire et de la politique de déportation de ce dernier, même s'il est manifestement entamé avant dans plusieurs régions (en particulier au Levant et en Babylonie). Il se poursuit par la suite, sous la domination des deux empires succédant à l'Assyrie, d'abord celui de Babylone (612-539 av. J.-C.), puis celui des Perses de la dynastie des Achéménides (v. 550-330 av. J.-C.). Sous ces derniers, on retrouve des Araméens sur une vaste zone allant de l'Égypte à l'Iran, en passant par l'Anatolie et l'Arabie du nord, cette dispersion jouant un rôle crucial dans celle de la langue araméenne. La présence des Araméens (ou plutôt de populations dont la langue natale est l'araméen) ne coïncide cependant pas avec celle de l'écriture et la langue araméennes, qui sont devenues le moyen de communication privilégié à l'intérieur de ces empires multi-ethniques (voir plus bas), ce qui fait que l'araméen est écrit et parlé par des gens dont se n'est pas forcément la langue du quotidien (vernaculaire). Les noms araméens, et la présence de cultes d'origine araméenne sont des indices permettant de confirmer des migrations d'Araméens lorsque celles-ci ne sont pas documentées directement. 

### Babylonie

La Babylonie des premiers siècles du.

La Babylonie connaît sa propre phase d'intrusions de groupes araméens à la fin du IIe millénaire av. J.-C., en même temps qu'en l'Assyrie. Comme vu plus haut, des groupes araméens sont présents dans la région du Moyen-Euphrate (pays de Laqê et de Suhu, alentours de la ville de Rapiqu) au contact de la Babylonie dès l'époque de Tiglath-Phalazar Ier qui les y affronte. Ils font partie des plus anciens groupes araméens attestés. C'est sans doute une partie d'entre eux qui s'implante plus au sud, et se disperse essentiellement en Babylonie du Nord dans la région du cours inférieur du Tigre. L'origine d'une autre ethnie supposément ouest-sémitique, les Chaldéens, présents surtout dans le sud et le centre de la Babylonie, est énigmatique. Peut-être s'agissait-il à l'origine de groupes araméens, arrivés séparément des autres, mais les éléments de preuve manquent. En tout cas les textes babyloniens et assyriens distinguent clairement les Araméens des Chaldéens. En Babylonie du Nord, les Araméens sèment le trouble dès le XIe siècle av. J.-C. et durant tout le Xe siècle av. J.-C., aux côtés d'une autre population ouest-sémitique, les Sutéens, dont le nom est connu depuis les siècles antérieurs, mais la nature exacte discutée. Les rois de Babylone ont une assise moins solide que ceux d'Assyrie, et le pays sombre dans le chaos pendant ces années-là. Les groupes Araméens s'implantent donc au contact de grandes villes babyloniennes du nord telles que Sippar et jusqu'à la région de Nippur. Au VIIIe siècle av. J.-C. Tiglath-Phalazar III recense une quarantaine de tribus araméennes implantées en Babylonie, dirigées par des cheikhs portant le titre de nasīku, qui ne constituent pas d'entités politiques puissantes et suivent un mode de vie semi-nomade, ou du moins ne semblent pas majoritairement sédentarisées, à la différence des Chaldéens (qui suivent le modèle d'organisation en « Maisons » et vivent dans des villes et villages). Parmi les plus importantes tribus araméennes de Babylonie : les Itu' ou Utu' dans la partie nord-est de la Babylonie (près de l'actuelle Samarra), qui fournissent des contingents militaires à l'Assyrie ; la vaste nébuleuse des Gambulu à l'est d'Ur jusqu'aux confins de l'Élam ; les Puqudu près de Nippur en Babylonie centrale qui semblent également subdivisés en plusieurs sous-groupes. 
Les Araméens de Babylonie ont beau constituer une menace récurrente pour les Assyriens, ils sont moins actifs que les Chaldéens dans ce processus, et à la différence de ces derniers leurs chefs ne montent pas sur le trône de Babylone ; Nériglissar (560-556) est peut-être la seule exception, mais son origine est débattue. En tout cas des tribus araméennes sont présentes dans l'appareil politique et militaire de l'empire néo-babylonien aux côtés des Chaldéennes, et P.-A. Beaulieu propose de désigner ce dernier comme un « empire assyro-chaldéen ». La présence importante d'Araméens en Babylonie entraîne en tout cas la diffusion de la langue araméenne dans la région, suivant un processus similaire à celui qui se produit en Assyrie, et on considère que vers la fin du IVe siècle av. J.-C. l'araméen est la langue la plus parlée en Babylonie. Elle devient dans le même temps la plus écrite comme l'indique la présence fréquente de scribes appelés sepiru, terme araméen impliquant qu'il s'agit de scribes écrivant en araméen, même si de la même manière qu'en Assyrie le fait qu'ils écrivent sur des matériaux périssables rend la diffusion de l'usage de l'alphabet araméen difficile à tracer précisément.

### Phénicie
Les cités de Phénicie, sur le littoral de l'actuel Liban (Tyr, Byblos, Sidon, Arouad) forment durant la première moitié du Ier millénaire av. J.-C. un ensemble plutôt cohérent sur le plan culturel mais éclaté du point de vue politique. Elles sont au contact direct des royaumes araméens méridionaux, avant tout Hamath et Damas, qui semblent s'étendre dans une certaine mesure dans leur direction, mais on ne connaît aucun conflit les opposant. Au contraire ils sont à plusieurs reprises unis dans des coalitions visant à secouer l'hégémonie assyrienne. Les cités phéniciennes sont traditionnellement plutôt tournées vers la mer, et semblent avoir laissé l'intérieur aux royaumes araméens. On trouve des entités araméennes jusque dans la plaine de la Bekaa (notamment le royaume de Sobah), qui sont peut-être les ancêtres des Ituréens de l'époque romaine. 
L'influence la plus manifeste de la culture phénicienne sur l'araméenne est l'adoption de l'alphabet phénicien comme modèle pour servir de base à l'élaboration de l'alphabet araméen. Les vecteurs de cette influence étaient des scribes phéniciens actifs dans les royaumes syriens, comme le rédacteur de la stèle de Kilamuwa de Sam'al, en alphabet phénicien, et un scribe phénicien est attesté jusque dans la Djézireh, à Guzana. Du point de vue religieux, les deux groupes partagent un héritage commun, et continuent à s'influencer : Baalshamayin qui est la divinité personnelle de Zakkur de Hamath est ainsi d'origine phénicienne, Bar-Hadad de Damas fait une inscription en l'honneur de Melqart, le dieu de Tyr, tandis que Baal Hamon adopté par les Phéniciens (et plus tard les Carthaginois) pourrait avoir une origine araméenne. Bien qu'il y ait eu des Araméens en Phénicie, l'impact culturel de ceux-ci sur les Phéniciens semble limité. En particulier la langue phénicienne témoigne de peu d'emprunts à l'araméen, peu d'inscriptions en araméen proviennent du Levant.

### Levant méridional
Les Araméens s'étendent également en direction du Levant méridional, et ce dès les premiers temps de leur expansion. Si on suit le texte biblique, on les retrouve autour de la mer de Galilée (Lac de Tibériade)  où se trouvent deux entités (qui selon certains ne font qu'une), Geshur (en) et Bit Maccah. Elles ne sont mentionnées que dans la Bible, mais l'archéologie appuie l'idée de l'implantation de populations depuis la Syrie dès les XIIe – XIe siècle av. J.-C., visible sur les sites de Kinneret, Tell Hadar IV et Ein Gev. Et-Tell, fondée au Xe siècle av. J.-C., peut-être la capitale de Geshur, dispose d'un palais avec un édifice de type bit hilani, et d'une enceinte double, traits dénotant une influence syrienne évidente. On a proposé de localiser la capitale de Bit Maccah sur le site de Tell Abil em-Qamh, et le site de Tel Dan faisait peut-être partie de cette même entité. La Bible mentionne des affrontements contre les tribus Israélites à qui cette région est confiée, en premier lieu Nephtali, mais l'implantation de celle-ci dans la région n'a pas été retrouvée par l'archéologie. 

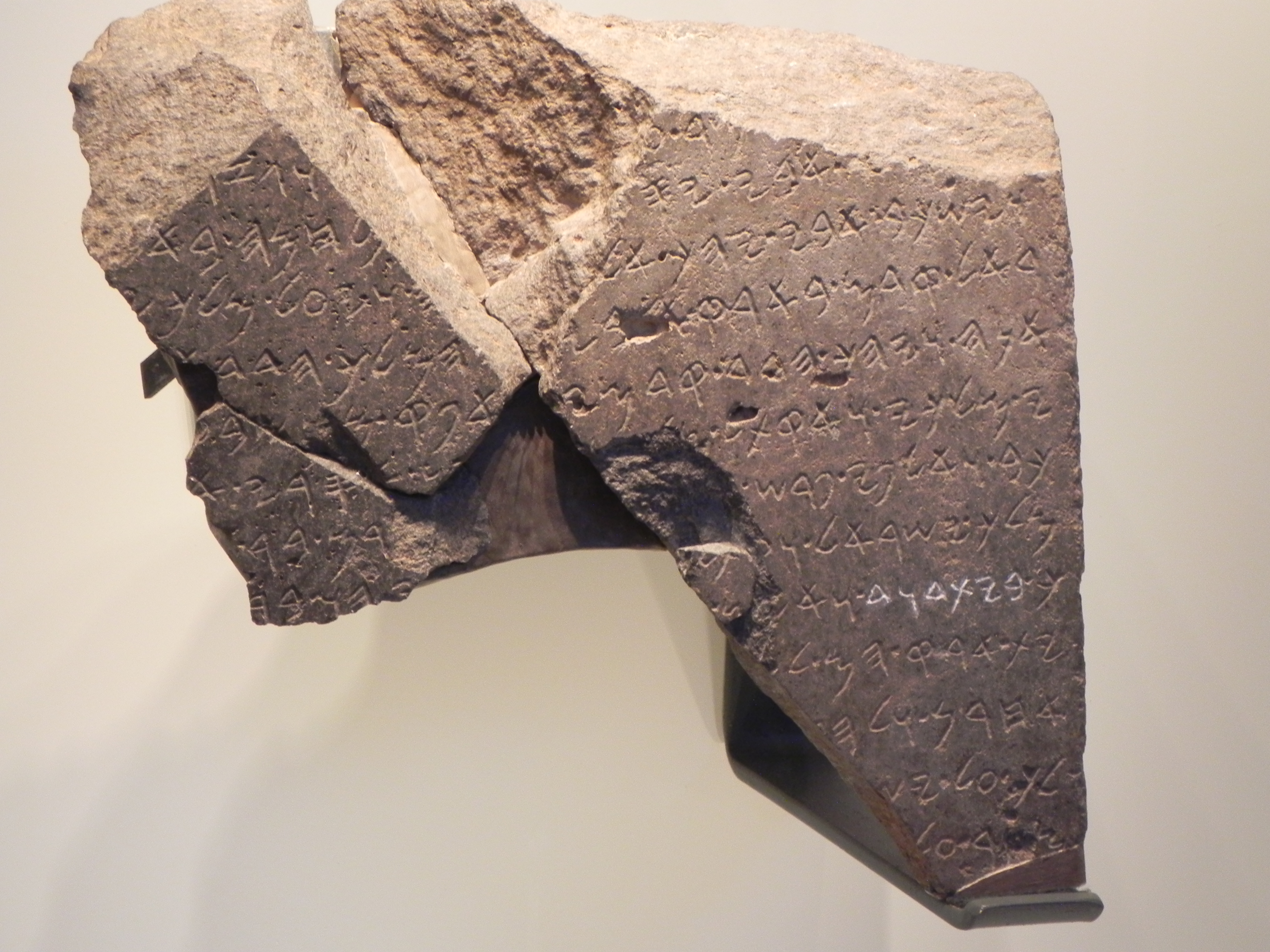
Stèle de Tel Dan, inscrite par un roi de Damas, v. 800 av. J.-C. Musée d'Israël.

Cette région tombe au IXe siècle av. J.-C. sous la coupe du royaume de Damas (Aram-Damas), qui devient un adversaire du royaume d'Israël, fondé à cette période par la dynastie des Omrides, quoique les deux puissent s'allier, comme quand il s'est agi de repousser les Assyriens lors de la bataille de Qarqar (852). La stèle de Tel Dan relate ainsi la victoire d'un roi de Damas (Hazaël ou Bar-Hadad II (Adad-Idri) contre Israël et également Juda. Hazaël est l'acteur de la plus importante phase d'expansion de Damas dans la région (v. 840-830), puisqu'il aurait atteint Megiddo et Gath, et refonde plusieurs cités du nord (Tel Dan, Hazor, et-Tell). En revanche Bar-Hadad II recule face aux rois d'Israël (v. 800 av. J.-C.). Les campagnes assyriennes ont alors affaibli Damas, qui ne semble plus menacer Israël, mais la lutte contre l'Assyrie passe au premier plan dans les années 750-730, qui se soldent par la fin du royaume de Damas en 732, prélude à la chute de Samarie et la fin du royaume d'Israël en 722. Les populations araméennes et israélites ont alors subi les déportations assyriennes, alors que des Assyriens sont installés dans les régions annexées, aboutissant à un important brassage de population. Comme ailleurs, ce phénomène favorise l'expansion de l'usage de la langue araméenne, qui devient dominant au Levant sud durant l'époque de domination perse ; cela concerne également les pays transjordaniens (Ammon, Moab, Édom). 
Le processus d'acculturation entre Araméens d'un côté et Israélites/Judéens de l'autre est d'autant plus prononcé que les populations exilées depuis Israël et Juda se retrouvent aux époques de domination assyrienne, babylonienne et perse dans des régions où la population araméenne est dominante (ce qui est attesté aussi bien par la Bible que par des textes cunéiformes), et ont coexisté et se sont sans doute mélangé, en Djézireh (notamment autour de Guzana / Tell Halaf) et en Babylonie (autour de Nippur). Cela explique aussi la place accordée aux Araméens dans les textes bibliques, même en dehors des mentions des luttes des phases antérieures, parce que ces époques sont les principales phases de rédaction de ces textes.

### Anatolie
Les Araméens sont implantés dans le sud-est anatolien dès le début du Ier millénaire av. J.-C., dans le royaume de Sam'al, qui est un des points de contacts les plus importants entre culture araméenne et néo-hittite. Plus loin vers l'ouest, les royaumes situés au-delà de l'Amanus (Que, Hilakku, Tabal) sont de culture néo-hittite. Ce n'est qu'avec la constitution de provinces assyriennes dans la seconde moitié du VIIIe siècle av. J.-C. que les écrits en araméen progressent dans la région. Par la suite l'expansion de l'araméen écrit dans la région semble liée aux empires, surtout durant l'époque achéménide, et reste minoritaire par rapport aux langues locales, alors que le grec est la langue qui connaît la progression la plus importante. Des inscriptions monumentales en araméen, souvent liées à un contexte cultuel ou funéraire, se retrouvent en plusieurs endroits de l'Anatolie à l'époque perse et jusqu'à l'époque hellénistique (Xanthos, Limyra, Daskyleion, Gözne, etc.), mais il n'y a manifestement pas une forte présence de locuteurs de l'araméen dans ces régions.

### Égypte

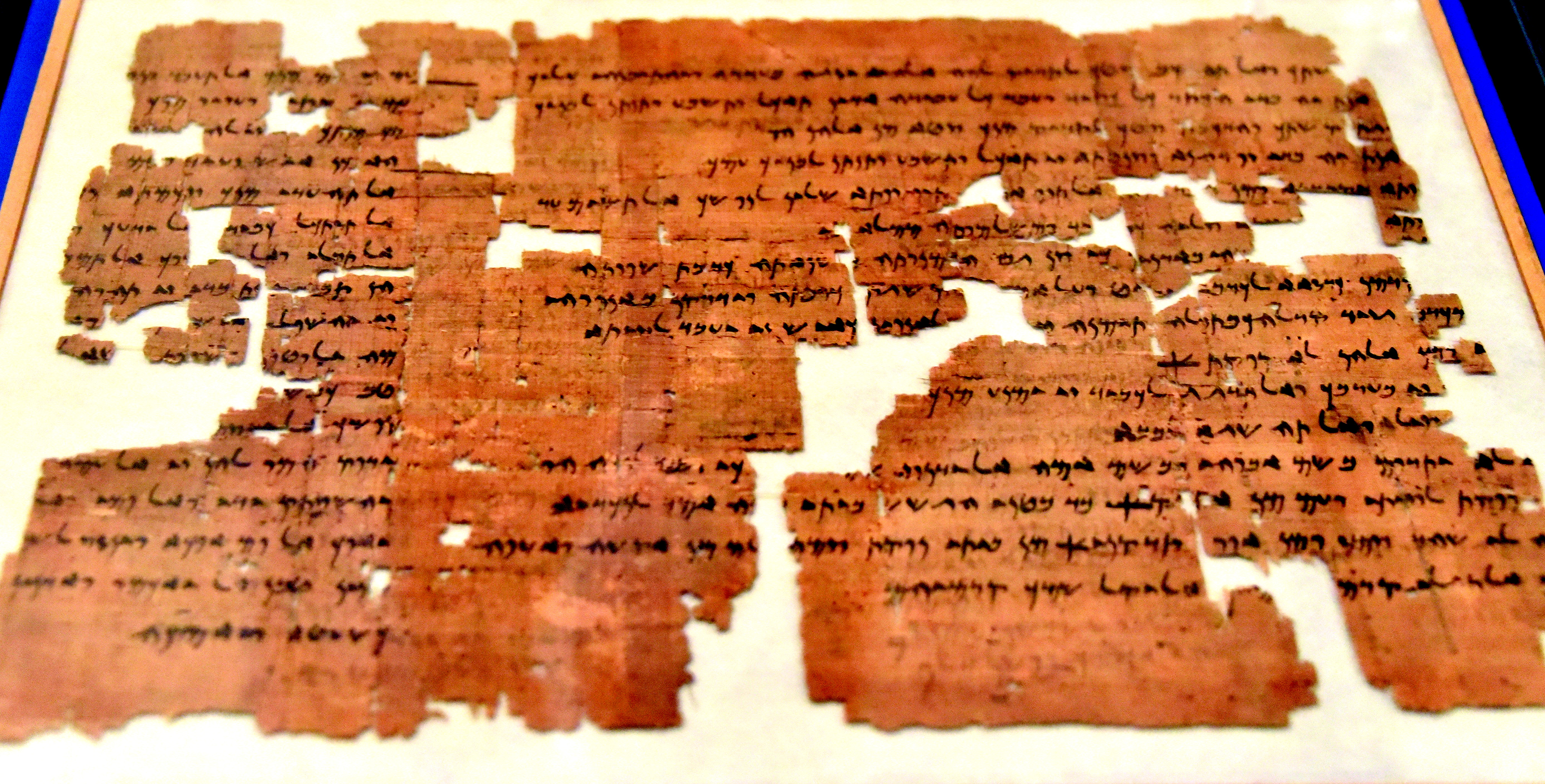
Papyrus contenant le Roman d'Ahiqar. Éléphantine, Musée égyptien de Berlin.

La documentation en araméen provenant d'Égypte provient de plusieurs sites, mais en majorité de l'Île Éléphantine et de Syène (Assouan) qui ont livré une abondante documentation sur papyrus d'époque achéménide (les papyrus d'Éléphantine). Y vivait une communauté d'Araméens et de Juifs (les deux étant souvent difficiles à distinguer dans la documentation) ; des papyrus de Saqqarah documentent également une communauté pluri-ethnique de la même période (avoir aussi des Sidoniens, des Ioniens, des Cariens, etc.). Si cette présence d'Araméens peut être liée au pouvoir perse, il est souvent estimé que les migrations d'Araméens en Égypte commencent plus tôt, avec la venue de personnes fuyant les campagnes assyriennes et babyloniennes en Syrie. De toute manière les migrations entre Égypte et Levant-Syrie sont courantes depuis l'âge du Bronze, ce qui a dû constituer un terreau favorable pour ces migrations. Les communautés d'époque perse sont des garnisons comprenant des soldats et leurs familles. De fait l'araméen qu'on y trouve écrit est un « araméen d'empire », langue de l'administration achéménide, quoi que la documentation dépasse les seuls domaines administratif et juridique puisque c'est à Éléphantine qu'a été découvert le Roman d'Ahiqar. Les Araméens y vénèrent des dieux levantins et mésopotamiens (Adad, Anat, Nabû, Shamash, etc.) mais aussi égyptiens, ce qui montre qu'un processus d'acculturation est à l’œuvre.

### Arabie du nord

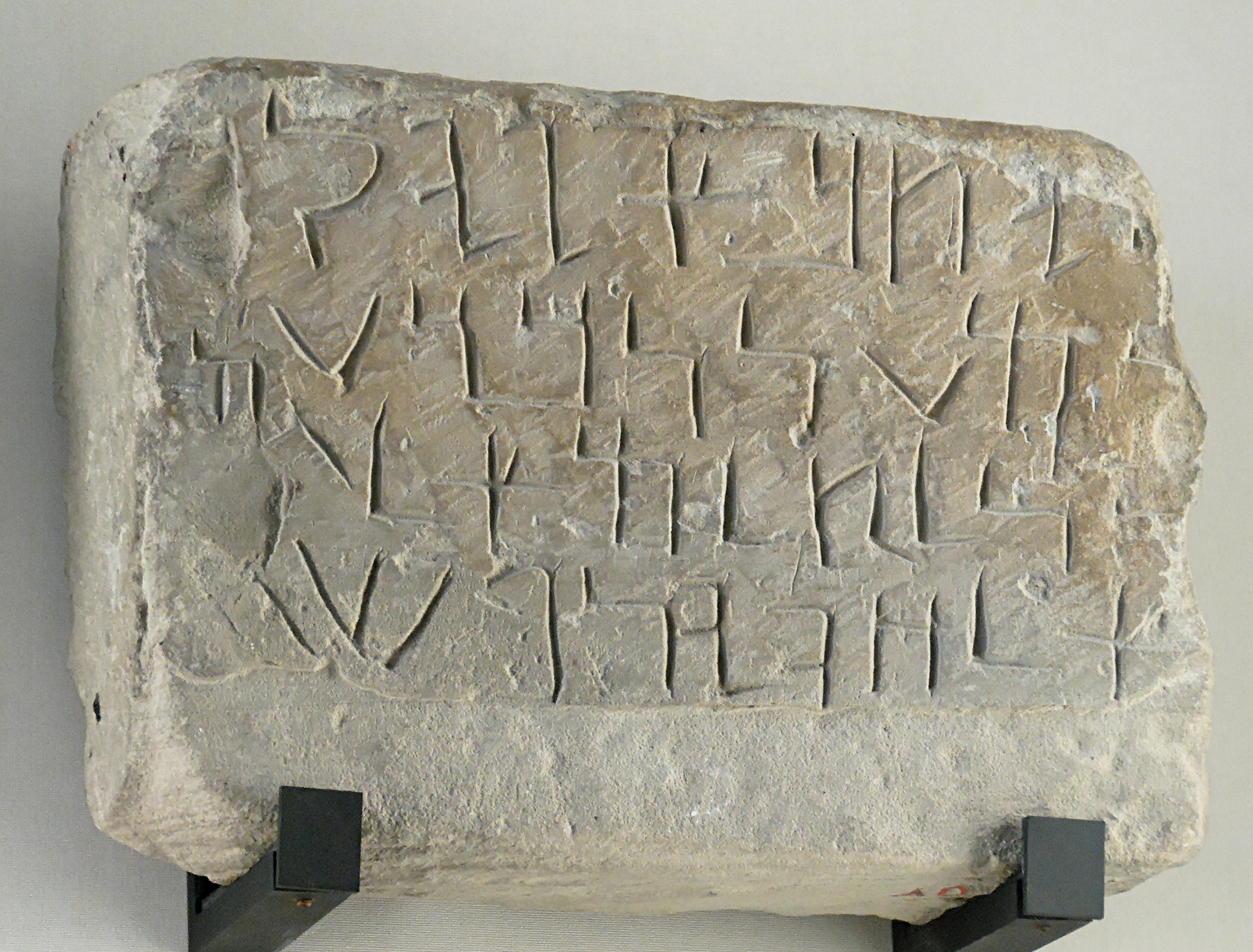
Stèle portant une dédicace en araméen au dieu Ṣalm. Tayma, Musée du Louvre.

Les interactions entre les royaumes d'Arabie du nord et les empires de Mésopotamie, à compter du IXe siècle av. J.-C., militaires et commerciales, ouvrent la voie à une diffusion de l'araméen et de la culture araméenne vers la péninsule arabique. Ce phénomène est surtout visible dans l'oasis de Tayma, ville commerçante majeure de l'Arabie du nord, par laquelle transitent des caravanes allant vers ou venant de Syrie, Mésopotamie, Égypte et Arabie du sud. La ville est conquise par le roi babylonien Nabonide qui y réside d'environ 552 à 542 av. J.-C., qui est la date la plus tardive possible pour l'introduction de l'araméen sur place. Mais les inscriptions araméennes de Tayma les plus anciennes remontent à la fin du Ve siècle av. J.-C. Les trois divinités principales mentionnées dans ces textes, Ṣalm, Shengalaʾ, and Ashimaʾ, semblent avoir une origine araméenne, mais leur nature exacte est débattue. Les inscriptions funéraires indiquent la présence d'un culte ancestral similaire à celui des pays araméens de l'âge du Fer. À la même époque des inscriptions en araméen sont produites dans le royaume arabe de Qedar, situé au sud de la Palestine

## Postérité

### La diffusion des langues et écritures araméennes dans l'Antiquité
Depuis le début de l'âge du fer, l'araméen (ou plutôt les araméens, car il existe dès l'Antiquité plusieurs variantes), parlé et écrit, a connu une expansion continue, sous l'effet de plusieurs phénomènes déjà évoqués :
- l'expansion des Araméens depuis la Syrie durant les premiers siècles du Ier millénaire av. J.-C. ;
- la déportation et les migrations de populations araméennes à l'époque de l'empire néo-assyrien, dans lequel l'araméen écrit s'impose progressivement comme une alternative à l'assyrien en tant que langue officielle ;
- l'adoption de fait d'une variante de l'araméen comme langue et écriture de communication durant l'empire néo-babylonien, et encore plus sous l'empire perse achéménide, variante qualifiée d'« araméen d'empire »[154] : l'araméen est alors devenu la lingua franca du Moyen-Orient[155].

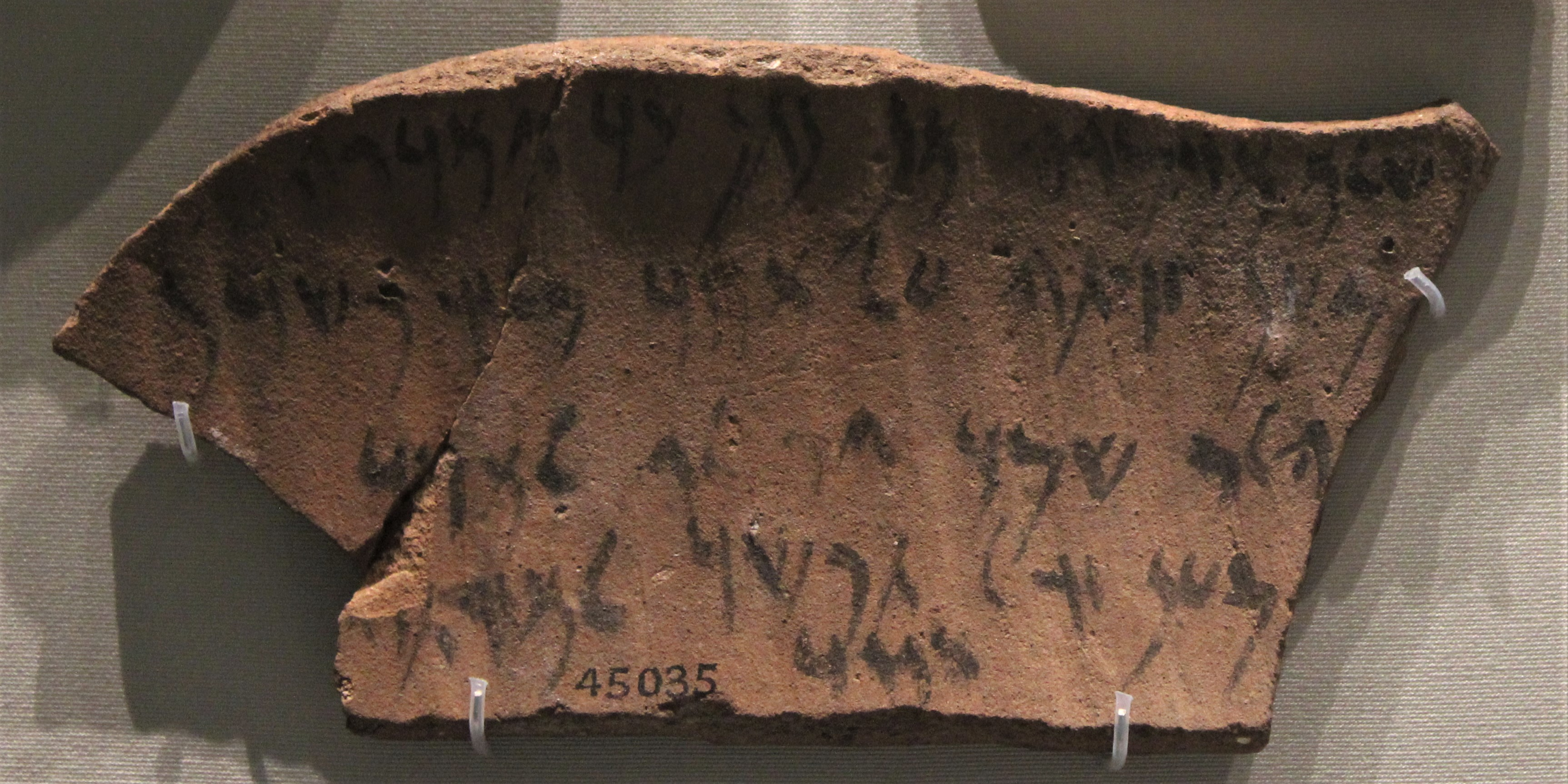
Ostracon inscrit en araméen provenant d’Éléphantine, période achéménide, v. 475 av. J.-C. British Museum.

De l'époque achéménide datent les papyrus d'Éléphantine ainsi que des ostraca de même provenance, les inscriptions d'Anatolie (Xanthos, Limyra, etc.), celles de Tayma en Arabie du Nord évoquées plus haut, de même que les livres bibliques d'Esdras et de Daniel qui sont en partie écrits en araméen, et aussi celles de Bactriane. À l'époque hellénistique (323-30 av. J.-C.) le grec concurrence certes l'araméen car il devient la lingua franca à sa place, mais l'araméen est documenté par exemple par des ostraca provenant d'Idumée (Jordanie), des inscriptions votives du mont Gerizim en Samarie, et aussi deux inscriptions du roi indien Ashoka provenant d'Afghanistan. 
L'araméen impérial présente en général des spécificités locales dues à des « contaminations » par les langues des différentes régions (persan, égyptien, hébreu) où il est écrit, surtout des emprunts de vocabulaire. Son influence est manifeste dans les textes en hébreu de l'époque, parfois écrits en alphabet araméen. Se développent ensuite plusieurs formes de langues araméennes, plus ou moins bien attestées par des écrits des derniers siècles de l'Antiquité : l'« araméen impérial tardif », dénomination qui recouvre des langues de l'époque gréco-romaine comme celles écrites en Nabatène, Palmyrène, dans des manuscrits de Qumrân, les « judéo-araméens », le mandéen, le syriaque « classique ».

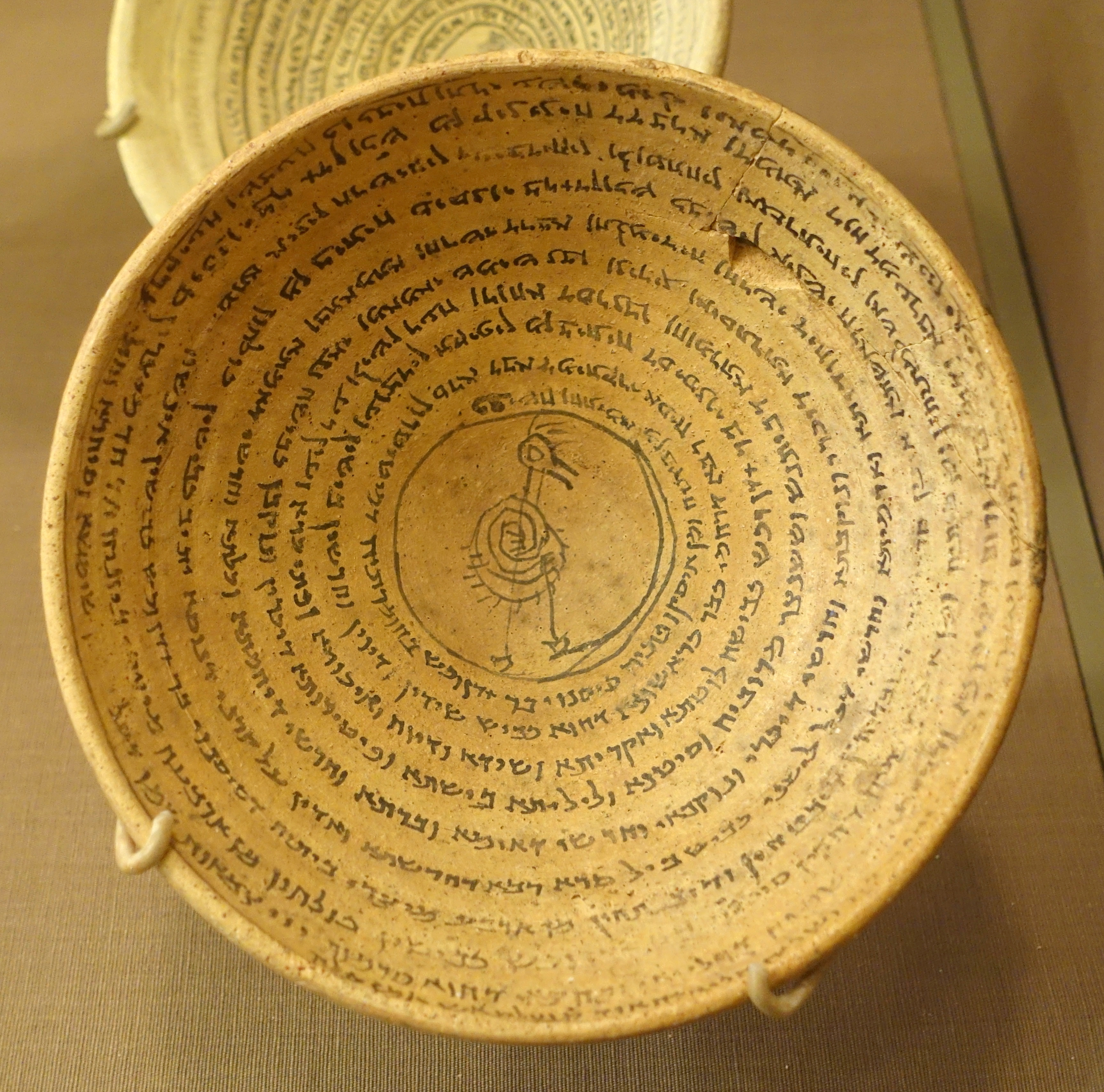
Bol d'incantation en araméen, Nippur. Musée de l'institut oriental de l'université de Chicago.

Les échanges entre l'hébreu et l'araméen, très étudiés, sont facilités par leurs similitudes. Les échanges se retrouvent à l'époque romaine dans les manuscrits de la mer Morte, même si la communauté qui les a rassemblés privilégie l'hébreu en tant que langue religieuse du fait de son statut de langue dans laquelle s'exprime Dieu, préférence qu'on retrouve également dans la littérature talmudique. La Bible fait l'objet de traductions en araméen, et cette langue sert également dans le domaine juridique chez les Juifs de l'époque rabbinique (c'est la langue dans laquelle est traditionnellement écrite une ketouba). En Babylonie, les bols d'incantations, objets très répandus au Ier millénaire de notre ère, sont généralement écrits dans une langue araméenne. Chez les Nabatéens, l'élite est certes souvent d'origine arabe, mais l'araméen est la langue écrite dominante.
Au-delà de l'écrit, le processus d'aramaisation a touché plusieurs régions dans laquelle l'araméen s'est imposé comme une alternative au langage dominant avant de le supplanter. C'est le cas de la Mésopotamie où les langues akkadiennes (assyrien et babylonien) ont disparu en tant que langues vernaculaires dans la seconde moitié du Ier millénaire av. J.-C., et le dans les cercles savants (en même temps que le cunéiforme) par la suite. C'est aussi le cas chez les Juifs où l'araméen a remplacé l'hébreu en tant que langue parlée (mais pas dans le domaine liturgique), et dans une certaine mesure des pays nabatéens.

### Les successeurs et héritiers des Araméens antiques
L'étude de l'héritage des Araméens antiques est complexifiée par le fait qu'en dehors de leur langue et leur écriture leur culture est difficilement isolable de celle des régions et cultures voisines. En particulier beaucoup de ce qui peut être rattaché à un héritage araméen peut aussi bien être relié à un héritage mésopotamien, et la religion des Araméens présente de nombreux traits communs avec celles des Phéniciens et des populations du Levant méridional, suffisamment pour rendre complexe d'attribuer une origine précise à de nombreux phénomènes religieux. De plus les populations Arabes qui se répandent au sud du Levant et en Mésopotamie dans la seconde moitié du Ier millénaire av. J.-C. le font dans un contexte araméen, donnant lieu à des cultures qui ne peuvent être caractérisées comme complètement arabes ou araméennes (Nabatéens, Hatra). 

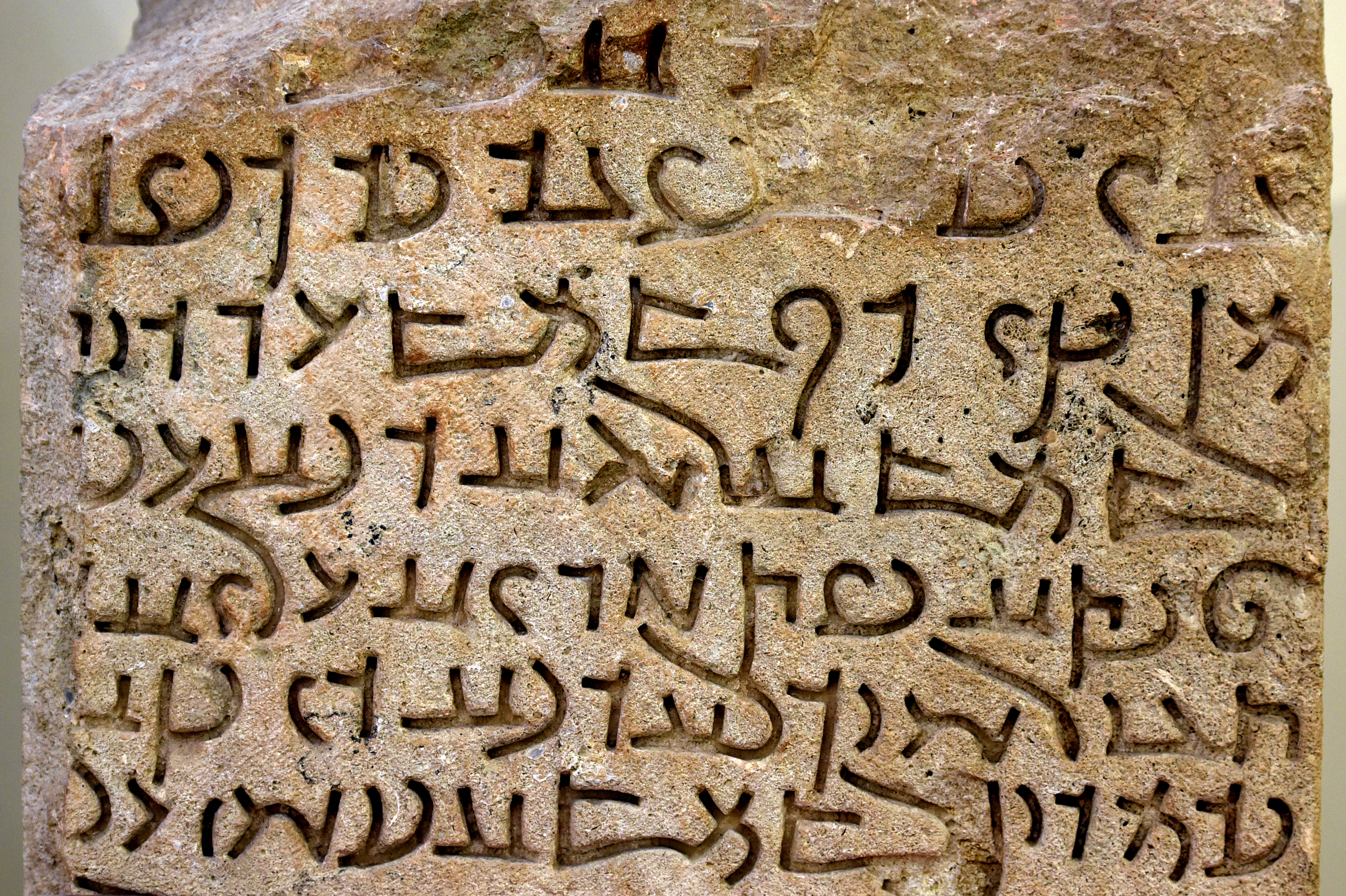
Détail d'une inscription en alphabet araméen de Hatra. II ap. J.-C. Musée national d'Irak.

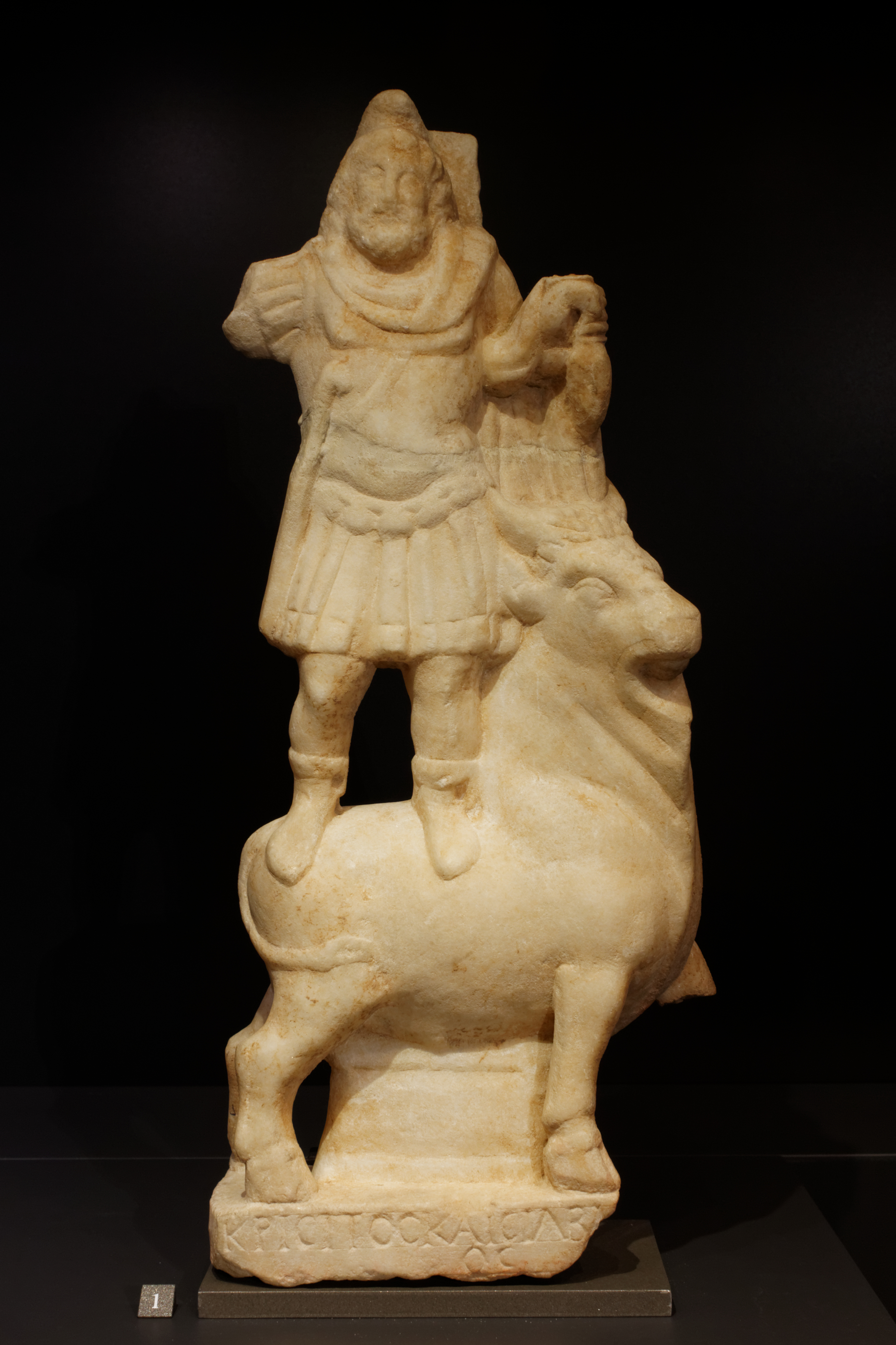
Statue représentant Jupiter Dolichène debout sur un taureau, dans une posture héritée de l'art syro-hittite. ap. J.-C. Musée du Louvre.

C'est en Syrie et en Haute-Mésopotamie que se trouvent les héritiers les plus évidents des royaumes araméens. Le royaume d'Édesse (l'actuelle Şanlıurfa), l'Osroène, indépendant au milieu du IIe siècle av. J.-C., est ainsi majoritairement de langue araméenne, même si son élite parle le grec. Les royaumes de Palmyre et de Hatra sont également inscrits dans un contexte araméen. Mais ils sont aussi par bien des aspects les héritiers des traditions mésopotamiennes antiques, leurs divinités étant généralement issus de cette tradition (Shamash à Hatra, Nabû et Bêl à Palmyre, Sîn à Harran), avec en plus la présence de Baal-shamayin dont l'origine la plus antique est phénicienne (mais dont le culte est répandu dans la Syrie araméenne de l'âge du fer). À cela s'ajoutent les influences grecque et romaine, visibles en particulier dans l'art et l'architecture, pour former des ensembles culturellement mixtes. De leur côté les Nabatéens ont une élite d'origine arabe, le dieu principal Dushara provient d'Arabie du nord-ouest, mais la plupart de leurs autres dieux et aussi leurs traditions légales sont d'origine araméenne. En Syrie occidentale en revanche la culture araméenne a fait place à la culture grecque hellénistique, qui s'appuie sur des cités d'importance telles qu'Antioche, Hiérapolis, aussi à Doura Europos. Mais des éléments araméens persistent, et se retrouvent par exemple dans La Déesse Syrienne (en) de Lucien de Samosate, lui-même un araméen hellénisé. 
Révélateur des évolutions complexes de la religion syrienne, derrière le voile d'une interprétation grecque, l'ouvrage de Lucien traite du culte d'une déesse Atargatis (Dercéto) qui amalgame Anat et Astarté. À Émèse (Homs) apparaît un dieu appelé Élagabal, une montagne divinisée, qui semble aussi ancré dans les traditions religions syriennes araméennes. Les grands sanctuaires syriens restent actifs à l'époque de la domination romaine, avec une assimilation aux dieux gréco-romains : les dieux de l'Orage d'Alep et de Damas sont ainsi assimilés à Zeus et à Jupiter. Le dieu de l'Orage de Guzana et le dieu-lune de Harran sont encore vénérés durant l'Antiquité tardive, résistant longtemps à la christianisation.
Du point de vue artistique, et en lien avec les pratiques religieuses, des survivances de l'époque des royaumes araméens se voit dans l'art du Hauran, en Syrie, au début de notre ère, où des statues d'ancêtres reprennent des postures similaires à celles attestées à Tell Halaf. D'autres ayant des mêmes fonctions et inspirations sont réalisées en Commagène. Les représentations du Jupiter Dolichène d'époque romaine, monté sur un taureau et tenant un foudre, renvoient quant à elles aux représentations similaires syro-hittites du dieu de l'Orage.
Un trait récurrent de l'aramaisation est qu'elle affecte souvent des groupes pourtant dominants politiquement : en dehors de la Syrie hellénisée les colons grecs et romains implantés en Syrie, au Levant et en Mésopotamie finissent par devenir des populations de langue araméenne, de la même manière que les Assyriens et les Babyloniens avant eux, tout comme les Juifs de l'époque rabbinique et les Nabatéens ont écrit majoritairement en araméen. Puis vient le triomphe du christianisme, une religion issue d'un contexte judéo-araméen, qui devient la religion officielle de l'empire romain. Le Proche-Orient des premiers siècles chrétien est certes sous la coupe de Rome puis de Byzance mais largement marqué par les éléments de langue araméenne, les Chrétiens « syriaques ». Se constatent ainsi à plusieurs reprises des situations avec des Araméens « politiquement dominés, linguistiquement dominants, et culturellement mixtes » (J. Healey). 
Il est généralement considéré que l'aramaisation du Moyen-Orient s'arrête avec la conquête arabo-musulmane au VIIe siècle. Néanmoins de nombreux éléments de la culture araméenne sont intégrés dans la culture arabe des siècles postérieurs, parce que les populations de langue araméenne constituent une part importante des populations converties. Les populations de langue araméenne (majoritairement de religion chrétienne) se maintiennent quoi qu'en nombre de moins en moins important durant l'époque pré-moderne et jusqu'à nos jours, surtout en Syrie et Mésopotamie. Les Chrétiens syriaques se désignant alors plus couramment par les termes Araméen (ʾārāmāyā), et Syriaque (suryāyā), parfois Assyrien (ʾāthorāyā), jusqu'à l'époque récente qui voit un essor d'une identité nationale « assyrienne », de langue araméenne et de religion chrétienne, lointaine conséquence de la formation d'une koinè assyro-araméenne.

### Généralités
- (en) Peter M. M. G. Akkermans et Glenn M. Schwartz, The Archaeology of Syria : From Complex Hunter-Gatherers to Early Urban Societies (c.16,000-300 BC), Cambridge, Cambridge University Press, 2003
- Bertrand Lafont, Aline Tenu, Philippe Clancier et Francis Joannès, Mésopotamie : De Gilgamesh à Artaban (3300-120 av. J.-C.), Paris, Belin, coll. « Mondes anciens », 2017

### Araméens et peuples voisins
- Françoise Briquel-Chatonnet, Les Araméens et les premiers Arabes : des royaumes araméens du IXe siècle à la chute du royaume nabatéen, Aix-en-Provence, Édisud, 2004
- Paul-Eugène Dion, Les Araméens à l'âge du fer : histoire politique et structures sociales, Paris, Gabalda, 1997
- (en) Edward Lipiński, The Aramaeans : Their Ancient History, Culture, Religion, Louvain, Peeters Publishers, 2000
- Christine Kepinski et Aline Tenu (dir.), « Dossier : Interaction entre Assyriens et Araméens », Syria, t. 86,‎ 2009, p. 7-178 (lire en ligne)
- (en) Hélène Sader, « The Aramaeans of Syria: Some Considerations on Their Origin and Material Culture », dans André Lemaire et Baruch Halpern (dir.), The Books of Kings: Sources, Composition, Historiography and Reception, Leyde et Boston, Brill, coll. « Supplements to Vetus Testamentum », 2010, p. 273-300
- (en) Trevor Bryce, The World of the Neo-Hittite Kingdoms : A Political and Military History, Oxford et New York, Oxford University Press, 2012
- (en) Stefania Mazzoni, « The Aramean States During the Iron Age II–III Periods », dans Ann E. Killebrew et Margreet Steiner (dir.), The Oxford Handbook of the Archaeology of the Levant: c. 8000-332 BCE, Oxford, Oxford University Press, 2013, p. 683-705
- (en) Herbert Niehr (dir.), The Aramaeans in Ancient Syria, Leyde, Brill, 2014
- (en) K. Lawson Younger Jr., A Political History of the Arameans : From Their Origins to the End of Their Polities, Atlanta, Society of Biblical Literature, 2016
- Vincent Blanchard (dir.), Royaumes oubliés : De l'empire hittite aux Araméens, Paris, Louvre Éditions - Lienart, 2019